# Helgolandi csata (1914)
Az első helgolandi csata az első világháború legelső tengeri csatája volt 1914. augusztus 28-án, melyet az Egyesült Királyság és a Német Császárság haditengerészeti egységei vívtak egymással az Északi-tenger délkeleti részén. A rajtaütésszerűen megtervezett hadműveletben a britek jelentős túlerővel támadtak rá járőröző rombolókra, illetve a segítségükre siető könnyűcirkálókra a német partoknál, Helgoland szigetének közelében, és három könnyűcirkáló, valamint egy romboló elsüllyesztésével jelentős veszteségeket okoztak nekik. Az összecsapásban több mint 700 német tengerész veszett oda, további 500 fő hadifogságba esett vagy megsebesült. A briteknek egy könnyűcirkálója és három rombolója sérült meg súlyosan, emberveszteségük 35 halott és 55 sebesült volt mindössze.
A csatát nagy brit győzelemként könyvelték el, a visszatérő hajókat ünneplő tömeg fogadta. A hadművelet azonban könnyen csúfos kudarccá fajulhatott volna a britek számára, amennyiben röviddel a megkezdése előtt nem rendelnek a rombolóflottillák távoli biztosítására csatacirkálókat és könnyűcirkálókat, és ezek nem sietnek a bajba jutott – mindössze néhány, külön-külön fellépő német könnyűcirkáló által szorongatott – flottillák segítségére. A brit flotta megmutatkozó gyenge teljesítménye nem kapott nyilvánosságot. A kommunikációs hiányosságok miatt a hajóik többször is kevés híján egymásra nyitottak tüzet, tüzérségük teljesítménye jóval a németeké alatt maradt. A német veszteségek mögött főként az a kommunikációs hiba állt, hogy egyik hadihajójuk sem, de még a helgolandi támaszpont sem jelentette a térségben tapasztalt sűrű ködöt, miközben Wilhelmshavenben tiszta idő volt, és az itteni flottaparancsnokság hasonlónak vélte az időjárást a harcok helyszínén is, s ennek tudatában adta ki a parancsokat az újabb könnyűcirkálók bevetésére, melyek közül több a ködben hirtelen és kis távolságra felbukkanó ellenséges kötelékek áldozatává vált.
A csata után a németek átszervezték a partközeli vizek védelmét, az energiaigényesnek és veszélyesnek ítélt őrjáratozások helyett inkább aknazárak létesítésével oldották meg azt. Habár a csata nagy részében a német cirkálók kimondottan hatékonyan harcoltak a többszörös túlerővel szemben, Vilmos császár korlátozta a flotta mozgásterét, és jelentősebb hadműveleteket ezután csak az ő személyes hozzájárulásával lehetett kezdeményezni. Ezt követően egészen decemberig – az angol partok elleni támadássorozat megindításáig – a német felszíni flotta passzivitásban maradt.

## Előzmények – A tengeri háború alakulása a háború első heteiben
A csatára nem egészen egy hónappal Nagy-Britannia Németországnak küldött, augusztus 4-ei hadüzenete után került sor. A szárazföldön ezekben a hetekben a németek jelentős eredményeket értek el a nyugati hadszíntéren folyamatosan előrenyomulva Franciaország északi részén és Belgiumban. A rendszeresen érkező rossz hírek miatt a brit kormányzat a haditengerészethez fordult, hogy aktívabb szerepvállalás révén mutasson fel sikereket. A brit haditengerészeti hagyományokhoz az agresszív fellépés és az ellenséges kikötők közeli blokádja tartozott hozzá, melynek révén folyamatosan az ellenség partjainak közelébe korlátozódtak a harcok. A brit közvélemény is ezt várta el a flottától, és a stratégiai elképzelések is ennek megfelelőek voltak egészen 1913-ig. A torpedókkal felszerelt tengeralattjárók és az aknák megjelenésével azonban világossá vált, hogy a kapitális hajókat nem lehet tartósan az ellenséges kikötők előtt tartani, mert túl nagy kockázatot jelent számukra az ezen új harci eszközök jelentette fenyegetés. Ezenfelül a széntüzelésű kazánokkal ellátott hadihajóknak folyamatosan mozogniuk kellett, hogy ne legyenek álló célpontok a tengeralattjárók számára, és emiatt pár naponta vissza kellett térniük a támaszpontra feltölteni a készleteiket.
Bár a német haditengerészet vezetősége a háború előtt tisztában volt azzal, hogy Nagy-Britannia számára elméletileg adottak a lehetőségek az egész Északi-tenger blokádjának megvalósításához, ennek brit részről való gyakorlati megvalósításának lehetőségét mégis elvetették, mivel a nemzetközi törvények tiltották az ilyen jellegű zárlatot, ráadásul ezzel semleges országok jogait is megsértették volna. A németek úgy vélték, hogy Nagy-Britannia ilyen intézkedésekkel kockára tenné jó hírét a világ közvéleménye előtt. Emellett úgy tartották, hogy a Royal Navy-t tradíciói is arra kötelezik, hogy egy nála jóval kisebb méretű haditengerészettel szemben támadólag lépjen fel. A német haditengerészetnél ezért a tengeralattjáró fegyvernem és a partvédelmi állások megerősítéséhez fogtak hozzá, a fő felszíni erőket tömörítő Nyílttengeri Flottát (Hochseeflotte) – melyről nem feltételezték, hogy a másfélszeres túlerőben lévő britek ellen nyílt csatában győzelmet tudna elérni – pedig a kikötőkben tartották, és várták a brit flotta feltűnését, hogy a kedvező pillanatban csapást mérhessenek rá (ez a stratégia volt az ún. Kleinkrieg).
A britek azonban a vonatkozó nemzetközi egyezményeket (melyeket bár aláírtak, de utólag nem ratifikáltak) a fent említett okokból kifolyólag figyelmen kívül hagyták, és a német várakozások ellenére a Doveri-szorosban és az Északi-tenger északi részén állították fel a blokádot, elvágva a tengeren túli kereskedelemtől Németországot. Minden Németországba érkező és onnan induló hajónak vagy a tengeralattjárókkal és aknamezőkkel lezárt 70 km széles Doveri-szoroson, vagy a Shetland-szigetek és Norvégia közötti, brit flotta által ellenőrzött 200 km széles átjárón kellett volna áthaladnia.
A blokád fenntartásához a britek három nappal a hadüzenet után átszervezték a szigetek körüli vizek hajóhadait. Az 1. Honi flottából (1st Home Fleet) a Nagy Flotta (Grand Fleet) lett, ebbe vonták össze a legmodernebb dreadnought-mintájú csatahajókat és a Skóciától északra lévő Orkney-szigetek Scapa Flow nevű öblében állomásoztatták, mely egyszerre volt messze a német támaszpontoktól és lehetett innen ellenőrizni az Északi-tenger bejáratát. A La Manche partjai mentén állomásozó Csatorna Flottát (Channel Fleet) a 2. és a 3. Honi flottából alakították ki, és ezekbe kerültek a régebbi építésű (pre-dreadnought) csatahajók. Feladatuk a kontinensre induló expedíciós erők biztosítása és a szigetország déli partvidékének a védelme volt. Az eltérő stratégiai elképzelések miatt a két ellenséges flotta nem találkozott össze. A német támaszpontok kedvezőtlen fekvésének köszönhetően hadihajóik nem tudták veszélyeztetni – vagy csak nagy kockázatok mellett veszélyeztethették volna – a Brit-szigetek számára létfontosságú nyugati irányú (atlanti) kereskedelmet. A Grand Fleettel időnként előretöréseket hajtottak végre az Északi-tengeren, illetve kisebb cirkáló- és csatacirkálórajokkal járőrözéseket végeztek – több alkalommal a Német-öbölbe is behatolva, hogy ezzel a német flottát otthonmaradásra bírják.
A Brit Expedíciós Haderő (British Expeditionary Force) zömét 1914. augusztus 12–14. között sikeresen átszállították Franciaországba, mely műveleteket a Helgolandi-öbölbe küldött rombolók és tengeralattjárók bevetésével is igyekeztek biztosítani. A Grand Fleet ugyanakkor az Északi-tenger közepén cirkálva várt arra, hogy a német flotta meginduljon a La Manche felé, hogy ekkor utánaindulva elzárja előle a hazavezető utat. Ennek keretében a Grand Fleet az augusztus 16-án tett előretörése során 40 tmf-re közelítette meg Helgolandot. A németek azonban nem indítottak támadást a csapatszállító hajók útvonala ellen, így a felállított csapdába sem mentek bele. A német hadsereg vezérkara számított a brit csapatok átszállításának gyors kivitelezésére, de annak ilyen gyorsan való megszervezésére nem. A csapatok átdobásának gyors megkezdése meglepetésként érte őket, és mivel a La Manche-on ebben az esetben bevetni kívánt tengeralattjáróik az Északi-tengeren kutattak a Grand Fleet hajói után, nem volt, amivel felléphettek volna a brit seregek átszállítása ellen.

## A Német-öböl védelme

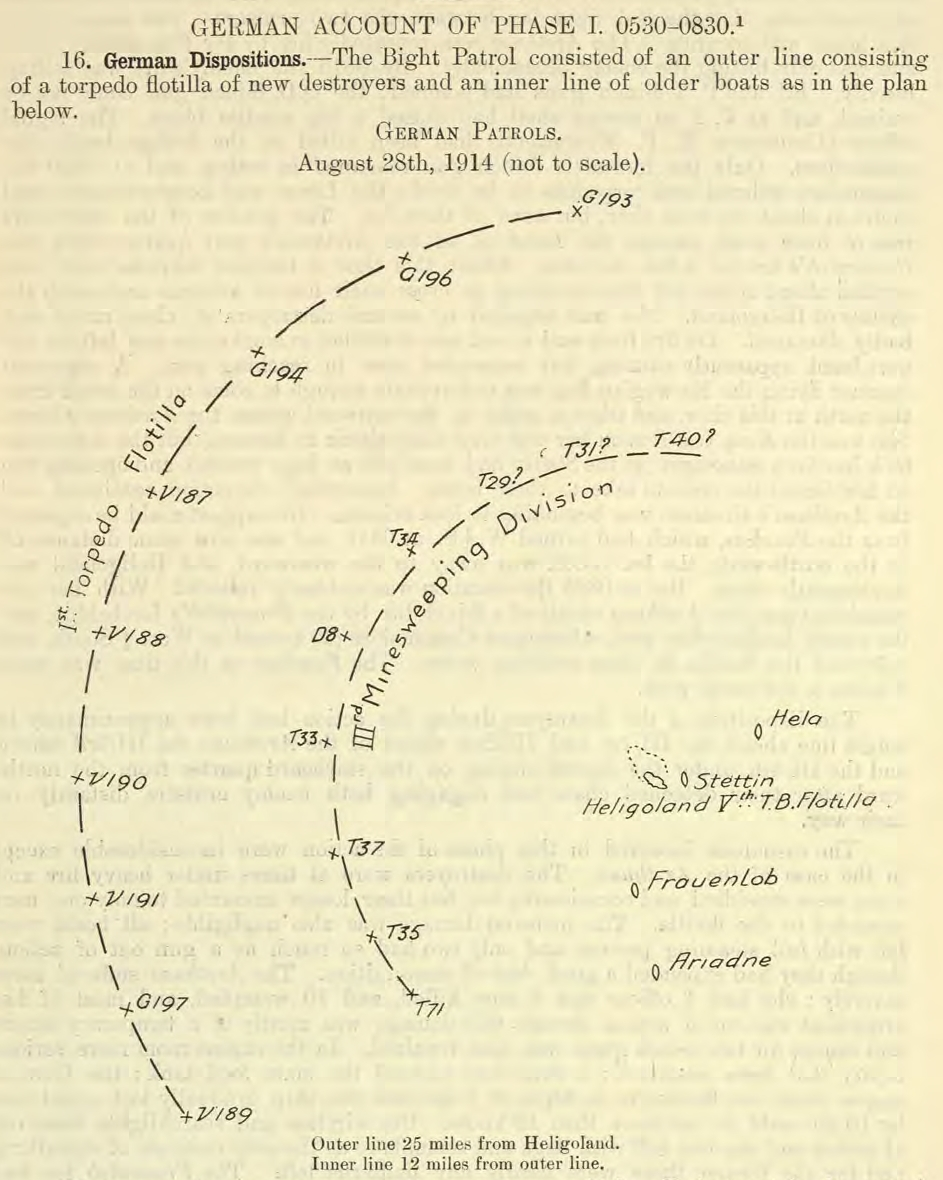
A német védelmi gyűrűk és biztosító cirkálók elhelyezkedése a csata reggelén

A németek a háború elején kellő számú őrhajó hiányában rombolók (torpedónaszádok) őrjáratoztatásával oldották meg a Német-öböl védelmét. A védelmi rendszerből pár nap után kivonták a tengeralattjárókat, hogy azokat offenzívebb módon alkalmazhassák. A rombolók ilyen célú felszabadítását védelmi aknazárak létesítésével elérhették volna még a kevésbé értékes egységekkel való leváltásuk előtt, de a hadvezetés nem akarta ilyen módon korlátozni a hadihajók mozgási szabadságát.
A németek Helgolandtól nyugatra két védelmi vonalat húztak meg. A külső védelmi vonal a szigettől 25 mérföldnyire (40 km) húzódott, és itt a támadás napján az I. rombolóflottilla (I. Torpedobootflottille) kilenc modern egysége járőrözött, míg 12 mérfölddel (20 km) közelebb a szigethez a III. aknamentesítő divízió (III. Minensuchdivision) régi rombolókból (torpedónaszádokból) átalakított egységei helyezkedtek el. A könnyűcirkálókból álló II. felderítőcsoport (Aufklärungsgruppe II), valamint a rombolók parancsnoka Leberecht Maaß ellentengernagy volt, aki a Jadénál horgonyzó Cöln könnyűcirkáló fedélzetéről irányította egységeit. Az őrjáratozó rombolókat a Frauenlob és a Stettin könnyűcirkálók támogatták, melyek Helgoland közelében helyezkedtek el a védővonalak fedezésére a Hela aviso-hajóval egyetemben. További nyolc könnyűcirkáló az Emsnél, a Wesernél, a Jadénál és Brunsbüttelnél állomásozott. A Jadénál horgonyoztak a német csatacirkálók is. A Balti-tengerről a napokban megérkező flottaparancsnok azt a távollétében meghozott döntést, hogy a csatacirkálók a Jadénál a külső réven tartózkodjanak, visszavonta, és ezeket a nagy hadihajókat visszarendelték Wilhelmshavenbe. Ezek viszont apály idején nem tudtak kihajózni a kikötőből, mert nagy merülésük miatt alacsony vízállásnál képtelenek voltak áthaladni a kijárat előtti homokpadok felett.
A brit értékelés szerint a német védelem kiválóan volt megszervezve, azonban nem számolt egy „nehéz cirkálókkal” (páncélos cirkálókkal, ill. csatacirkálókkal) végrehajtott támadással. Augusztus 18-ai rendelkezés szerint nappalra a járőrözést visszaállították a háromvonalas rendszerűre. Éjszaka a külső ív 25 mérföldre, a belső ív 13 mérföldre húzódott Helgolandtól (a fentebb leírtak szerint), és ennek megfelelően alakult a német őrjárat a csata napján. A brit megállapítás szerint ez a védelmi rendszer nem vett számításba két fontos tényezőt. Az egyik a britek részéről kapitális hadihajókkal végrehajtott támadás eshetősége volt, a másik pedig a Jade folyó külső részén jelentkező árapály volt, ami [apálykor] a tenger irányába haladt lassan a homokpadok felett.

## A brit támadás tervei

### Tengerésztisztek támadó hadműveletre vonatkozó javaslatai

#### Jellicoe tengernagy javaslata
Az expedíciós hadtest csatornán való átjuttatása után nagyjából egy időben több brit tengerésztiszt is támadó hadművelet végrehajtásának ötletével állt elő az admiralitásnál.
John Jellicoe tengernagy, a Grand Fleet parancsnoka egy az augusztus 16-án a flottája által végrehajtott előretörést ismételt volna meg a német partok irányába. E legutóbbi hadművelet során 40 tmf-re megközelítették Helgolandot, de ellenséges erőkkel nem találkoztak. A Jellicoe által augusztus 24-re tervezett újabb, a Grand Fleettel végrehajtandó előretörés alkalmával 30 tmf-re szándékozott megközelíteni Helgolandot. Az admiralitásnál azonban nem kívánták a fő erőket ilyen módon bevetni ebben az időszakban a Flandriában kialakult veszélyes helyzet miatt. A német offenzíva miatt ugyanis veszélyeztetettnek vélték Dunkerque-et és Calais-t is, és az itteni kiürítések támogatására bevethető állapotban akarták tudni a flotta fő erőit.

#### Christian ellentengernagy javaslata
Arthur Christian ellentengernagy, a Dél-Angliában állomásozó flottaerők, a Southern Force parancsnoka Jellicoe-val egyidejűleg nyújtotta be tervezetét. Az elképzelései szerint a délkelet-angliai Harwichban állomásozó könnyű erőknek, az ún. Harwich Force rombolóflottilláinak Terschelling szigetétől keleti irányba megindulva kellett volna végrehajtaniuk frontálisan a támadást a Cruiser Force C és az Ems folyó torkolatánál elhelyezett tengeralattjárók támogatásával. A támadást este 18:00-kor tervezte megindítani az É 53° 45', K 5° 00' koordinátáktól Helgoland irányába. Elképzelése szerint a rombolóknak minden kisebb hadihajót meg kellett semmisíteniük, de a náluk erősebb egységekkel kerülniük kellett a harcot.

#### Keyes sorhajókapitány javaslata

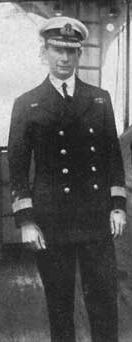
Roger Keyes, a terv ötletgazdája

Augusztus 21-re az expedíciós sereg Franciaországba való átvitelének kritikus időszaka befejeződött, ami után a brit flotta aktívabban léphetett fel. Ezt követően nyújtotta be javaslatát Roger Keyes sorhajókapitány (commodore) az admiralitásnak. Keyes egy nagy hatótávolságú tengeralattjárókból álló flottillát parancsnokolt a délkelet-angliai Harwichban, mellyel rendszeresen járőrözött a Helgolandi-öbölben. Ő a tengeralattjárói által augusztus 16. és 23. között végzett felderítő tevékenységéről nyújtott be jelentést, és ehhez mellékelte a tervezetét a rajtaütéshez. Ehhez értekezett Reginald Tyrwhitt sorhajókapitánnyal (commodore), aki a Harwich Force rombolóflottáinak parancsnokaként szintén több őrjáratot vezetett már a német vizek közelébe.
A brit tengeralattjárósok megfigyelték, hogy az éjszakai őrjáratozásra kiküldött német rombolók 16:00 és 18:00 (GMT) körül futottak ki könnyűcirkálók kíséretében, majd legyezőszerűen szétbontakozva indultak őrjáratozni, reggel pedig a biztosító könnyűcirkálókhoz csatlakozva tértek vissza a támaszpontra. A Helgolandtól északra járőröző rombolókat a szétbontakozás előtt rendszerint egy csoportban észlelték egy a szigettől észak-északkeletre 40 tmf-re lévő pozícióban. Az őrjáratozó német hajók nagy sebességgel végezték a feladatukat, ezért a tengeralattjárók nem tudtak ellenük torpedótámadást intézni.
Keyes egy, az esti órákban megindított kelet-nyugati irányú rajtaütést javasolt, mivel ekkor elvághatnák a visszatérő őrjárat egységeit Helgolandtól és a többi német támaszponttól. Az őrjárat rombolóinak a nyílt tengerre való visszacsalogatásához három tengeralattjáró emelkedett volna a felszínre a közelükben, míg a Harwich Force 31 rombolója és a 8. tengeralattjáró-flottilla (8th Submarine Flotilla) 9 tengeralattjárója elállta volna a visszavonulási útvonalukat. További tengeralattjárókat a német partok közelében, a Jade-öböl előtt terveztek elhelyezni, hogy azok itt várják az erősítésként kifutó német kötelékek felbukkanását, és támadásokat intézzenek ellenük.
A javaslat nem fejtette ki részleteiben a kivitelezés módját, de a két tiszt (Tyrwhitt és Keyes) itt nyilvánvalóan egy szárnyon végrehajtott támadásra gondolt, amivel ez a terv jelentősen különbözött a Jellicoe és Christian tengernagyok által javasolt frontális támadástól.
Winston Churchillt, a brit admiralitás első lordját meggyőzte Keyes merész terve. A végrehajtást a javasolt esti időpontról azonban reggeli 09:00-ra (08:00 GMT) módosították. Keyes és Tyrwhitt a Grand Fleet délre való irányítását, valamint az annak kötelékébe tartozó, William Goodenough sorhajókapitány vezette 1. könnyűcirkálóraj közvetlen támogatását kérték a vállalkozásukhoz. A haditengerészet vezérkari főnöke, Doveton Sturdee a Grand Fleet erőinek bevonását – a flandriai helyzet miatt – elutasította, és csak könnyű erők, valamint két csatacirkáló részvételét engedélyezte a hadműveletben. A hadműveletnek a belga partok menti harcoktól függetlenül kellett lezajlania, ezért még azelőtt végre kellett hajtani, mielőtt a helyzet Ostendénél kiéleződött volna. Az admiralitás Ostende megszállása mellett döntött, de utasítása szerint a Helgolandi-öbölbe tervezett rajtaütést is végre kellett hajtani, ettől a hadművelettől teljesen függetlenül.
Tyrwhitt az akcióhoz korábbi zászlóshajója, az Amethyst helyett egy újabbat kért, mivel ennek a sebessége (22,5 csomó) nem volt elegendő ahhoz, hogy lépést tarthasson az új L-osztályú rombolókkal. A pótlásként érkező Arethusa (28,5 csomó) azonban nem érkezett meg augusztus 26. előtt, a legénysége még tapasztalatlan volt, és a 102 mm-es Mk V típusú ágyúi tüzeléskor hajlamosnak bizonyultak az elakadásra.

### Elfogadott terv

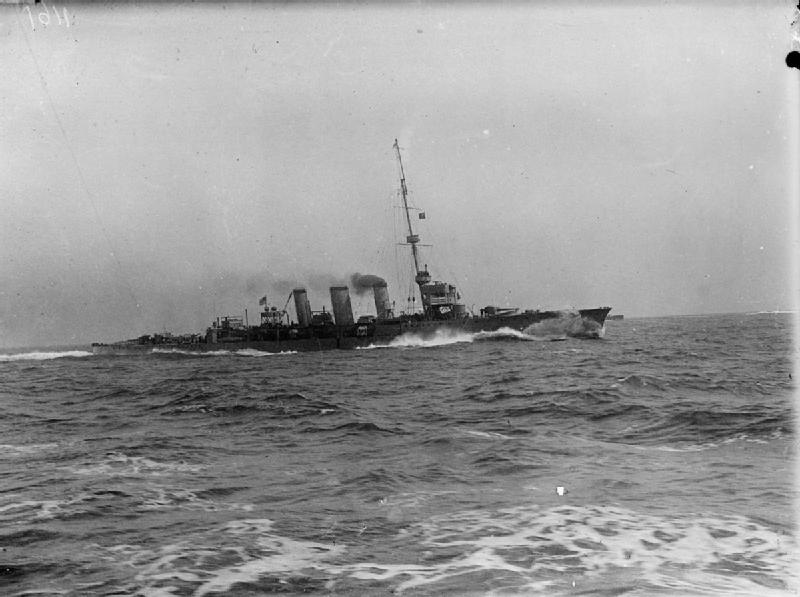
Az Arethusa könnyűcirkáló, Tyrwhitt zászlóshajója a hadművelet során

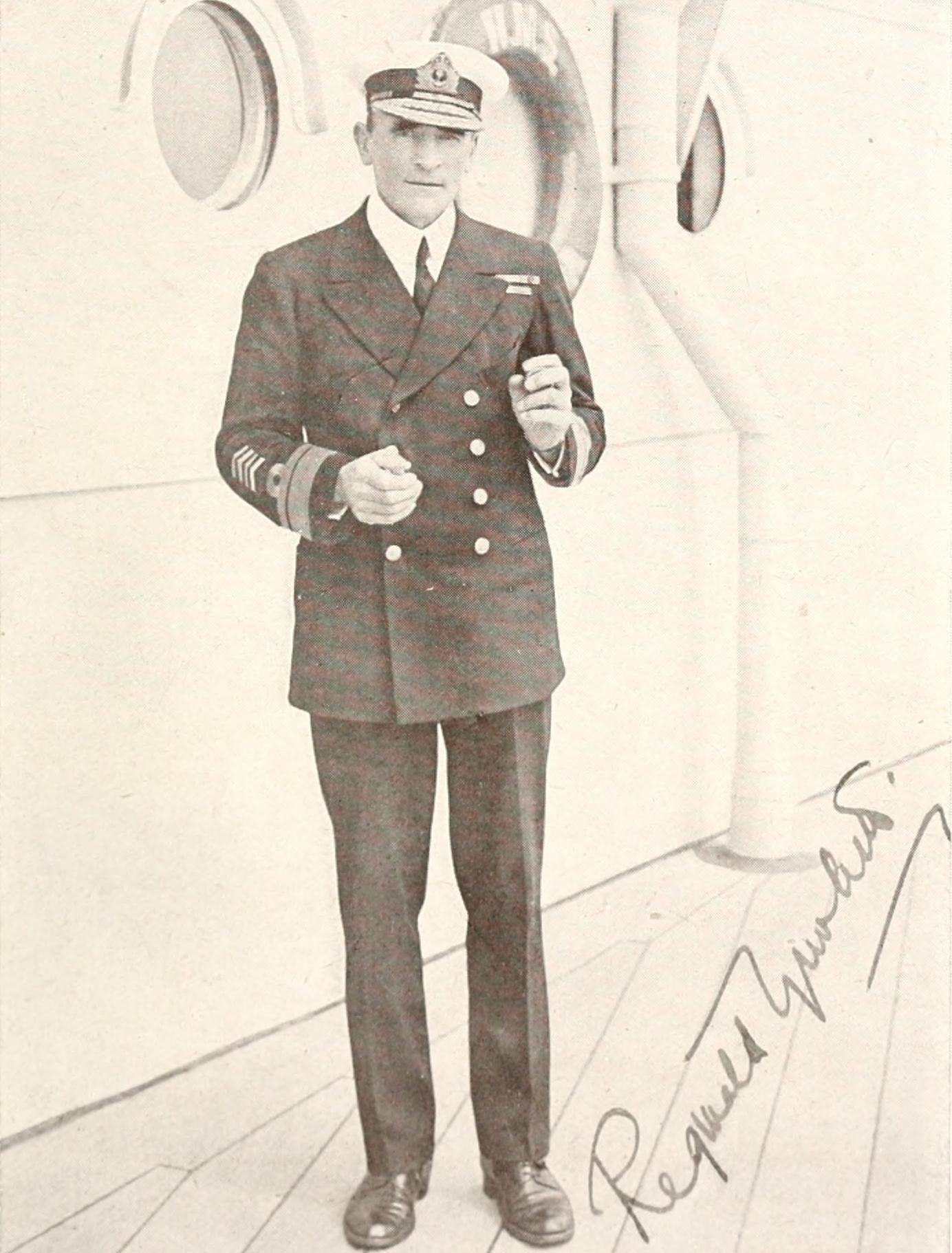
Reginald Tyrwhitt 1919-ben, már ellentengernagyként

Az admiralitásnál elfogadott eredeti tervek szerint az Arethusa és Fearless könnyűcirkálók vezette két rombolóflottilla összesen 36 rombolója hajtotta volna végre a rajtaütést. A rombolóknak augusztus 28-án 05:00-kor (04:00 GMT) az É 55° 20', K 6° 45' koordinátán, a dán partoknál lévő Horns Revtől 30 mérföldre kellett lenniük, majd délnek megindulva kellett Helgoland felé tartaniuk, míg az északi szélesség É 55° 5', K 7° 3' koordinátára értek 09:00-ra (08:00 GMT). Innen nyugatnak kellett fordulniuk, és egy 9 mérföld széles sávban haladva kellett folytatniuk az útjukat Terschelling irányába 20 csomós sebességgel, elvágva minden Helgolandtól nyugatra lévő német hadihajó visszavonulási útját.
Támogatásukat a Humber folyó torkolatában támaszponttal rendelkező, Gordon Moore ellentengernagy vezette Cruiser Force K két csatacirkálója, az Invincible és a New Zealand, illetve az őket kísérő négy romboló (Badger, Beaver, Jackal, Sandfly) látta el. Ennek a csoportnak az É 55° 10', K 6° koordinátán kellett lennie 06:00-kor (05:00 GMT), majd ekkor déli irányban haladva 09:30-ra (08:30 GMT) elérni az É 54° 30', É 6° 20' koordinátát, ami 60 mérföldre volt északnyugatra Helgolandtól és 50 mérföldre attól a helytől, ahol a rombolóflottillák 09:00-kor nyugati irányra álltak, hogy felgöngyölítsék a német védelmet.
A Cruiser Force C az Euryalus-szal és az Amethysttel képezte a tartalékot és Terschelling világítótorony magasságában kellett lenniük 06:00-kor (05:00 GMT), majd északnyugati irányban kellett járőrözzenek. Az eredeti tervek szerint az Engadine repülőgép-anyahajónak három repülőgéppel kellett volna részt vennie a hadműveletben; kettő bombákkal, egy pedig torpedóval felfegyverezve. Az anyahajónak 40 mérföldnyire Borkumtól nyugatra kellett készenlétben állnia, és a repülőgépeinek az Ems torkolatában kellett volna a tervek szerint megtámadniuk egy, a Rottum világítótorony közelében horgonyzó német cirkálót. A bevetésről visszatérő repülőgépek vízből való kiemelése után az Engadine-nek az őt kísérő Sapphire-ral a Cruiser Force C mögé kellett visszavonulnia. Az anyahajó bevetésétől végül elálltak, mert bizonytalanság merült fel a célpontnak kiszemelt „gőzös” nemzetiségét illetően.
A tervek szerint három tengeralattjárónak Helgoland közelében, a rajtaütő rombolók útvonalától keletre, egynek attól nyugatra kellett pozíciót felvennie 05:00-ra (04:00 GMT), további háromnak pedig a K 6° 48' koordináta mentén kellett elhelyezkednie Keyes utasításainak megfelelően.
Keyes augusztus 26-án egy újabb tengeralattjárót rendelt az Ems torkolatához. Így a tengeralattjáróknak két vonala volt, egy belső vonal Helgolandtól északra és délre, illetve egy külső vonal a szigettől 40 mérföldre nyugatra. A belső vonalnak a feladata az esetlegesen kifutó könnyűcirkálók elleni támadás végrehajtása volt. Emiatt mindaddig rejtve kellett maradniuk, míg a támadó brit rombolók nyugatnak nem fordultak. A külső vonal tengeralattjáróinak a feladata az volt, hogy a német rombolókat kicsalogassák, és ehhez a felszínen kellett járőrözniük. Az Emshez kiküldött tengeralattjáróknak meg kellett támadniuk az összes, a folyóról kifutó vagy oda befutó ellenséges hajót. A tengeralattjárók parancsnoki hajójaként szolgáló Lurcher romboló Keyesszel a fedélzetén, a Firedrake romboló társaságában a csatacirkálóktól 20 mérföldre helyezkedett el, azoktól déli irányban és ellenséges tengeralattjárók után kutatva végeztek számukra felderítést.
Az eredeti terv nem jelölt ki a hadművelet számára konkrét főparancsnokot, mivel úgy vélték, a kötelékek egymástól függetlenül is végre tudják hajtani a feladatukat.

### Változtatások a terveken

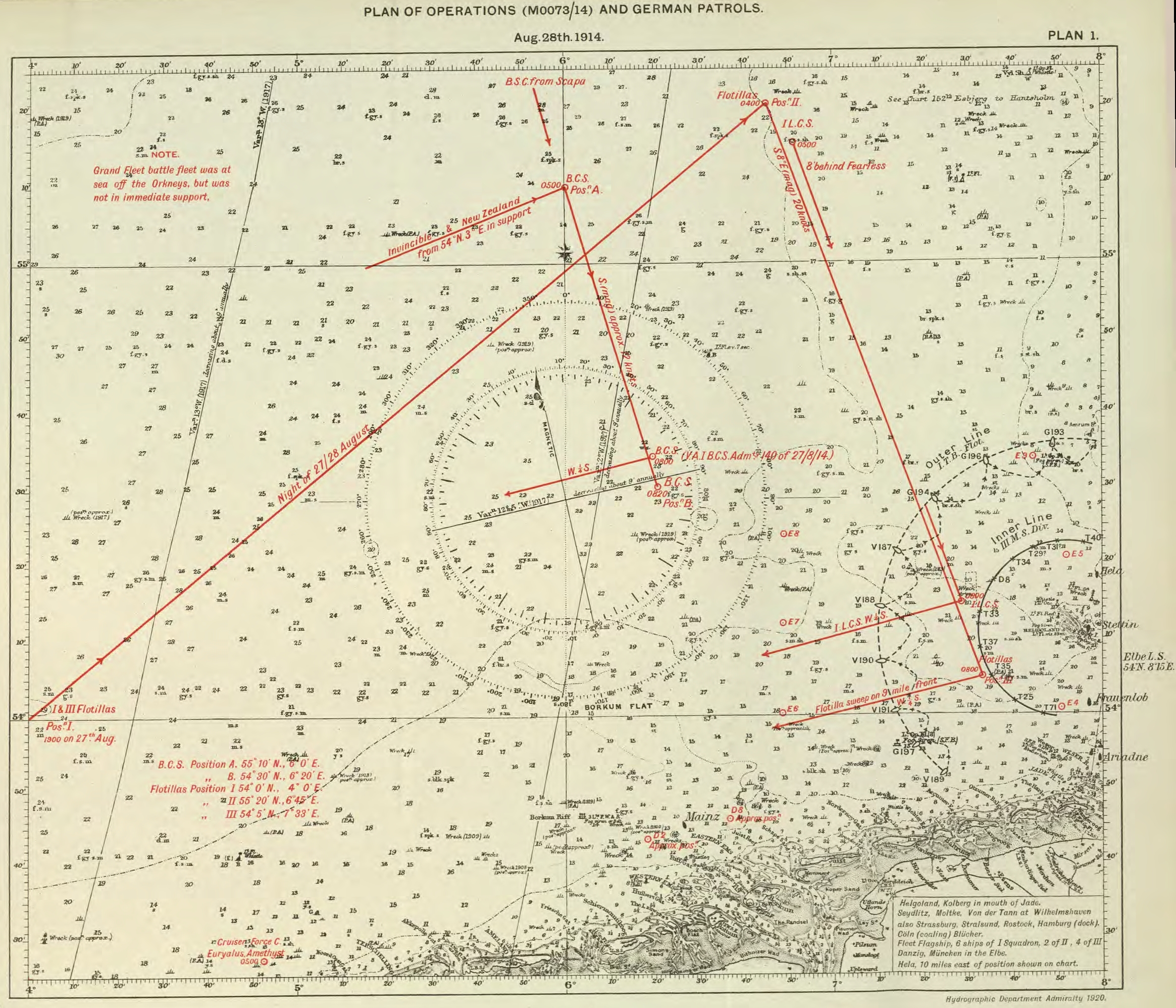
A brit támadás terve
(a támadási irányok pirossal jelölve)

A rajtaütés megtervezésénél közrejátszottak a flandriai szárazföldi harcok. Jellicoe-t augusztus 26-án 13:05-kor értesítették arról, hogy a flandriai Ostendét meg kell szállni az antant bal szárnyára nehezedő nyomás mérséklése érdekében, valamint hogy ezzel egyidőben két rombolóflottilla fog végrehajtani egy rajtaütést a német védelmen. Jellicoe válaszüzenetében azonnal felvetette, hogy a hadműveletet nagyobb erőkkel kellene támogatni, és ehhez el is rendelte a Grand Fleet állományában lévő 1. csatacirkálóraj (Beatty altengernagy), az 1. könnyűcirkálóraj (Goodenough sorhajókapitány), valamint a 2. és 4. rombolóflottillák egységei számára a kazánok felfűtését 17:00-ra. Az admiralitás Calais és Dunkerque elvesztésétől tartva nem szívesen küldte volna a német partok közelébe a csatahajókat, és csak a csatacirkálók – és a könnyűcirkálók – részvételét engedélyezte, melyeknek a Cruiser Force K két már kijelölt egységéhez kellett csatlakozniuk. Keyes és Tyrwhitt az újabb erők részvételéről viszont már nem értesült, és ez a későbbiek során veszélyes félreértésekhez vezetett.
A támogató erők végleges hadrendje

A rombolóflottillák és könnyűcirkálók támogatására véglegesen kijelölt erőket két külön harccsoportra osztották. A Cruiser Force K („K” cirkálócsoport) Gordon Moore ellentengernagy parancsnoksága alatt állt, és a Humber torkolata felől érkező két csatacirkáló (New Zealand, Invincible) tartozott hozzá, 40 mérföldre északnyugatra helyezkedve Tyrwhittől. A másik harccsoport az öt Cressy-osztályú páncélos cirkálóból (Cressy, Aboukir, Bacchante, Hogue, Euryalus) álló Cruiser Force C (a Southern Force-ból kikülönített C cirkálócsoport) Christian tengernagy vezetésével 100 mérföldre nyugatra helyezkedett tőle Terschelling szigete előtt, hogy az esetlegesen erre menekülő német hajókat elfoghassa.

### Információszolgáltatás és problémái
Az 1. csatacirkálóraj Scapa Flow-ban állomásozott, és a hadműveleti parancsok egészét nem tudatták Beattyvel és Jellicoe-val, hanem csak táviratilag, nagy vonalakban közölték a rajtaütés tervét. Jellicoe, aki nyilvánvalóan kézhez kapta a táviratot, augusztus 26-án, személyes találkozójukkor ennek megfelelően tájékoztatta Beattyt.
Beatty másnap 06:20-kor (05:20 GMT) hajózott ki, és előtte a hajnali órákban még kapott egy táviratot az admiralitástól a hadművelet részleteiről, de arról nem értesítették, hogy a tengeralattjárók milyen megbízatást kaptak. 09:00-kor tudatta hajóival a rendelkezésére álló információkat; így azt, hogy az É 55° 10' K 6° koordinátán kell találkozniuk a két másik csatacirkálóval, a feladatuk pedig rombolók és tengeralattjárók támogatása lesz. Kifejtette, hogy nagyon kevés információval rendelkezik, és reméli, hogy az idő előrehaladtával további információkat is megosztanak vele.
Az admiralitás augusztus 27-én, 12:05-kor tájékoztatta Christian és Moore ellentengernagyokat (zászlóshajóik: Euryalus ill. Invincible) arról, hogy Keyes a Lurcher és a Firedrake rombolókkal fog felderítést végezni a német partok irányába, ellenséges tengeralattjárók után kutatva. 13:30-kor közölték Beattyvel, hogy a könnyűcirkálók a rombolókat fogják követni és támogatni, északra helyezkedve azoktól.
14:00 körül küldték el Christiannak, Tyrwhittnek és Keyesnek azt a fontos üzenetet, melyben közölték velük, hogy három csatacirkáló és hat könnyűcirkáló érkezik a két eddigi csatacirkáló megerősítésére. A közlés szerint a három csatacirkáló az Invincible 06:00-kori pozíciója felé, a könnyűcirkálók a rombolók 05:00-kori pozíciója felé tartottak. Ezt az üzenetet azonban csak Christian ellentengernagy vételezte, Tyrwhitt és Keyes nem. Előbbi augusztus 27-én 06:00-kor, utóbbi még 26-án 23:30-kor hagyta el Harwichot. Az üzeneteket csak a Harwichba való visszatérés után olvashatták. Sem az Invincible, sem az Euryalus nem ismételte meg őket, vagy kérdezett utána Tyrwhittnél vagy Keyesnél, hogy megkapták-e őket. Tyrwhitt másnap reggel összefutott Goodenoughfal a találkozási ponton, és röviden tájékoztatták a későbbi intézkedésekről, de Keyes erről továbbra sem értesült, és így a tengeralattjáróinak sem adhatta tovább az új információkat. Beatty 18:54-kor jelezte a szándékát a könnyűcirkálók alkalmazását illetően. Eszerint az akció kezdetekor 10 mérfölddel helyezkednének északabbra a rombolóktól, és 09:00-ig (08:00 GMT) déli irányba követnék őket, majd nyugatnak fordulnának, és 13:00-ig (12:00 GMT) ebbe az irányba haladnának, majd északnak vennék az irányt, és 14:00-kor (13:00 GMT) térnének vissza a csatacirkálókhoz, ha korábban ilyen utasítást nem kapnak.

## A csata

### A brit erők felvonulása a kiindulási pozíciókba

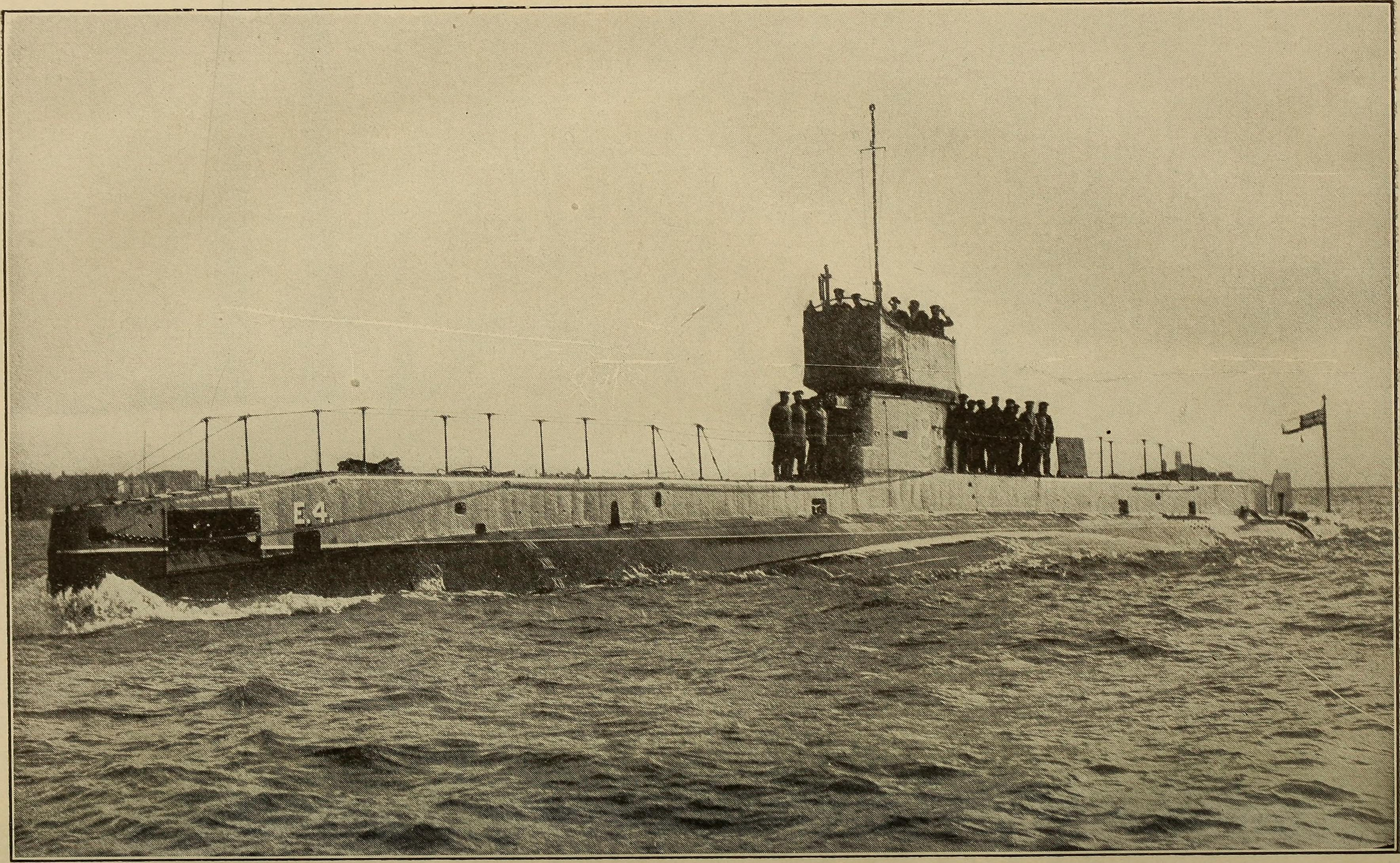
A hadműveletekben részt vevő egyik E-osztályú brit tengeralattjáró, az E4

A tengeralattjáró-flottilla egységei augusztus 26-án indultak útnak. Tyrwhitt zászlóshajója, az Arethusa augusztus 27-én 06:00-kor (05:00 GMT) követte őket az 1. és a 3. rombolóflottillákkal, és útközben csatlakozott hozzájuk a Fearless. Augusztus 28-án 04:45-kor (03:45 GMT) három hajót észleltek bal oldalt elöl, és először ellenséges egységeknek vélték őket, de felszólításra azonosították magukat, és mint kiderült, Goodenough hat könnyűcirkálóból álló raja volt az. Tyrwhitt ekkor tudta meg, hogy Beattyt is a támogatására rendelték.
A Firedrake Harwichot a keleti (belső) vonalhoz tartozó E 4, E 5 és E 9 tengeralattjárókat kísérve augusztus 26-án 22:30-kor hagyta el. Két órával később a Lurcher hajózott ki a nyugati vonalhoz tartozó E 6, E 7 és E 8 tengeralattjárókkal. Az öbölbe érve a tengeralattjárók felvették kijelölt pozíciójukat, míg a Lurcher és a Firedrake 27-28-ika éjszakáján a csatacirkálók számára kijelölt pozíciótól délre cirkáltak együtt.
Christian ellentengernagy páncélos cirkálói augusztus 27-én délben (13:00 KEI) hagyták el a Temze torkolatánál lévő Nore homokpadot, és 28-án 06:00-ra (05:00 GMT) érkeztek a Terschelling közelében kijelölt helyükre. Ez az egység a harcokban semmilyen szerepet nem fog betölteni, csak a visszavonuló flottillák biztosításában fog segédkezni.
Beatty 1. csatacirkálóraja augusztus 27-én 06:20-kor (05:20 GMT) hagyta el Scapa Flow-t, 17,5 csomóval haladva az út nagy részén. Az Invincible-lel és a New Zealanddel 05:15-kor (04:15 GMT) találkozott az É 55° 10' K 6° koordinátán, és 06:00-ra (05:00 GMT) értek a számukra kijelölt helyre.
Goodenough 1. cirkálóraja Beatty csatacirkálóival együtt futott ki Scapa Flow-ból, és 21:00-kor (20:00 GMT) Goodenough levált tőlük keleti irányba, hogy Tyrwhitthez csatlakozzon. A könnyűcirkálók egymástól két mérföldes távolságot tartva szétbontakozva haladtak, de az éjszakára három oszlopba rendeződtek. Ezek a két-két cirkálóból álló divíziók egymástól 2 mérföldes távolságot tartottak.
A brit erők zavartalanul vonultak fel, rendkívüli események nélkül, és 06:00-ra (05:00 GMT) mind elérték a megindulási területüket. Tyrwhitt a 3. rombolóflottillával 05:00-kor (04:00 GMT) ért arra a helyre (Position II: É 55° 20' K 6° 45'), ahol dél-délkeleti irányra állva megkezdték a Helgoland irányába való előrenyomulást. Elöl a 3. rombolóflottilla divíziói haladtak egymás mellé rendeződve, őket 2 mérfölddel lemaradva követte az 1. rombolóflottilla a Fearless-szel, majd tőlük 8 mérfölddel lemaradva következett Goodenough 1. könnyűcirkálórajának hat egysége. A csatacirkálóraj ekkor 30 mérföldre helyezkedett a könnyű erőktől nyugati irányban.

### Az első harcérintkezés
Augusztus 28-án a német I. rombolóflottilla 9 rombolója 05:30-kor az éjszakai járőrözési vonalból a nappali védvonalra hajózott át és kezdett el cikkcakkban haladva járőrözni. Aznap 05:00-kor (04:00 GMT) kezdett hajnalodni, és a nap 06:00 körül kelt fel; enyhe szél fújt északnyugatról. A látási viszonyok a sima víztükör felett rosszak voltak a pára és a borult ég miatt.
Reggel 06:00 után Helgolandtól 16 tmf távolságra északnyugatra lévő G 194-ről periszkópot – az E9 tengeralattjáróét – pillantottak meg 50 méteres távolságban a jobb oldalon, mely azonnal eltűnt, de a kilőtt torpedója elsiklott a romboló alatt. Buß korvettkapitány, a romboló parancsnoka azonnal a tengeralattjáró felé vette az irányt, hogy legázolja azt, de nem járt sikerrel ő sem, és az E9-nek északnyugati irányban sikerült elmenekülnie. Bár a menetirányát jól ki tudták venni a németek, megsemmisíteni megfelelő eszközök (mélységi bombák) hiányában nem tudták.

Az esetről a G 194 rádión azonnal jelentést küldött Maaß ellentengernagynak, aki – egy időben a felderítő erők parancsnokával, Hipperrel – 07:10-kor a Helgolandnál lévő V. rombolóflottillát a tengeralattjáró üldözésére rendelte. Hipper 07:12-kor a haditengerészeti repülőket is riadóztatta e célból.

### Első fázis – A brit könnyű erők déli irányú támadása

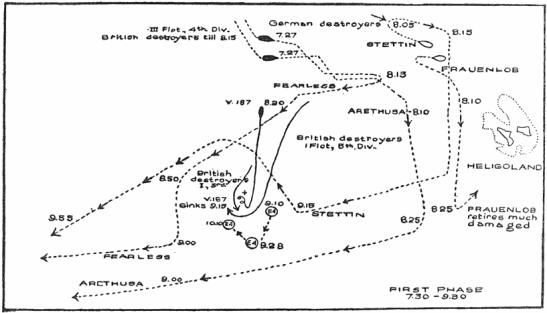
A csata első fázisa (07:30 – 09:30 GMT)
(Német térképvázlat a csata egészéről)

#### Harcok a külső védelmi öv északi szárnyán
A britek 07:53-kor (06:53 GMT) észlelték az első német rombolót maguk előtt a bal oldalon, délkeleti irányban. Ez a tengeralattjáró-támadást nem sokkal korábban átvészelt G 194 volt. A 3. rombolóflottilla bal szárnyán a 4. divíziója helyezkedett hozzá legközelebb és ez a négy romboló (Laurel, Liberty, Lysander, Laertes) kapott utasítást az elfogására. A Laurel vezetésével a divízió sorba rendeződött hajói feléje vették az irányt és öt perc múlva, 07:58-kor leadták rá az első lövést 7000 yard (6300 m) távolságból. A német hajó teljes sebességre kapcsolva Helgoland felé, délkeleti irányba kezdett menekülni. A Laurel üldözőbe vette és csökkenteni is tudta a távolságot, de az túl nagy maradt ahhoz, hogy a lövegeivel hatásosan tudja lőni. Tyrwhitt figyelmeztette az üldözésre induló Laurelt, hogy ne veszítse el vele a kapcsolatot, és a zömmel tartotta továbbra is az eredeti útirányát és sebességét.
A megtámadott G 194 a járőrözési területén haladt északnyugatnak, mikor a fedélzetéről észlelték a mellettük eleinte még 2000 méterre vízbe csapódó lövedékeket, de a ködben mindössze 2 tmf-es látótávolság miatt nem lehetett látni az ellenséget, ezért teljes sebességre kapcsolva indult el délkeletnek. Negyed óra elteltével vált csak kivehetővé a németek számára az ellenség és ekkor már tudták viszonozni a tüzet. A britek lövedékei közben egyre közelebb érkeztek le és a végén már villába fogták a német rombolót.

A G 194  08:05-től folyamatosan próbálkozott rádiókapcsolatot létesíteni a Cölnnel, Leberecht Maaß ellentengernagynak, az öböl védelmét ellátó rombolók parancsnokának zászlóshajójával, de nem sikerült azt elérnie és végül csak jelentős késéssel, 08:25-kor tudta jelenteni az ellenséges erők felbukkanását.
A formációban a G 194-től északra haladó G 196 mintegy 14 km-re volt a megtámadott társától, de a köd miatt nem látták egymást. 08:05-kor viszont hallották a fedélzetén az ágyúdörejt nyugatra és felé vették az irányt. Az ellenség észlelése után ez a romboló is azonnal teljes sebességgel Helgoland felé kezdett hátrálni és 08:15-kor jelezte a Cölnnek (Maaß ellentengernagynak), hogy cirkálók vették üldözőbe.
Közben Tyrwhitt 08:18-kor csatlakozásra utasította a Laurel divízióját, de a rádiójeleket a címzett nem fogta, viszont 08:21-kor jelezte, hogy két újabb romboló csatlakozott az üldözötthöz és a zöm is további német rombolókat észlelt délkeleti irányban, melyek a tengeralattjáró-vadászatra Helgolandról érkező V. rombolóflottilla egységei voltak. Attól tartva, hogy túlságosan is bele fog bonyolódni a harcba az üldözésre küldött divízió, Tyrwhitt 08:26-kor 4 vonással (45°) balra kanyarodott és flottillájával csatlakozott az üldözéshez. 08:40-kor Tyrwhitt újabb két vonással fordult balra, a három divíziója egymástól némi távolságot tartva, egységeiket egymás mellett felsorakoztatva haladt, hogy a lövegeiket mind használhassák és teljes sebességre gyorsított annak érdekében, hogy a németeket elvágja Helgolandtól.
A másodikként észlelt német romboló, a védelmi ívben a G 194-től északra helyezkedő G 196 08:26-kor nyitott tüzet a tatlövegével a 7000 m távolságra lévő üldözőire, de a nagy távolság és a rossz látási körülmények miatt már 14 lövés leadása után beszüntette a tüzét. Az általa észlelt ellenséges cirkáló, az Arethusa hamar lemaradt a gyorsabb, 28-29 csomóval haladó rombolói mögött és a németek szem elől veszítették. A G 194 közelében csak elvétve csapódtak be lövedékek és ezek semmilyen kárt nem okoztak benne. A G 194-ről 11 üldöző hajót számoltak össze, ebből kilencet rombolóként, kettőt pedig könnyűcirkálóként azonosítottak. (Valójában könnyűcirkáló csak az Arethusa volt közöttük.)
Ahogy az üldözők egyre közelebb kerültek Helgolandhoz, a németek belső védelmi vonalának rombolóiból is egyre több került a látómezejükbe elől és a jobb oldalon. Az egymás mellett haladó brit rombolók közül néhány kilógott a sorból, mivel időnként a sortüzek leadásához kisebb iránymódosításokat végeztek és ez kissé zilálta az alakzatot. A németek azonban tartani tudták a távolságot és ez megakadályozta a hatékony tüzelést a britek számára.

#### AFearlesscsatlakozása az üldözéshez

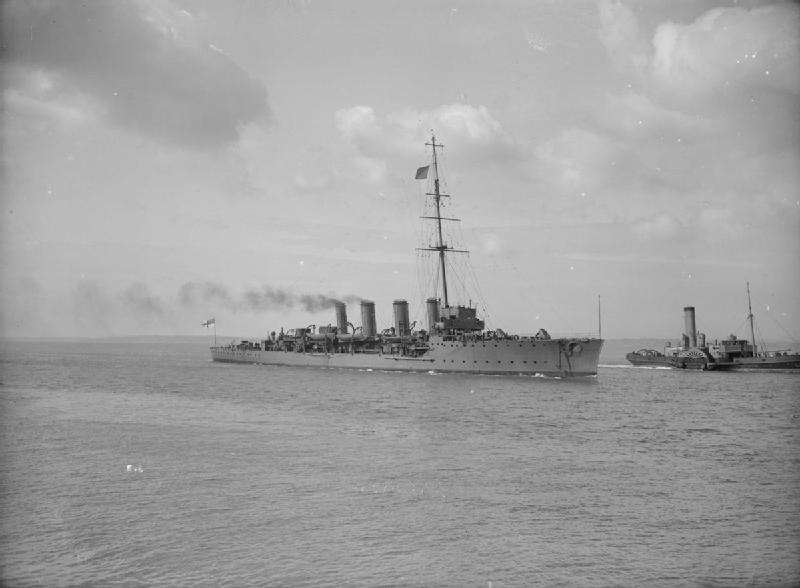
A Fearless könnyűcirkáló, a brit 1. rombolóflottilla vezérhajója a csatában

A két mérföldre Tyrwhitt flottillája mögött haladó Fearless (Blunt kapitány) 08:28-ig (07:28 GMT) az eredeti irányát tartotta, mikor néhány német rombolót észlelt bal oldalon elől és négy vonással balra (45°) kanyarodva feléjük vette az irányt. Pár perc múlva a divíziójának hajói egy sorba fejlődtek és teljes sebességre gyorsítottak, majd 08:40-kor (07:40 GMT) újabb két vonással (22,5°) kanyarodtak balra. Ezzel az Arethusa mögé, annak bal oldalára helyezkedtek, 4 mérföldre északnyugatra tőle. A németek a lőtávolságukon kívül voltak és bár a bal szélen haladó egyik romboló tüzet nyitott rájuk, a flottilla nem tudott hathatósan részt venni a küzdelemben.
Az üldözött rombolókat szorult helyzetükből von dem Knesebeck korvettkapitány V. rombolóflottillájának felbukkanása mentette ki, mely az ellenség tüzét magára vonta.

#### A német V. rombolóflottilla beérkezése
Ez a flottilla még 07:25-kor kapott utasítást a G 194 által észlelt tengeralattjáró üldözésére és 07:45-kor indult útnak Helgoland mellől. Az egységei még rendezetlen formációban haladtak 21 csomós sebességgel a megadott terület irányába, mikor az élen haladó vezérhajó, a G 9 rombolókra és lövegeik torkolattüzére lett figyelmes. Anschütz sorhajóhadnagy, a flottilla parancsnoka nem tudván megállapítani, hogy saját vagy ellenséges hajókról van-e szó, tartotta a sebességét és irányát egészen addig, míg a sziluettjükből egyértelműen fel nem ismerte, hogy négy brit rombolóval találkoztak. Ekkor azonnal visszafordult hajójával és mindkét lövegével tüzet nyitott a közeledő ellenségre 7000–8000 m távolságból. A mögötte haladó V 1-en és V 2-n először meglepetést okozott az ellenséggel való találkozás. A G 9 körül becsapódó lövedékeket előbbin egy észlelt tengeralattjáróra leadott lövéseknek, utóbbin kilőtt torpedók csobbanásának vélték, majd előbukkant számukra is a négy brit romboló. E két német hajóról nem tudták elsőre beazonosítani a jövevényeket, mivel szemből pillantották meg őket és nem voltak innen megfigyelhetők a sajátos jegyeik. A róluk érkező lövések tették világossá számukra, hogy ellenséges egységekkel futottak össze.
A német történetírás meglátása szerint a britekkel való találkozás nem okozott volna ekkora meglepetést, ha a G 194 által leadott első vészjelzés előbb eljutott volna az V. flottilla egységeihez. A vezérhajón (a G 9-en) már 08:10-re dekódolták a G 194 üzenetét, rá pedig csak 08:25-kor nyitottak tüzet. A köztes negyed óra elegendő lehetett volna arra, hogy a flottilla többi rombolójának figyelmét felhívják az óvatosabb, zárt alakzatban való haladásra. Ennek ellenére mindegyik német romboló vissza tudott fordulni Helgoland felé és az ellenség (vélt) szándékaival ellentétben nem tudták őket a holsteini partok irányába szorítani. Az üldözés során hamar megmutatkozott a brit rombolók sebességbeli fölénye, ami abból adódott, hogy a német rombolók tisztán széntüzelésű kazánokkal rendelkeztek és még nem voltak teljesen felfűtve. Emellett az erős füstképződés jelentősen hátráltatta a német tüzéreket a célzásban, ugyanakkor ez az ellenségnek is megnehezítette a lövedékek leérkezésének a megfigyelését.
A forduló végrehajtása előtt a 9. félflottilla (az V. flottilla a 9. és a 10. félflottillából állt) parancsnoka, Hoffert sorhajóhadnagy még megpróbált a hajójával, a V 6-tal az ágyúk számára megfelelő távolságba kerülni az ellenséghez és egészen 4800 méterre csökkentette a távot. Az erős tűzben ezután a V 6 is megfordult, majd erős cikkcakkban haladt, hogy a belövést megnehezítse a britek számára. Amint a britek jelentős nagyságú túlereje a becsapódó lövedékek alapján nyilvánvalóvá vált, a flottilla vezérhajója a Helgoland szigetéhez való visszatérésre adott utasítást. A német rombolók ennek megfelelően nagyjából egymás mellett, 600 m távolságot tartva haladtak a sziget felé és közben a tatlövegükkel viszonozták a tüzet.

Az üldözőktől való távolság közben 7000 méterről 5000 méterre csökkent. A lövedékek leérkezését nem lehetett megfigyelni és néhány hajónál a nagy sebesség mellett való haladás miatt olyan mértékben megsüllyedt a tat, hogy a löveg irányzéka 7000 méteres lőtávnál a vízre mutatott. Bár egyes hajók esetében 5500-3500 m távolságra is adódtak célpontok, ezekben nem sikerült kárt tenni. A közel háromnegyed órás összecsapás során ezen nehézségek miatt a német rombolók kifejezetten kevés lövedéket lőttek el, 15-16, illetve 20-30 közöttit és csak a kisebb sebességet elérő és emiatt kissé lemaradt S 13 és V 1 adott le ettől nagyobb számú lövést, 40-et illetve 51-et. A harc színhelye fölé érkező német haditengerészeti repülő is megállapította, hogy a saját lövedékek többnyire röviden érkeztek le.

Azonban a jelentős számbeli és tüzérségi fölénnyel rendelkező britek hatékonysága is alacsony volt. Az első leadott lövéseik 800 méterrel sikerültek rövidre és a későbbiek is jórészt rövidek lettek. Emellett a brit lövedékek nagy része a német megfigyelések szerint fel sem robbant. A harc közben a jobb oldalon felbukkant a Fearless könnyűcirkáló, és az üldöző rombolók száma is egyre növekedett előbb tíz, majd 18-20 – mind  L-osztályúnak vélt – rombolóra. A harc kialakulását 08:28-kor jelentették Maaß tengernagy zászlóshajójának, a Cölnnek.
Az ellenség jelentős fölénye ellenére a német flottilla helyzete csak azután vált kritikussá, miután a két lassabb romboló már nem tudta tartani a nagy sebességet. Az S 13 a kazánjait fűtő tűz alábbhagyása miatt egy idő után csak 20 csomóval volt képes haladni és az ellenség 5500 méterre meg tudta közelíteni, a V 1 még ennél is közelebb, 3500 méterre került tőlük. Emiatt a flottilla parancsnoka 08:45-kor a cirkálók segítségét kérte.
A válságos helyzete ellenére is az S 13 sértetlen maradt, azonban a bal szélen haladó V 1-et teljesen belőtték maguknak a britek. Ezt a rombolót 08:50-kor érte az első találat, mely a fedélzetét átütve a hátsó kazánteremben robbant fel, végezve egy fővel és megsebesítve további kettőt. A találat miatt a kazántermeket el kellett hagyniuk az ott szolgálatot teljesítőknek és a romboló sebessége emiatt 20 csomóra csökkent, így az üldözők már gyorsan közelítettek hozzá és tüzüket erre a sérült hajóra összpontosították. Sietz sorhajóhadnagy, a V 1 parancsnoka cikkcakkban haladással igyekezett az ellenség találati esélyeit rontani és így hajója időnként bevethette az elülső lövegét is. Hamarosan azonban egy újabb találat érte a V 1-et, mely a jobb oldalának külső héján ütött nagy lyukat. Az itt tárolt szén szerencsés módon tompította a robbanást, viszont a kormánymű vezetéke megsérült és az elülső turbina szelepét a repeszek leszakították. Ezzel egyidőben több torpedó buboréksávját észlelték a hajójukkal párhuzamosan. Sietz sorhajóhadnagy ellenben a saját torpedók kilövését halogatta, hogy azokat végső esetben lőhessék ki nagyobb találati valószínűséggel.
Ebben a kritikus pillanatban tűnt fel a Stettin. A könnyűcirkáló nagy sebességgel a brit rombolók felé vette az irányt és tüzet nyitott rájuk. Fellépése következtében ezek felhagytak a V 1 üldözésével és a tüzüket a Stettinre koncentrálva délnyugati irányba tértek ki.

#### AStettinfellépése

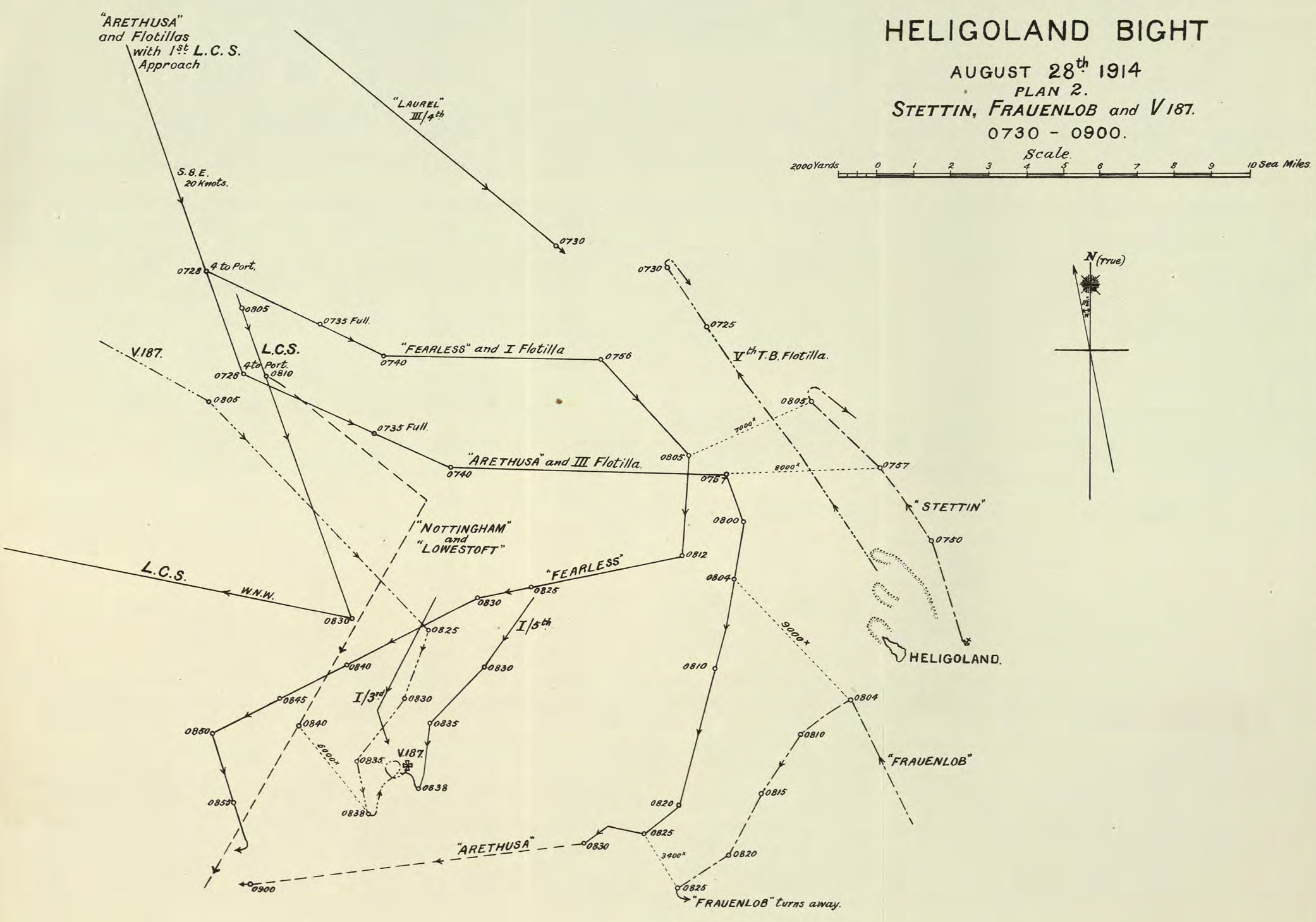
A Stettin, a Frauenlob és a V 187 harca
(brit vázlat, 08:30–10:00 KEI)

A Helgolandtól északkeletre, a sekély vízben horgonyzó Stettin 08:32-kor értesült az ellenség felbukkanásáról. Ekkor csak nyolc kazánja volt felfűtve a tizenegyből, de azonnal a jelzett koordináták felé indult meg. A látótávolság mindössze 5–9 km volt és a fedélzetről messzebb el lehetett látni, mint az árbóckosarakból. Ezek a látási viszonyok akadályozták meg a sziget tüzérségét is abban, hogy tüzet nyisson a brit rombolókra, habár azok már a lőtávolságán belül voltak és az V. flottilla parancsnoka még a Stettin felbukkanása előtt tűztámogatást kért tőlük. A Stettin is csak akkor észlelte a délkeleti irányba visszavonuló saját rombolókat, mikor már közvetlen közelükbe került.
A visszavonuló német rombolókra a keleti irányban folyamatosan üldöző és időnként tüzet nyitó Tyrwhitt 08:57-kor (07:57 GMT) maga előtt hirtelen két keleti irányból közeledő cirkálót pillantott meg. Hat vonásnyit (67,5°) jobbra kanyarodott, hogy a közelebbivel szembe szálljon 7000 yard (6300 m) távolságból. Ez a cirkáló a Stettin volt és felbukkanása azonnal véget vetett az üldözésnek. Az Arethusa visszakanyarodott 4 vonással bal felé és tüzet nyitott a Stettinre, de láthatólag nem ért el rajta találatot.
Az Arethusától öt mérföldre északnyugatra lévő Fearless az 1. flottillával 4 vonásnyit jobbra kanyarodott 08:56-kor (07:56 GMT), majd 08:58-kor szintén észlelte a Stettint és dél-délnyugati irányra állva 09:05-kor nyitott tüzet rá. A Stettin 16 vonással (180°-kal) jobbra kanyarodva megfordult és délkeleti irányt felvéve visszavonult. A 8000 yardos távolságban a pára miatt nehéz volt megfigyelni a lövedékek leérkezését és emiatt számos romboló nem is nyitott tüzet. A tűzharc 09:12-ig tartott, mikor a flottilla parancsnoka a nyugati irányú előrenyomulás megkezdésére kapott utasítást és a nagy lőtávolság miatt amúgy is céltalannak ítélt üldözést megszakítva az új irányra állt. Az 1. flottilla cirkáló formációt vett fel ismét és 20 csomós sebességgel kezdett hozzá az új feladatnak.
Karl August Nerger korvettkapitány, a könnyűcirkáló parancsnoka – aki később a Wolf segédcirkálóval vált ismertté – így emlékezett vissza a hajója becsatlakozására az itt leírt küzdelembe:

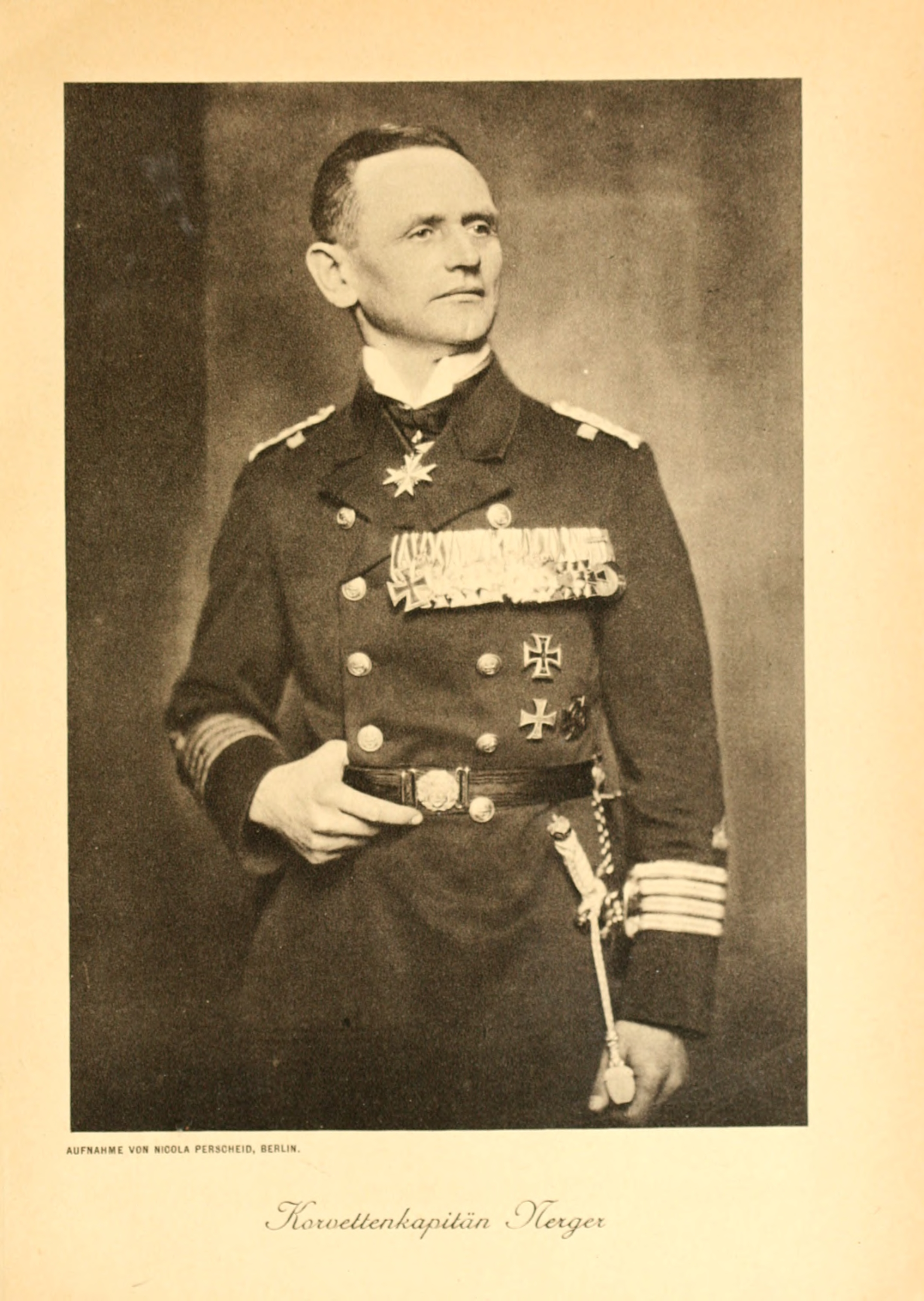
Karl August Nerger 1918-ban

„A „Stettin” de. 8.58-kor nyitott tüzet 85 hm távolságból az ellenség egyik középső csoportjára, mely a legközelebbinek tűnt és ezzel egyidőben a felderítőhajók parancsnokának a következőt jelentette: „Harcban állok rombolókkal.” A „Stettin”-ről hamarosan több jól ülő sortüzet figyeltek meg. A jelzőfedélzetről ebben a pillanatban jelentették, hogy a tűz alá vett hajócsoport a saját flottillához tartozik. A tüzelés rövid időre meg lett szakítva, de aztán a jelentésről kiderült, hogy téves. A nyugatabbra lévő csoportok ekkor délnyugati irányra álltak és éles tagozódásban nagy sebességgel eltávolodtak.
Röviddel ezután a keletebbre lévő csoportok is nyugati irányra álltak. Mivel ezek közelebb voltak, tűz alá lettek véve.
Az ellenség oldalán ekkor 20 darab 10,2 cm-es lövegekkel felszerelt rombolót lehetett megszámolni és ezért a felderítőhajók parancsnokának a következő üzenet lett küldve: :„Sürgősen támogatásra van szükségem, 142 ε [négyzetben] vagyok. 9.5 óra körül az ellenséges formáció mögött egy négykéményes cirkáló tűnt fel egy rövid időre és ez az észlelés jelentve lett a felderítőhajók parancsnokának: „Ellenséges cirkáló található az ellenséges flottillánál.” Nem volt megállapítható biztosan, hogy bekapcsolódott-e a harcba. A hajó[nk] közvetlen közelében becsapódó ellenséges gránátok száma olyan nagy volt, hogy ezt nem lehetett megállapítani. Az V. torpedónaszád-flottilla  torpedónaszád-parancsnokainak közlése szerint a becsapódások azt a benyomást keltették, mintha a „Stettin” forró vízben lett volna.”
A Stettin harcba való belépése után a V 1 gyorstüzelésre váltott és saját megfigyelései alapján két találatot is elért egy rombolón, amit annak középső kéményénél észlelt tűzoszlopból illetve a tatjánál feltűnő füstképződésből véltek megállapíthatónak, azonban a brit források alapján nem érte hajóikat ekkor találat. A Stettin még időben bukkant fel és mentette ki a V 1-et, melynek a sorsa minden bizonnyal rövid időn belül megpecsételődött volna.
Mindeközben az V. flottilla tovább folytatta útját Helgoland felé, mivel a parancsnoka kedvezőtlennek ítélte meg a nagyobb kaliberű lövegekkel felszerelt brit rombolókkal való harc kilátásait és a rombolók főparancsnokától is olyan utasítást kapott, melynek értelmében az I. és V. flottillának vissza kellett vonulnia a helgolandi lövegek hatósugarán belülre. Miután nagyobb ellenséges egységeket (páncélos cirkálókat vagy még nagyobbakat) nem észleltek, a német rombolók számára sem voltak olyan célpontok, melyek elleni támadás indokolt lett volna.
A Stettin a nyomasztó túlerővel folytatott harcban mindössze csak egy találatot szenvedett el, mely a jobb oldali negyedik lövegnél csapódott be a hátsó felépítménybe és két ember életét oltotta ki, további öt főt megsebesített, köztük egyet súlyosan. A német történetírást szerkesztő Otto Groos meglátása szerint különös módon a brit rombolók nem hajtottak végre torpedótámadást, hanem ehelyett fegyvereik használata terén kitartottak a kevésbé hatékony tüzérségi tűz fenntartása mellett. Ugyanakkor a német cirkáló tüze sem bizonyult hatékonynak. Első lövéseit 8500 m távolságra adta le és bár már a harmadik sortüzével belőtte magának az egyik célpontot és a táv ezután egészen 4600 méterig csökkent, hamarosan az ellenség formációváltásai és nagy sebessége miatt illetve a Stettin saját folyamatos iránymódosításai és a folyamatosan váltakozó látótávolság miatt gyakran kellett változtatni a célpontokat. Emiatt csak esetenként tudta villába fogni az épp célba vett rombolót.
A Stettin kazánjaiban a gőznyomás átmeneti visszaesése miatt a sebessége 15 csomóra csökkent, ami azzal járt, hogy az előle kitérő brit rombolók gyorsan távolodtak el tőle. 09:10-kor így felhagyott a már 9000 méterre lévő ellenségre való tüzeléssel. A feladatát, az V. flottilla felvételét viszont sikeresen végre tudta hajtani. Nerger ezután úgy döntött, hogy visszatér a Helgoland melletti horgonyzóhelyéhez (a Sellebrunnen-Tonnéhoz), hogy itt az összes kazánját felfűtse és csak azután csatlakozzon be a további küzdelmekbe, mikor már képes lesz a teljes sebességgel való haladásra.

#### A III. aknaszedő-divízió harcba keveredése
A Stettin gőznyomás visszaesése miatti kiválása érzékenyen érintette a németeket, mivel a britek ezután a középső részen elhelyezett őrhajókba és az itteni körzetben lévő III. aknaszedő-divízió egységeibe ütköztek és hozzákezdtek a felgöngyölítésükhöz. (Lásd: Német térképvázlat a III. aknaszedő-divízió harcairól) 08:40-től a vezérhajó, a D 8 az aknaszedő-divízió néhány másik egységével egyetemben rendkívül heves tűzbe került.
A D 8-on 08:15-kor hallották meg az ágyúdörejt északi irányban, de először lőgyakorlat hangjának vélték. Az üzenetekből később arra következtettek, hogy az ellenség északnyugati irányban távolodik el, ezért a divízió parancsnoka a hajóival a helyén maradt ellátni a tengeralattjáró-elhárítási feladatát. 08:30-kor észlelték a menekülő német flottillát északi irányban, majd az üldöző brit rombolókat. Ennek hatására az aknaszedők is Helgoland felé vették az irányt, de az ellenség így is gyorsan közeledett és a D 8-ra 08:40-kor már tüzet is nyitottak. Ezt követően a hajó folyamatosan viszonylag kis távolságból (4000-10 000 m) rendkívül heves tűznek volt kitéve: a fedélzetéről mintegy 600 feléje leadott lövést számoltak és még Helgolandról is, ahonnan az összecsapásnak csak a végét látták, 200-at számoltak össze. Ennek ellenére csak öt találatot szenvedett el, mivel sokszor jelentősen túllőttek rajta és a közelében becsapódó lövedékek sem robbantak fel sokszor. Jelentős károkat csak az a 15 cm-es gránát okozott, mely a parancsnoki torony hátsó részén robbant fel. Ez végzett a parancsnokkal, Weissenbach fregatthadnaggyal (Oberleutnant zur See), súlyosan megsebesítette a hajóorvost és 15-20 további embert harcképtelenné tett. Ezzel egyidőben a hajóorr fedélzete alatt futó és a fűtőteremben lévő segédgőzvezetékek elszakadtak, ami után az egész hajó gőzbe burkolózott. A britek csak akkor hagytak fel a támadásával, mikor Helgoland szigete kezdett már élesen kirajzolódni és déli irányban feltűnt a Frauenlob könnyűcirkáló. Az egyre lassuló D 8-at végül be kellett vontatni a kikötőbe. A 25 éves, mindössze három 5 cm-es löveggel ellátott aknaszedő 85 lövést adott le és több találatot is elérni vélt az ellenségen. Személyi vesztesége összesen 13 halott, 13 súlyos és 7 könnyű sérült volt a küzdelemben.
A D 8-hoz hasonlóan a közelben lévő T 33, T 37 és T 35 jelű aknaszedők, valamint az utasításokat kézbesítő és Helgolandra visszatérő S 73 is hallotta az ágyúk hangját, de mivel a G 194 nem tudta időben jelezni a támadást, ők is mind lőgyakorlatnak vélték először a dörejeket. A nagyszámú cirkáló és romboló ezeket a lassú, mindössze 15 csomóval haladni képes hajókat is üldözőbe vette, de mint ahogy az V. flottilla a Stettinnek köszönhetően, úgy ők is egy könnyűcirkáló, a Frauenlob erélyes fellépésének köszönhetően menekültek meg. Közülük azonban a T 33 is súlyos sérüléseket szenvedett el eddigre és a D 8-hoz hasonlóan vontatásra szorult.
A T 33-at 09:00-kor érte az első találat, de nagyjából ekkor tűnt fel az északnak tartó Frauenlob és vette heves tűz alá az ellenséget. 09:12-kor a T 33 két gyors találatot vélt elérni az ellenséges cirkálón, egyik az elülső kéményén, a másik a híd alatt robbant. 09:15-kor a T 33-at érte két találat, egyik a ventilátorfejet találta el, a másik a gépteremben robbant. Az utóbbi találattól a hajtóművei leálltak és a gépteremben gyorsan emelkedni kezdett a vízszint. A közeledő ellenségre nagy tűzgyorsasággal tüzeltek a lövegei. A Frauenlob is tüzelt és a T 33-ról látták, amint az két találatot ér el az ellenséges cirkálón, az Arethusán. Az egyik a negyedik kéménye mögött érte és percekig lángoló vörösessárga tüzet okozott, a másik a tatját érte, épp a vízvonal felett. A brit hajók már csak 800 méterre voltak a T 33-tól, mikor a rombolók a vezércirkálójuk hangjelzésére délnyugati irányba fordultak és eltűntek a ködben. A T 33 a 35 perces tűzharc alatt 60 lövést adott le rájuk. A súlyosan sérült aknaszedőt előbb a T 34, majd a V 3 romboló és a Frauenlob vontatták be acélsodronnyal a helgolandi kikötőbe. Fedélzetén egy fő veszítette életét, három fő súlyosabban, három könnyebben sérült meg.
A T 37-ről – mely a T 33-től délre helyezkedett – 09:20-kor észlelték az első feléje leadott lövéseket, de a nagy párában előbb csak a torkolattüzek felvillanásából tudták megállapítani, honnan érkeznek és csak akkor lehetett kivenni a brit rombolókat, mikor már csak 2500 m távolságra voltak. Az aknaszedő parancsnoka azonnal viszonoztatta a tüzet és a négy üldöző közül a másodikra koncentráltak főleg a lövegei. Mintegy 20 lövés leadása után – legalábbis a saját megfigyelés alapján – ebből a rombolóból egy erős gőzoszlop feltörésére lettek figyelmesek és további pár lövés leadása után a britek megszakították az üldözést. Ez a tűzharc 09:20-tól 09:45-ig tartott 25 percen át. A britek mintegy 40 lövedéket lőttek ki a T 37-re, de találatot nem értek el. Egy rá kilőtt torpedó is közvetlenül a tatja mögött haladt el.
A T 35 volt a következő német aknaszedő, mellyel a dél-délnyugati irányba továbbhaladó ellenség ezt követően összefutott és 5000 m távolságból lőni kezdte. Ez a német hajó sem látta elsőre honnan lőnek rá, de hamarosan 7-9, ködből előtörő rombolót tudott kivenni. A 10 percig tartó üldözés során 60-80 ellenséges lövedék csapódott be mellette olyan közelségben, hogy a fedélzetét eláztatták a rá aláhulló víztömegek, ennek ellenére csak egy találat érte, mellyel ellőtték az éjszakai jelzőberendezését. A távolság mindvégig túl nagy maradt ahhoz, hogy az 5 cm-es űrméretű lövegét bevethesse. A T 35 a T 37-tel együtt 11:50-kor épségben érkezett meg a Jade torkolatához.
A T 35-tel való találkozás után tértek ki a britek nyugati irányba. A T 35-től délre helyezkedő T 25 és T 71 jelű aknaszedők bár hallották a harci zajt, a briteket ők már nem észlelték és mivel nem kaptak rádión parancsokat, este 20:00-ig a helyükön maradtak.
A német előőrs vonalának keleti felén lévő T 31 (mely Sellebrunnentől 2 tmf-re észak-északnyugatra helyezkedett) figyelemmel kísérte az V. flottilla összecsapását és miután több gránát is a közelében csapódott be, Helgoland északi kikötője felé vette az irányt a tőle jobbra helyezkedő T 40-nel együtt, melyet a G 193 értesített a veszélyről. A keleti szárny két utolsó egysége, a T 29 és a T 36 csak 15:30-kor hagyta el a pozícióját és tért vissza Helgolandra.

#### AFrauenlobés azArethusaharca

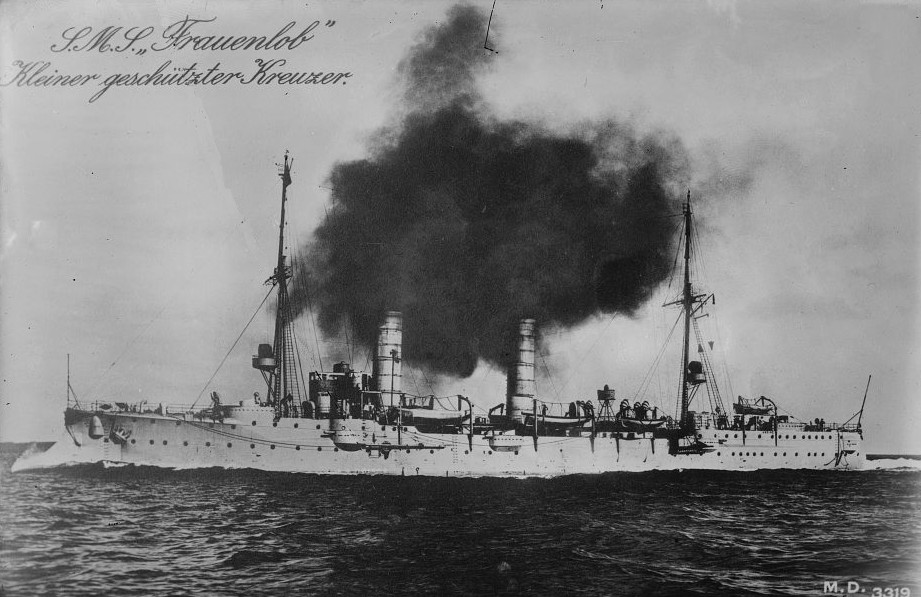
SMS Frauenlob

A Jade torkolatától északra helyezkedő Frauenlob parancsnoka, Konrad Mommsen fregattkapitány a reggeli ágyúdörgés gyorsaságából és hevességéből – ellentétben az aknaszedőkkel – egyből felismerte, hogy nem lőgyakorlatról van szó és 08:58-kor legnagyobb sebességével a harci zaj irányába indult, közben felkészítette a hajóját az összecsapásra. Már pár perc után észlelték, ahogy a halászhajókból kialakított őrhajók (Vorpostenboote) körül lövedékek csapódnak be, majd rögtön utána a ködből egy cirkáló tör elő, melyet két csoportban 6-6 romboló kísért és folyamatosan tüzeltek az üldözöttekre.
A déli irányból közeledő kétkéményes cirkálót látva Tyrwhitt ahelyett, hogy a tervnek megfelelően nyugat-délnyugati irányra állt volna, délnyugati irányra állt, hogy felvegye vele a küzdelmet. A Frauenlob balra kanyarodva, közel 9000 yard (8200 m) távolságra párhuzamos irányra állt vele. A német cirkálón először úgy vélték, a rombolók nagyon hasonlóak a német rombolókhoz és ezért kétség támadt kilétük felől. Ennek köszönhetően a britek voltak azok, akik az ágyúikat elsőként a német cirkáló felé fordították és leadták az első lövéseket. Erre 09:10-kor (08:10 GMT) került sor, mikorra a távolság 6000 yardra csökkent. A 3. flottilla rombolói a harcban támogatták az Arethusát, míg német oldalon néhány német romboló, melyek az őrvonal déli részét alkották, a jobb oldalon tűntek fel. A valódi küzdelem azonban a két cirkáló között zajlott.
A német történetírásban közöltek  a harc kezdeti manővereit illetően jelentősen eltérnek a britek által elbeszéltektől. Groos szerint a britek nyitottak először tüzet, de nem a párhuzamos megközelítés közben, hanem még mikor a Frauenlob északnak tartott. A német cirkáló a rombolókkal nem törődve (már) 09:08-kor 6000 m távolságból az eredeti irányát és sebességét megtartva – az ellenséghez közeledő pályán északnyugatnak tartva – nyitott tüzet az Arethusára és teljes tüzérségével csak rá koncentrált. A német leírás szerint a német cirkáló csak akkor változtatott irányt, mikor nyilvánvalóvá vált, hogy a brit rombolók igyekeznek őt bekeríteni és némelyikük már tőle balra helyezkedett. Ekkor nyugat-délnyugati irányra állt. A britek azonnal lekövették a manőverét és folyamatos gyorstüzeléssel lőtték. (Lásd: Német térképvázlat a Frauenlob és az Arethusa harcáról)
A Frauenlob már a 09:15-kor 5000 m távolságból leadott negyedik sortüzével elérte az első találatát az ellenséges cirkálón, annak harmadik kéménye táján. Az öreg német cirkáló gyors és pontos sortüzeket lőtt és folyamatosan találatokat ért el az Arethusán, miközben magát csak elvétve érték találatok. 09:15-re – mikorra a németek az első tüzet okozó találatot észlelték – a Frauenlob tüze brit megítélés szerint kimondottan hatásossá vált, miközben az Arethusa bal oldali 1. és 3. 102 mm-es lövege elakadt, a hátsó 152 mm-es ágyúja mozdíthatatlanná vált a bal oldali 2. lövegét (102 mm) pedig a kivetőtöltet (kordit) lángra kapása iktatta ki. A flottillaparancsnok mellett álló jelzőtiszt elesett a hídon. Egyedül a hajóorron lévő 152 mm-es löveg maradt bevethető állapotban. 09:20-kor a brit cirkáló két torpedót lőtt ki a Frauenlobra, ugyanígy tettek a Lance és a Lawford rombolók is, de egyik sem talált célba. A németek a kilőtt torpedókból csak egyet észleltek a hajójuk közelében és meglepőnek találták, hogy a britek a kedvező helyezkedésük ellenére sem használták ki kellő mértékben a torpedótámadásban rejlő lehetőséget. Ugyanakkor a Frauenlob nem vethette be a torpedóit azok csekély hatótávolsága (2300 m) és a hátrébb való helyezkedése miatt. A rombolók tüze hatástalan volt, bár az Arethusától balra lévő Landrail – a brit megfigyelések szerint – pár percig magára tudta vonni a Frauenlob tüzét. Nagyjából ekkor észlelték a rombolónak hitt T 33 aknaszedőt a 3. rombolóflottilla előtt, mely az útirányukat keresztezve igyekezett Helgolandot elérni (lásd feljebb). Több brit romboló is tűz alá vette kis távolságból és súlyos károkat okoztak benne. A brit megfigyelések szerint elejétől a végéig lángba borult és ellepte a füst. A süllyedőben lévőnek hitt hajót a britek bal kéz felől hagyták hátra, de a súlyos sérülései ellenére – mint már említve volt – később sikerült hazatérnie.
Az Arethusa helyzete még a délnyugati irányba haladva folytatott tűzharc során kritikussá vált. A korábban nyugatnak elkanyarodó Fearless nem tudott segíteni már neki, az 1. könnyűcirkálóraj pedig jóval nyugatabbra volt tőle. Azonban 09:25-kor a helyzet hirtelen enyhült a britek számára, mikor a Frauenlob váratlanul keleti irányra állva megszakította a harcot. A britek ezt annak következményének tudták be, hogy röviddel előtte az egyetlen működő 152 mm-es löveg eltalálta a Frauenlob hídját. A hídját valóban érte találat, ami látványos fényvillanással járt – a többi rajta elért találathoz hasonlóan, de valójában csak csekély károkat okozott.
A német történetírás akárcsak a tűzharc elejéről, úgy a végéről is máshogyan emlékezik meg. Groos szerint a T 33-at kikerülő manőver egy északnyugati irányba való elkanyarodás volt, amit a Frauenlob lekövetett és 3200 méterre megközelítve az Arethusát gyorstüzelés alatt tartotta. A német térképvázlat szerint brit részről a kitérés röviddel (2 perccel) azután következett be, hogy 09:20 körül egy erős lángképződéssel járó találat érte az Arethusát. A németek több további elért találatot figyeltek meg, melyek nyomán nagy fekete füstfelhők keletkeztek az Arethusán. A brit cirkáló azonban nagyobb sebességének és az erős párának köszönhetően sikeresen el tudott szakadni üldözőjétől a rombolóinak kíséretében északnyugati irányba. A tűzharc végét a német leírás 09:36-ra teszi, eszerint 9 perccel tovább tartott, mint ahogy a britek azt állították. A német történetírás vélhetően kissé kiszínezte a történteket, de a Frauenlob teljesítménye a britek szerint is kimagasló volt.
Tyrwhitt az összecsapás után felvette a nyugat-délnyugati irányt és a flottilláját szoros cirkáló alakzatba rendezve haladt tovább. A Fearless ekkor 8 mérföldre volt tőle északnyugatra. A rombolók formációja a tűzharc során nagyjából egy egységes sorba rendeződött vonal volt, elől az 1. és a 2. divízió haladt, mögöttük az Arethusa, majd a 3. divízió, míg a 4. divízió a Laurel vezetésével jobb oldalon hátulról, északi irányból közeledett és nyitott tüzet mindkét német cirkálóra.
Károk és veszteségek

A kis távolságból megvívott harc után a Frauenlobon mintegy 10 elszenvedett találatot számoltak össze. Legénységéből 5 fő veszítette életét, 13 súlyos, 19 könnyű sérüléseket szerzett. A fedélzet alatt szolgálatot teljesítők közül senki nem sérült meg, csak az ellenséges tűznek kitett fedélzet feletti részeken (lövegkezelők, megfigyelők között) volt személyi veszteség. Az elszenvedett találatok a cirkáló harcértékére csekély hatással voltak. A parancsnoki torony bal oldalának elülső peremét és hasonlóképp a hátsó tűzvezető állást érte találat. Az egyik gránát az elülső megfigyelő árbóckosárban (Krähennest) robbant és rongálta meg a szikratávíró antennáit mindjárt a tűzharc kezdetén. Ezt csak az összecsapás utánra sikerült rendbe hozni és értesítést adni a történtekről. Egy 15 cm-es lövedék az aknavédelmi fedélzeten (Minenschutzdeck) ütött nagy lyukat, míg a többi gránát a hajó oldalfalát ütötte át, egyik közvetlenül a vízvonal felett. Az ellenséges lövedékek egy jelentős része azonban nem robbant fel és a számos rövidre sikerült sortűz lövedéke a vízen egyszerűen megpattanva repült tovább, sokszor átrepülve a Frauenlob felett. Egy ilyen megpattanó 10,2 cm-es űrméretű lövedék a szellőztető aknát (Luftschacht) átütve, már jelentősen lelassulva esett le a torpedókamrába, de hajó és legénysége szerencséjére fel már nem robbant. A német rombolók (aknaszedők) közül többet ért találat ekkor és közülük a D 8 is ekkor sérült meg súlyosan.
Brit oldalon egyedül az Arethusát érték súlyosabb károk, míg a rombolók bár időnként erős tüzet kaptak és néhányukat villába fogták a német lövedékek illetve találatokat is elszenvedtek, mindössze egy fő szenvedett rajtuk sérülést. Az elhanyagolható károkat szenvedő rombolók mindegyike képes maradt teljes sebességgel haladni. Mindössze kettőnek vált használhatatlanná egy-egy ágyúja, de a harc során jelentős mennyiségű lőszert lőttek el. Az Arethusán ellenben 9 fő veszítette életét, 10 fő sebesült meg és a tüzérségének nagy része harcképtelenné vált. Két 102 mm-es ágyút leszámítva azonban hamarosan az összeset sikerült ismét üzemképessé tenni. A géptermeiben jóval súlyosabb károk keletkeztek. A fő táptartályát (feed tank) átütötte egy lövedék, az elülső géptermében 3 láb magasságban állt a víz és a sérülések miatt folyamatosan veszített a sebességéből, míg végül 11:30-ra (10:30 GMT) már csak 10 csomóval volt képes haladni. A szikratávírója és a keresőfényei mind használhatatlanná váltak, így zászlókkal és szemaforokkal tudott csak kommunikálni. Az előbbiek használatához alig maradt ép kötele.
Az összecsapás után mindkét brit flottilla a terveknek megfelelően nyugat-délnyugati irányra állt és 20 csomós sebességgel folytatta az útját. A Frauenlobról a britek távozásának irányából egy bajba jutott aknaszedő segélykérő jelzésére lettek figyelmesek. Ez a kilyuggatott hajótestű T 33 volt és a segítségére siettek. Az elsüllyedésének elkerülése érdekében a Frauenlob azonnal oldalára vette és a hamarosan helyszínre érkező V 3-mal közre fogva tartották fent. Miután így behajóztak vele Helgolandra, a Frauenlob a halottaival és sebesültjeivel a fedélzetén 11:30-kor továbbindult Wilhelmshaven felé.

#### AKong Guttormlövetése
A Frauenlob és az Arethusa harca közben szenvedett sérüléseket egy semleges hajó brit gránátoktól. Még korábban a Stettin fedélzetéről a britekkel való összecsapás közben néhányan egy nagyméretű kereskedelmi gőzhajót véltek felfedezni az ellenség vonalai mögött, ami okán Nerger az érintett területet mint „aknagyanús” (Minenverdächtig) jelentette. Mint később kiderült, a harc helyszínének közelében valóban tartózkodott egy nagy kereskedelmi hajó, ez azonban a norvég Kong Guttorm volt, mely ekkor teljesítette első ízben a háború kitörése óta a Christiania (Oslo) és Bréma közötti menetrendszerű útját és épp Helgolandtól északra készült a fedélzetére venni egy révkalauzt. A kapitánya elmondása szerint az egyik brit romboló nagy sebességgel, folyamatosan tüzelve közelített hajójához és a lövetéssel csak akkor hagyott fel, mikor felvonták a norvég lobogót. A britek szerint a norvég hajó északi irányból érkezett a tűzharc helyszínére és az Arethusa előtt állt keleti irányra, hogy kikerüljön a veszélyes helyzetből. A britek – akárcsak fél órával korábban a Stettin is – ellenséges aknarakónak vélték a norvég hajót és ezért nyitottak rá tüzet.
A hajót több találat is érte, legénységéből három fő sebesült meg repeszektől. Később felleltek egy fel nem robbant lövedéket a fedélzetén, melyről megállapítható volt, hogy brit gyártmányú.

#### Harcok a külső védelmi öv déli szárnyán
Az I. rombolóflottilla 2. félflottillájának a V 187-től keletebbre lévő egységeit a visszavonulásuk megkezdése után röviddel már fel is vette az V. flottilla, míg a tőle délebbre lévő egységeknek sikerült átverekedniük magukat a támaszpontok irányába. (A középen lévő V 187 elszigetelődve, a britek által bekerítve vívja majd meg harcát. Lásd lejjebb.)
A flottilla-vezérhajó mellett balra az előőrs vonalában lévő V 188 még 08:20-kor nyugat-délnyugati irányban 8000 m távolságra egy felszínen lévő tengeralattjáróra lett figyelmes. Talissen sorhajóhadnagy, a romboló parancsnoka, azonnal teljes gőzzel megindult irányába és miután az az azonosító jelzésekre nem adott választ, 6000 m távolságról tüzet nyittatott rá. Azonban még mielőtt a második lövés eldördült volna, a tengeralattjáró már csaknem teljesen alámerült és később csak kétszer bukkant elő a periszkópja rövid időre.
Mivel a V 188 szikratávírója nem volt használatra alkalmas állapotban, a tengeralattjáró jelenlétéről ekkor még nem tudtak jelentést tenni, ellenben befutott a G 194 jelentése, miszerint a körzetében ellenséges rombolók tűntek fel és ő maga délnek tart. Talissen azonnal felismerte annak veszélyét, hogy Helgolandtól elvághatják és teljes sebességgel a sziget felé vette az irányt. 08:50-kor a bal oldalon 5000-6000 m távolságban két négykéményes cirkáló körvonalait lehetett kivenni, melyeket az általuk leadott rádiójelek alapján ellenségesként azonosítottak. A V 188 azonnal két vonásnyival jobbra kanyarodott, de az ellenség is észlelte, mivel az elől haladó cirkáló fényszóróival azonosításra szólította fel. Ezekre véletlenszerűen kiválasztott betűjelzésekkel válaszoltak. Röviddel ezután baloldalt elől hat vonásnyira két hasonló típusúnak tűnő cirkálót észleltek. Az elkerülésük érdekében további két vonással kanyarodtak jobbra, amivel már délnek, a legrövidebb úton tartottak a német partok felé. E manőverek révén tűnt fel a védelmi vonalban a V 188 jobb oldali szomszédja, a Waitz sorhajóhadnagy vezette V 190, mely hamarosan besorolt a V 188 mögé. A britek újabb azonosításra való felszólítására ismét téves jelzésekkel válaszoltak, ami után az ellenség nem hagyta tovább, hogy megtévesszék és 09:07-kor tüzet nyitott. Ezek mind Goodenough cirkálói voltak és a fenti brit leírás szerint a tüzet nyitók a Nottingham és Lowestoft lehettek, melyeket Goodenough nem sokkal korábban küldött Tyrwhitt segítségére. A brit feljegyzések szerint 09:12-kor – 08:12 GMT – nyitottak csak tüzet. A 6000-8000 m távolságból leadott sortüzek jól ültek. 09:12-kor a bal oldalon még két brit cirkáló tűnt fel, mire a V 190 a következő rádióüzenetet adta le: „Hat ellenséges cirkáló a 132 ε négyzetben.”
A két utóbb észlelt cirkáló azonban csak rövid ideig vett részt a lövetésben és hamar elkanyarodott nyugati irányba, míg a másik négy követte a német rombolókat a Jade irányába. 
Goodenough négy cirkálója valójában az eredetileg kijelölt útvonalán haladt, ami épp megegyezett a két német rombolóéval. Az üldözés során a V 190 fő tápszivattyúja meghibásodott, ami miatt egy időre csak 18 csomóval való haladásra volt képes. Az „üldözés” során a brit cirkálók közül először csak kettő adott le lövéseket e két német hajóra, de találatokat nem értek el. Eközben a másik kettő láthatólag tőlük balra helyezkedő célpontokra (a Nottingham és a Lowestoft a V 187-re) lőtt és csak 09:35-től kapcsolódtak be a V 190 és V 188 elleni lövetésbe 4000 m távolságból, hogy aztán röviddel rá nyugatnak kanyarodva kiváljanak a harcból.
A brit közlések szerint Goodenough cirkálói közül csak a 08:50-kor különvált Nottingham és Lowestoft nyitott tüzet ekkortájt (09:12-kor, öt perccel később, mint azt a német rombolók jelentették), míg a másik négy ez idő alatt nem állt harcban német hajókkal.
Ezzel egyidőben déli irányban feltűnt a félflottilla három további egysége, a G 197, a V 191 és a V 189. Ezek a rombolók első parancsnokának utasítására 09:10 körül már Helgoland felé vették az útjukat és már egyesültek, mikor 09:25-kor a két másik egység harcát észlelték és az őket üldöző cirkálókból kettőt ki tudtak venni. Abból a megfontolásból, hogy Helgoland már nem érhető el, a félflottilla vezetője, Tegtmeyer korvettkapitány a V 191-en, úgy határozott, hogy azonnal délkelet-kelet felé, a Jade felé veszi az irányt és 09:29-kor a hajói 4000-6000 m távolságból tüzet nyitottak az élen haladó cirkálóra, hogy ezzel a leginkább veszélyeztetett saját rombolót – a V 190-et – tehermentesítsék. A ködös időjárásban nem tudták megállapítani, hogy értek-e el találatot. Ezzel egyidőben a következő rádiójelzést adták le: „Két ellenséges cirkáló a 133 ε [négyzet]-ben, üldözik az 1. félflottillát.”
Az elől haladó cirkáló azonnal heves sortüzekkel felelt 10,2 és 15 cm-es űrméretű lövegeivel, de a kisebb űrméretű lövedékei nem robbantak becsapódáskor. A britek – ellentétben a német gyakorlattal – folyton megvárták a sortüzeik leérkezését és így a torkolattüzek felvillanásakor végrehajtott 1-2 vonással való elkanyarodással a németek könnyen elkerülhették a találatokat. A látási viszonyok eközben úgy változtak, hogy a cirkálókat nem lehetett mindig tisztán kivenni. 09:33-kor nyugati irányba tértek ki és ekkor a négy kéményük és két árbócuk alapján Town-osztályú cirkálókként lehetett őket azonosítani. Alighogy jelentették rádión az ellenség eme manőverét, máris két újabb cirkáló tűnt fel, melyek a V 188-at és a V 190-et heves tűz alá vették. Az utóbbi tehermentesítésére a V 191 ismét tüzet nyitott az elől haladó cirkálóra, mire az feléje fordult és sortüzeit rá kilőve többnyire villába fogta. Ebben a pillanatban hirtelen elől egy alámerült tengeralattjárót észleltek, majd egy másikat a jobb oldalon mindössze 400 m távolságban, de mind a kettő eltűnt, amint 100 méterről két lövést adtak le az elől lévőre.
Röviddel ezután, 09:20-kor a németek számára nyilvánvaló okok nélkül a brit cirkálók megszakították a harcot és nyugati irányban távoztak. A tengeralattjárók észleléséről és a cirkálók távozásáról a német vezérhajó értesítette a parancsnokságot.
Eközben a V 188 és a V 190 hogy a Jade felé vezető útjukat ne vágják el, az ellenséges rombolók felé vették az irányt így ezekkel 7000-5000 m távolságból rövid tűzharcot vívtak, melynek során egyik fél sem ért el találatokat a másikon. Ezen összecsapás során is megfigyelhető volt, hogy a britek 10,2 cm-es lövedékei nem robbannak fel becsapódáskor. Az Acheron-osztályú egységekként azonosított brit rombolók már 15 perc eltelte után kitértek, de a németek nem követték őket, mivel az ellenséges cirkálók még mindig a közvetlen közelükben voltak és a félflottilla többi egysége számára nem tették lehetővé a csatlakozást.
Ezen nyugati harcok során a 2. romboló-félflottilla – a német történetírást szerkesztő Groos megfogalmazása szerint – Helgolandtól északra és keletre helyreállította a védelmi vonalat, 12:00-kor azonban a V 191-hez csatlakozva gyülekezett, így az I. rombolóflottilla összes egysége együtt volt a vezérhajót, a V 187-et, illetve a G 193-at leszámítva. Utóbbi a vonal legkeletibb részén egészen 15:30-ig a helyén maradt és csak az erre felszólító parancs vételezése után tért vissza Helgolandra.

### Második fázis – A hadművelet folytatása nyugati irányba

#### Goodenough cirkálóinak bekapcsolódása a harcokba

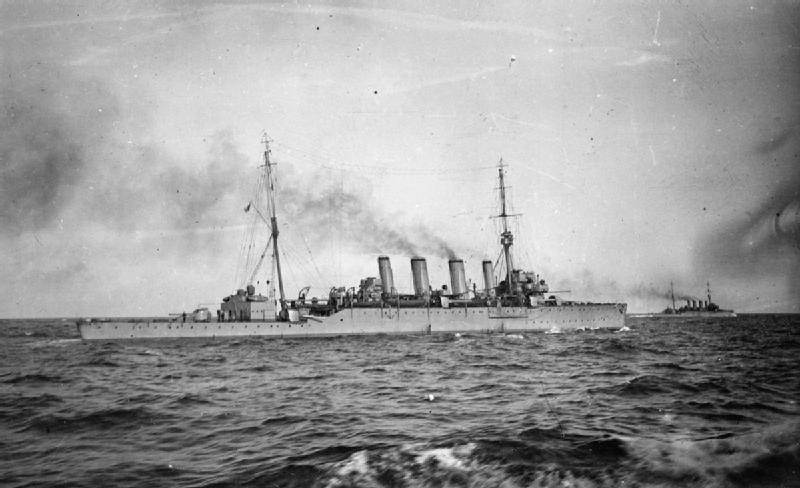
Goodenough zászlóshajója, a Southampton könnyűcirkáló

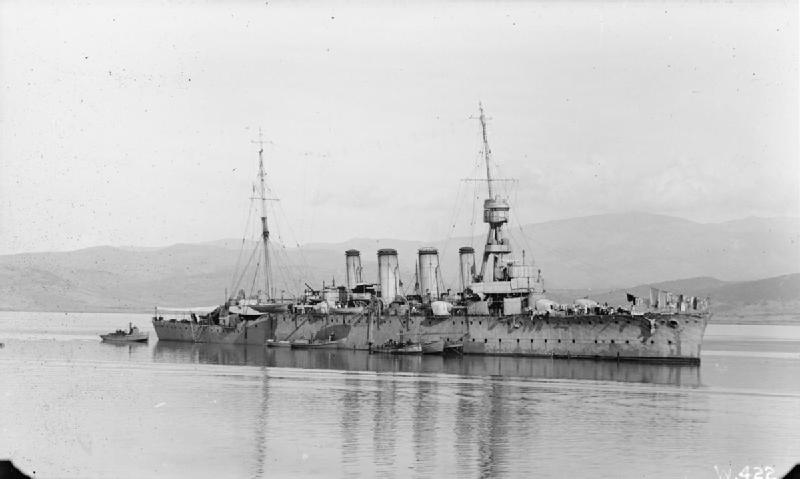
A Lowestoft könnyűcirkáló a Gallipoli-hadjárat idején

A brit rajtaütés nyugati irányba való folytatásának eredménye volt a V 187 elszigetelése és elsüllyesztése. Ebben fontos szerepet játszott a csatába becsatlakozó 1. könnyűcirkálóraj, főként annak kikülönített két cirkálója. A rombolóflottillákat eredetileg 8 tmf távolságból követő cirkálóraj mozgása az alábbiak szerint alakult:
08:50-kor (07:50 GMT) Tyrwhitt rádión jelentette, hogy flottillája német rombolókkal vív harcot. Erre reagálva a Fearless mögött 8 mérföldre haladó Goodenough az 1. könnyűcirkálórajjal teljes sebességre váltott és a Nottingham és Lowestoft cirkálókat a rombolók megsegítésére küldte. A két cirkáló keleti irányba kivált a rajból és 09:12-kor (08:12 GMT) – pár perccel az Arethusa és a Frauenlob tűzharcának kezdete után – nagy távolságból tüzet nyitott több Helgoland felé tartó rombolóra (valószínűleg a V 188-ra és a V 190-re, lásd feljebb), de nem találták el a célpontokat. Goodenough cirkálóraja jócskán nyugatabbra volt ekkor a két brit rombolóflottillától, mivel azok 08:26 és 09:12 között keletnek tértek ki az üldözéshez, míg a cirkálóraj a terv szerint haladt tovább délnek. Eközben Goodenough egyik hajójáról, a Falmouth-ról 09:20-kor két rombolót észleltek nyugat-északnyugati irányban, a Firedrake-et és a Lurchert, melyeket előbb németeknek véltek, és 09:30-kor feléjük vették az irányt 20 csomóra mérsékelt sebességgel.
Keyes két rombolójáról már előbb észrevették Goodenough hajóit, mikor 08:45-kor két délnek tartó négykéményes cirkálót észleltek északnyugati irányban. Mivel nem volt tudomása arról, hogy Goodenough könnyűcirkálói is részt vesznek a hadműveletben, Keyes ellenséges hajókként jelentette őket Tyrwhittnek, majd egészen 09:40-ig szemmel tartotta őket.
A Nottingham és a Lowestoft 09:30 utáni útvonala kevésbé pontosan rekonstruálható mint a rombolóflottilláké. Előbb rövid ideig keletnek tartottak, majd vissza kellett térjenek a déli irányra. 09:40-kor délnyugati irányba haladtak és ekkor pillantották meg délkeleti irányban a V 187-et, melyet lőni kezdtek.

#### AV 187romboló elsüllyesztése

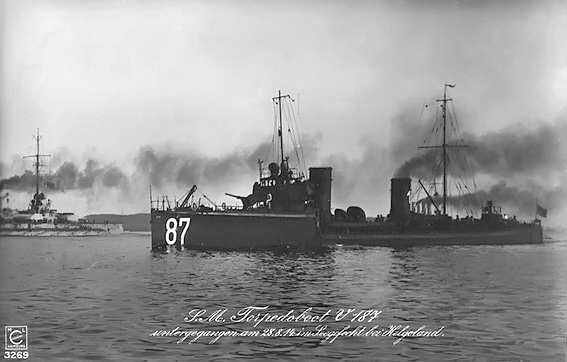
A V 187 romboló

Míg a Stettin, a Frauenlob és az V. flottilla megvívták harcaikat, addig a külső védelmi vonal rombolói a G 196-ot és a G 194-et leszámítva magukra maradtak. Mikor az I. rombolóflottilla vezérhajója, a V 187 08:05-kor vételezte a jobb oldali szomszédjának, a G 194-nek az üzenetét („Üldöz egy ellenséges nagycirkáló”), az már a látótávolságán kívül tartózkodott. Ezt követően északi irányra állt, hogy felkutassa bajba került társát. (Lásd: Német térképvázlat a V 187 elvesztéséről) Negyed óra elteltével azonban 4 vonásnyira (45°) a bal oldalon két ellenséges egységet pillantott meg, melyek délkeleti irányba haladtak. Ezeket rombolóknak hitte és ennek megfelelően jelentette pozíciójukat a Cölnnek. Hamarosan azonban jobban ki lehetett venni őket és kiderült, hogy cirkálókról van szó. (Ezek a Nottingham és a Lowestoft voltak, melyeket Goodenough nem sokkal korábban küldött ki az Arethusa és rombolói megsegítésére. Ők ekkor nem észlelték a V 187-et.) Ennek megfelelően helyesbítették a Maaß ellentengernagynak küldött információkat. A jelentős túlerő miatt a V 187 megfordult és 24 csomós sebességgel olyan mértékben eltávolodott az észlelt cirkálóktól, hogy még épp szemmel tarthassa őket. Ezután kelet-délkeleti irányba haladt velük, de 08:35-kor szem elől vesztette őket.
09:00 körül északról két újabb hajó tűnt fel, melyek déli irányba nagy sebességgel és 9000-10 000 m távolságra haladtak, merőlegesen a saját irányukra. Ezeket az egységeket a V 187-ről páncélos cirkálókként azonosították, de valójában ismét a Nottingham és a Lowestoft voltak. Teljes sebességre kapcsolva és két vonással jobbra kanyarodva sikerült őket elkerülni és jelentést küldeni róluk, ami azonban – a német visszaemlékezések szerint – az adás britek általi erős zavarása miatt nem ért célba. A kapcsolattartás jelentései a Cöln és a Seydlitz (Maaß és Hipper tengernagyok) közötti egyidejű kommunikáció miatt nem értek el a parancsnokságokhoz és az összes jelentés kézbesítése késedelmet szenvedett. Emiatt nem értesült a V 187 fedélzetén Wallis korvettkapitány, a flottillaparancsnok, és a hajóparancsnok Lechler sorhajóhadnagy a tőlük jóval keletebbre észlelt brit kötelékekről. A két tiszt így nem számolt a saját hajójuknál gyorsabb rombolók feltűnésével, hanem csak cirkálókéval, melyekkel magától értetődő módon tartani kellett a vizuális kapcsolatot. A német csatajelentés is kiemelte, hogy amennyiben tudomásuk lett volna a brit rombolók tömeges jelenlétéről, úgy vélhetőleg eltekintettek volna a cirkálók megfigyelésétől és azonnal Helgoland felé vették volna az irányt. Erre azonban csak akkor került sor, mikor a rombolók parancsnokának (Maaß) erre felszólító konkrét parancsát vételezték. Ekkor viszont már túl késő volt.
A Fearless keletre volt ekkor a V 187-től az 1. flottillával és 09:12-kor (08:12 GMT) nyugat-délnyugatnak fordult Tyrwhitt utasításainak megfelelően. Röviddel ezután észlelt egy dél-délnyugati irányba tartó rombolót csaknem pont maga előtt 6000 yard (5500 m) távolságban és a Goshawk vezette 5. divíziót küldte az elfogására. Az észlelt romboló a V 187 volt, mely igyekezett szemmel tartani a Nottinghamet és a Lowestoftot. A Fearless épp ekkor kapott értesítést arról, hogy a Lurcher és a Firedrake a tenger felől (nyugatról) közeledik és emiatt a V 187-et először a Lurchernek vélve jelezte a kiküldött 5. divíziónak, hogy nem kell üldözőbe venni az újonnan észlelt hajót. A kiléte azonban a divíziót vezető Goshawkon már kétségtelenné vált, így a rombolók nem az utasítás szerint jártak el, hanem támadást intéztek ellene. A Fearless 09:37-kor a 3. divíziót a Goshawk támogatására küldte. Maga nem támogatta a két divíziót, hanem hagyta őket megbirkózni a V 187-tel.
A V 187-ről röviddel azután észlelték az ellene küldött 5. divízió hajóit, hogy 09:25-kor kelet-északkeleti irányban ágyúdörejt hallottak. A négy brit romboló egy-két vonásnyira tőlük balra bukkant fel, és ezekről úgy vélték, hogy céljuk a visszavonulási útvonaluk elvágása. Lechler sorhajóhadnagy a hajójával ekkor teljes sebességre kapcsolva azonnal déli irányra állt, hogy megpróbálja elérni a Jade torkolatát. Az üldöző brit rombolók ha lassan is, de egyre közelebb értek hozzá, ami miatt folyamatosan enyhén jobbra tértek ki, míg már délnyugati irányban haladtak. A V 187 mögött a bal oldalon helyezkedő britek 6000 m távolságból nyitottak először szórványos tüzet, de eleinte a célzásuk nagyon gyenge volt és csak az egyik brit löveg lőtt túl a német rombolón, annak hídjának magasságában. A németek csak 4800 m távolságból tudták viszonozni a tüzet. Mivel az ellenség a kitérés miatt 225°-ra helyezkedett tőlük, az elülső löveget nem lehetett ellene bevetni. A hajóparancsnok ennek ellenére a hajója helyzetét nem tartotta kedvezőtlennek, mivel úgy tűnt, köd ereszkedik le és ez lehetővé teszi számára a Jade vagy az Ems elérését. Emellett a 28-29 csomós tempó mellett a V 187 kéményei erős füstöt bocsátottak ki, ami jobb oldalon hátul szétterülve eltakarta az ellenség elől, így pedig még huzamosabb ideig tarthatta magát.
09:45-kor azonban jobb oldalon, északnyugati irányban két nagy sebességgel haladó könnyűcirkáló bukkant fel. Ezek ismét a Nottingham és a Lowestoft voltak – immár harmadjára. A két négykéményes cirkálót először saját egységeknek vélték, mely feltételezést megerősített az is, hogy fényszóróikkal német azonosító jelzéseket adtak le. Ezek az azonosítók azonban a német rombolók azonosítói voltak. Mikor a távolság a cirkálóktól 3500–4000 m távolságra csökkent, azok sortüzeket kezdtek lőni a V 187-re, kétséget nem hagyva a kilétük felől. Az orrlöveg azonnal viszonozta a tüzet és több találatot is elérni véltek vele. A német romboló ellenben valós találatokat szenvedett el. A kazánok kezelőit leszámítva a hajó teljes legénysége felvette mentőmellényét és kézifegyvereket vett magához. Mivel a hajója a saját bázisától el lett vágva, Wallis korvettkapitány a Helgoland felé való áttörés mellett döntött, amihez a négy északról közeledő brit rombolón kellett átjutnia. Ennek végrehajtásához Lechler sorhajóhadnagynak a következő parancsot adta ki: „Ráfordulni az elhaladásos harchoz” („Herandrehen zum Passiergefecht”). A brit rombolókat láthatólag meglepte ez a manőver és hatására átmenetileg még a tüzelést is beszüntették. A németek viszont minden fegyverrel tüzet nyitottak rájuk és a sorban második rombolóra egy torpedót is kilőttek egy méteres mélységi beállítással, ez azonban elvétette a célt. A britek ekkor ismét tüzet nyitottak, de a csekély, mindössze 2000 méteres távolság ellenére csak kevés kárt okoztak. A német hajóhídon ez felcsillantotta a reményt arra, hogy sikerülhet még a keleti irányba való áttörés.
Amint azonban az utolsó romboló mellett elhaladt és épp keleti irányba akart kanyarodni, balra elől feltűnt a Fearless által támogatásnak utólag kiküldött 3. divízió, mely nagy sebességgel tartott a V 187 felé, a négy eddigi romboló pedig mögötte sorban kanyarodást hajtott végre, így a németek két tűz közé kerültek. Ezután minden oldalról heves és rendkívül hatásos tűz zúdult a V 187-re. Az egyik lövedék az elülső 8,8 cm-es löveg alatt csapódott be és a lőszerkamra személyzetét harcképtelenné tette. A löveg ezt követően már csak néhány lövést tudott leadni. Találat érte a negyedik kazántermet, egy másik lövedék és repeszek a parancsnoki hidat érték, majd ezután áttekinthetetlen sorrendiségben érték a hajót a találatok, amitől rövid idő alatt teljesen elborította a füst. Minden kazánját találat érte, végül az elülső turbinát érte két lövedék és a lejáratokból és a fedélzet repedéseiből fekete füst és gőz szállt fel, ami erősen korlátozta a még működőképes hátsó löveget. Egy találattól Lechler sorhajóhadnagy súlyos sérülést szenvedett, a kormányos elesett, amit követően a hajó parancsnokságát Jasper fregatthadnagy vette át. Wallis korvettkapitány utasította őt a robbanótöltetek önelsüllyesztéshez való előkészítésére, majd a flottillaparancsnok maga vette át a kormányos helyét, hogy zászlóshajójával megpróbálja a leghátsó brit rombolót legázolni. A kormányt azonban nem lehetett éles fordulóra bírni és a romboló sebessége is alacsony volt ekkor már, a tat lángokban állt. Mikor Wallis jelentést kapott arról, hogy a lőszert ellőtték, utasítást adott a robbanótöltetek előírás szerinti termekben való élesítésére. Jasper főhadnagy ennek kivitelezését ellenőrizendő még végigjárta e helyiségeket, Wallis pedig a titkos iratokat dobta a hajóhídról a tengerbe és adott ki parancsot a hajó elhagyására.
Eközben a tatlöveg Friedrich Braune főhadnagy irányításával lassú ütemben tovább lőtte a brit rombolókat, melyek szintén ritkán lőttek, de hamarosan így is kilőtték a 8,8-ast. A legénység túlélői csak ezt követően vetették magukat a vízbe, mire a britek is felhagytak a lövetéssel. Röviddel ezután felrobbantak a robbanótöltetek és a német hadihajó rövid idő alatt, felvont hadilobogóval és flottillaparancsnoki lobogóval elsüllyedt.
A brit jelentések szerint a harc végén az 5. divízió mindössze 600 yardra haladt el a megbénított romboló mellett és szórta meg közben lövedékekkel. A V 187 „bátran harcolt a végsőkig” és a megadásra felszólító jelzést figyelmen kívül hagyva, lángokban állva és csak az egyetlen épségben maradt hátsó ágyújával még akkor is kétségbeesetten a Goshawkra tüzelt, mikor az a hajótörötteinek kimenekítésének szándékával közelített hozzá. A britek szerint erre a Goshawk, a Phoenix és a Ferret ismét tüzet nyitott rá és 10:10-kor (09:10 GMT) a német romboló az ő tüzük hatására süllyedt el.
Míg a német történetírás kiemeli, hogy habár egy (valójában kettő) cirkáló és nyolc romboló is lövette és számos találatot is kapott, a V 187 elsüllyedéséhez mégis a saját robbanótöltetek vezettek. Ezt a brit leírás túlzó állításnak tartva kétségbe vonja.
A harc elültével a britek hozzáláttak a túlélők kimentéséhez. Hadifogságba került a hajó parancsnoka, a súlyos sebesült Lechler sorhajóhadnagy és a flottillaparancsnok, a szintén sebesülést szenvedett Wallis korvettkapitány is. A mentési munkálatokat a hamarosan felbukkanó Stettin miatt a brit rombolóknak meg kellett szakítaniuk (lásd lejjebb).

#### AFearlesscsatlakozása azArethusához
Miközben e két divíziója még a V 187-tel küzdött, a Fearless 09:49-kor (08:49 GMT) 6 vonással (67,5°) balra kanyarodott, majd 09:55-kor megpillantotta az Arethusát és a közelében vett fel pozíciót. A Nottingham és a Lowestoft látótávolságra voltak és nem messze tőlük tűntek el a ködben. 10:00-kor (09:00 GMT) ez a két brit cirkáló észlelte a Fearlesst, aki azonosításra szólította fel őket. A Fearless úgy vélte a Southamptonnal találkozott, de Goodenough zászlóshajója valójában jócskán nyugatra volt tőle és nyugat-északnyugati irányban haladt ekkor már. 10:07-kor, miután nem észleltek semmit déli irányban, a két cirkáló (a Nottingham és a Lowestoft) észak-északnyugati irányra állt és 22 csomóra csökkentett sebességgel haladt tovább. A rajuktól elszakadva túl messzire kerültek ahhoz, hogy kommunikálhassanak a többi cirkálóval, ezért a csata hátralévő részében már nem játszottak szerepet.
10:00-ig a brit hadművelet ezen első, déli irányú szakasza egy német romboló elsüllyesztését és három megrongálását eredményezte. A brit rajtaütés hatására a német őrjárat egységei visszavonultak Helgoland védelme alá. A brit hajók közül egyedül az Arethusát érték komolyabb sérülések. Ebben az időpontban a brit flottillák 12-15 mérföldre voltak nyugatra Helgolandtól és nyugat-délnyugati irányba haladtak.

#### Keyes útja aLurcherrel és aFiredrake-kel
A Keyes által 08:45-kor észlelt és ellenségesnek vélt cirkálókról Tyrwhittnek küldött üzenetet fogta maga Goodenough is (akinek a hajóit észlelték), aki ebből tévesen úgy vélte, hogy két ellenséges cirkáló tartózkodik tőle nyugatra. Ez az üzenet Beattyt is félrevezette, de ő nem hozott ezzel kapcsolatban semmilyen intézkedést. Keyes 09:40-kor szem elől vesztette a cirkálókat és 10:10-re már gyanakodni kezdett, hogy brit cirkálókat láthatott , ezért rákérdezett Tyrwhittnél, hogy érkeztek-e brit könnyűcirkálók a területre. Ezt követően 10:45-kor meglátta Goodenough négy hajóját és az Invincible-nek azt jelentette, hogy már négy ellenséges könnyűcirkáló vette üldözőbe és feléje igyekszik őket csalni.
Tyrwhitt, aki ekkor már nyugati irányba haladt a tőle kissé északra és keletre lévő Fearless-szel együtt, a flottillájával visszafordult, hogy megsegítse Keyest. Azonban 11:00-kor az idő hirtelen kitisztult, így Keyes jobban kivehette a cirkálókat, és azonosításra szólította fel őket, aminek azok eleget tettek. Keyes aggódott amiatt, hogy a tengeralattjárói nem tudnak ezeknek a könnyűcirkálóknak a jelenlétéről. Az információ hiánya nem sokkal korábban már kevés híján súlyos következményekkel járt. 10:30-kor (09:30 GMT) az E6 brit tengeralattjáró két torpedót lőtt ki a Southamptonra, de elvétette azt. A Southampton a támadást észlelve megpróbálta legázolni a tengeralattjárót, de ez nem sikerült neki. A helyzet kockázatossága miatt Keyes 11:15-kor a Lionnak üzenetet küldött, melyben a visszavonulást sürgette. Beatty ennek megfelelően visszább vonult, az 1. könnyűcirkálóraj pedig 15 mérföldet haladt nyugatnak és egészen 12:25-ig ott maradt, mígnem Beatty a Straßburg által fenyegetett rombolók megsegítésére küldte.

#### AStettinharca az 1. rombolóflottillával

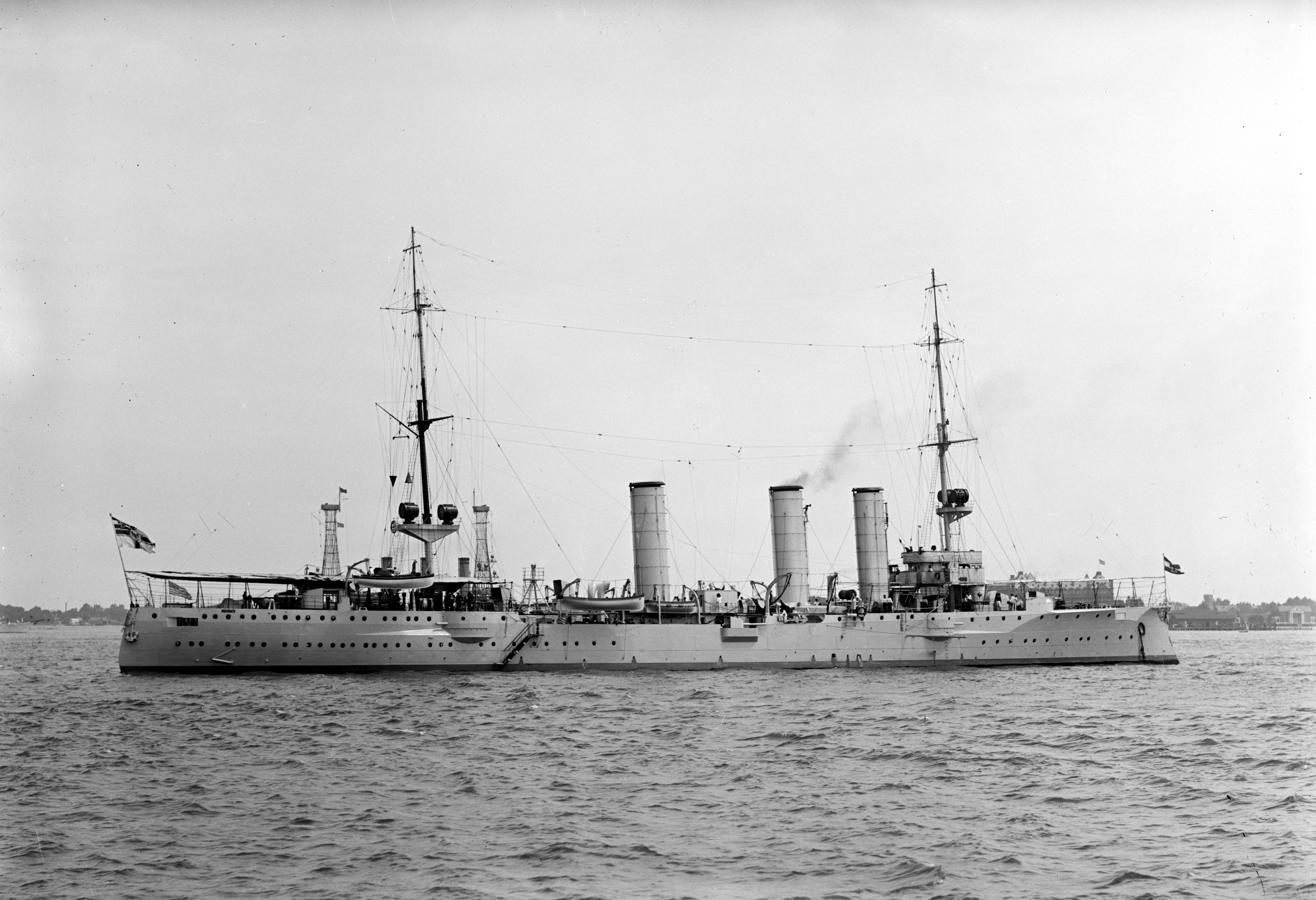
A Stettin 1912-ben

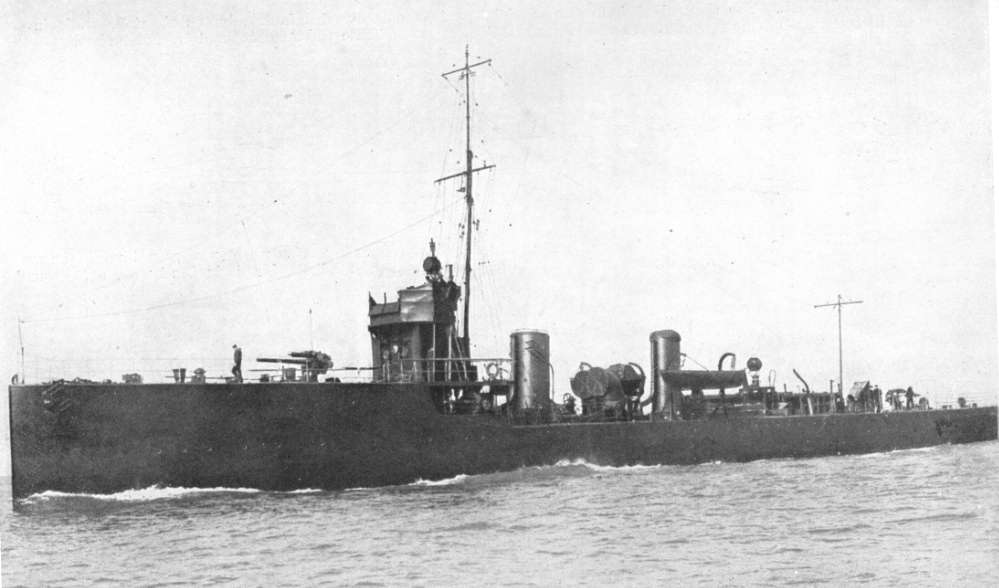
A Defender brit romboló

Tyrwhitt a Frauenlobbal folytatott harc után 09:25-kor (08:25 GMT) nyugati, enyhén délnek tartó irányt vett fel. A Fearless az 1. flottillával jobbra előtte haladt ugyanebbe az irányba. Ennek a flottillának a zöme 10:00-kor azután csatlakozott Tyrwhitthez, hogy a Fearless a 3. és 5. divízióját a V 187 elfogására küldte. Ezek a brit rombolók a V 187 elmerülésének helyén mentőcsónakokat tettek vízre, hogy a túlélőket kimenekítsék. Hirtelen egy német könnyűcirkáló, a Stettin bukkant elő a ködből és heves tüzével szétkergette őket. A nyolc perccel a V 187 elsüllyedése után érkező német cirkáló nem ismerte fel, mi célból vannak ott a rombolók.
A Stettin már a 09:30-kor vételezett jelzés („Ellenséges cirkáló üldözi az 1. romboló-félflottillát a 133 ε [négyzet]-ben.”) révén tudomást szerzett arról, hogy a nyugati szárnyat is veszély fenyegeti és teljes sebességgel (22 csomóval) megindult a jelzett terület irányába. Nerger korvettkapitány jelentése szerint a Stettinről 10:00-kor jobb oldalon elől egy vonásnyira világos füstfelhőket észleltek és a cirkáló 10:02-kor ezek irányába kanyarodott. 10:06-kor nyolc rombolót észlelt, melyek egy csoportban tartózkodtak, de különböző irányban haladtak. A Stettin a rombolócsoportot bal oldalára vette és 10:08-kor tüzet nyitott rá 7200 m távolságból. A németek megfigyeléseik alapján úgy vélték, hogy már az első sortüzek jól ültek, így egyből gyorstüzelésre váltottak és nagyszámú találatot véltek elérni. A negyedik sortűz leadása után a rombolók szétfutottak különböző irányokba. Két romboló északnak, négy délnyugatnak indult meg nagy sebességgel. A Stettin az utóbbi csoportot vette üldözőbe, de a tőlük való távolságot nem tudta csökkenteni. Két romboló a helyszínen maradt, ezekről úgy vélték, hogy megsérülhettek. Ezek valójában a Defender és a Lizard voltak, melyek még megpróbálták a vízen lévő mentőcsónakjaikat a fedélzetre venni. Ezeket és az északnak tartókat a Stettin hamarosan szem elől veszítette. A helyszínt elhagyó Defender mentőcsónakjai közül kettőt hátrahagyott 10 tengerészével.
10:13-kor már az üldözött csoport is olyannyira nehezen kivehetővé vált, hogy a Stettinnek – mindössze öt percnyi tűzharc után – be kellett szüntetnie a tüzelést és északkeleti irányra állt, hogy a rombolók ne keríthessék be. A látótávolság ugyanis erősen visszaesett, így a torpedótámadáshoz az ellenség számára kedvezőek voltak a körülmények és ekkor egy – tévesnek bizonyuló – torpedóriasztást is kiadtak.
A brit leírás szerint 10:37-re (09:37 GMT) értek csak a rombolóik a német cirkáló lőtávolságán kívülre és ezzel szakadt meg a harc. Eszerint az összecsapás 10:15-től 10:37-ig, 22 percen át tartott volna, szemben a németek által megadott mindössze 5 perccel. A Stettinnel való találkozást követően a brit rombolók a Fearless-hez és a többi rombolóhoz csatlakozni kívánva folytatták az útjukat nyugati irányba.
A történtekről a harc kezdete után a németek először 12:32-kor adtak le jelentést, mivel a szikratávíró berendezésüket egy találat megrongálta. Ezt követően a Stettin Helgolandtól délnyugatra hajózott, hogy az időközben kifutó tengeralattjáróknak továbbíthassa a parancsokat.
Az összecsapásban a Stettint négy találat érte. Egy lövedék megrongálta a kötélzet szikratávíróhoz tartozó részét, ami miatt délig nem tudott kommunikálni, egy másik, erős repeszhatású találat a hátsó kéményét érte, egy harmadik pedig a jobb oldali harmadik lövegnél lévő készenléti lőszert, de csak csekély mértékű lángokat gerjesztett. Ezeken kívül egy röviden érkező lövedék a jobb oldali hajtómű magasságában érte a vízvonal alatt, de semmiféle kárt nem okozott. Személyi vesztesége 2 halott, 1 súlyos sebesült és 8 könnyebben sebesült volt. A Stettin tüze – a saját megfigyeléseivel ellentétben – nem volt túl pontos és a feléje meginduló és torpedótámadást intéző Ferreten tudott valójában csak egy találatot elérni.
Az eseményeket szemmel követő E4 jelű tengeralattjáró támadó pozícióba igyekezett manőverezni, de mikor 10:08-kor torpedótámadást akart intézni a Stettin ellen, az épp irányt váltott és így nem tudott kilőni rá torpedót. A Stettin megpróbálta legázolni a tengeralattjárót, de az még idejében alámerülve megmenekült. Mire ismét feljött a felszínre, már az összes nagyobb hajó elhagyta a területet. Ezután kimentette a csónakokban maradt brit tengerészeket. Mivel a tengeralattjáró kis mérete miatt nem vehette fedélzetére az összes német túlélőt, közülük három főt – két tisztet és egy fűtőt – vett át, a többieket pedig a csónakokban hagyva ellátták élelemmel és egy iránytűvel, majd megadták nekik a legközelebbi szárazföld felé (Helgoland szigetéhez) mutató irányt.
A brit leírás szerint a Fearless-ről 10:50-kor megpillantották még a Stettint és üldözőbe is vették, de közben a Fearless majdnem összeütközött az egyik rombolóval és mivel az ütközés elkerüléséhez hátramenetbe kellett kapcsolnia, néhány rá leadott lövés után a német cirkáló eltűnt a ködben.

#### A brit flottillák újrarendeződése a harc szünetében
A Fearless a Stettin vélt észlelése után az Arethusához közelített, melyet 09:30 óta teljesen lekötött a Frauenlobtól szerzett sérülések kijavítása. Tyrwhitt az Arethusával egészen 10:45-ig nyugatnak tartott, mikor vette a Lurcher azon üzenetét, miszerint négy cirkáló üldözi. Erre reagálva a két flottillával visszafordult, hogy támogatást nyújtson neki és Goodenough-tól is ezt kérte. Néhány perccel később, 10:54-kor az 1. flottilla 3. és 5. divíziója tűnt fel keleti irányban és ezek csatlakoztak a Fearless-hez azt követően, hogy a Stettin megzavarta a túlélők kimentésének munkálatait.
11:00-ra két kivétellel az Arethusa összes ágyúja bevethetővé vált, de folyamatosan lassult, míg végül már csak 10 csomóval volt képes haladni. A keresőfényei és a rádiója még mindig használhatatlanok voltak. 11:17-től 11:39-ig a Fearless-szel leállították a hajtóműveiket és szemaforok segítségével kommunikáltak. A 3. flottilla azt az utasítást kapta, hogy folytassa útját nyugatnak 10 csomós sebességgel. A Fearless jelezte azt is a rombolóknak, hogy amelyik fogytán van a lőszernek, az haladjon tovább nyugatnak. Egyik egység sem érezte ennek szükségét.
Tyrwhitt arra a következtetésre jutott, hogy a Lurcher által jelentett cirkálók britek lehettek, ezért nem rendelt újabb hajókat keleti irányba a megsegítésére míg a helyzet nem tisztázódik. A flottilla mindössze 20 mérföldre volt nyugatra Helgolandtól, miután három órán át folyamatosan érintkezésben volt az ellenséggel. Mivel bármikor várható volt egy erős német haderő felbukkanása, elérkezettnek ítélték az időt a visszavonulásra. Ennek megfelelően 11:39-kor az Arethusa a Fearless-szel és az 1. flottillával ismét útnak indult és követte az északnyugatnak 20 csomóval tartó 3. flottillát.

#### Az I. rombolóflottilla visszavonulásának biztosítása
A Stettint és a Helgoland mellett harmadik cirkálóként őrszolgálatban lévő régi építésű Helát leszámítva az V. rombolóflottilla parancsnoka Heinecke korvettkapitányt, a 10. romboló-félflottilla parancsnokát bízta meg az I. flottilla felvételével. Ezt követően segítette ki az S 13 a III. aknaszedődivízió vezérhajóját, miközben a V 3 a 10. félflottilla többi egységével azonnal egy új felderítő vonalat képezve délnyugati irányba haladt előre, hogy további sérült hajókat kutassanak fel. Ennek során bukkant a felderítő kötelék a Frauenlobra, mely a súlyosan sérült T 33-at oldalára vette. A mentéshez a V 3, G 10 és G 7 rombolókat hátrahagyták és így már csak a G 11 és a G 9 folytathatta a keresést délnyugati irányban. A védelmi vonal pereméhez érkezve északnak fordultak és ebben az irányban folytatták a keresést, mígnem dél körül három sodródó brit kutterre lettek figyelmesek. Ezekről a V 187 egy tisztjét és a legénység 44 tagját vették át. Ezt követően még három üres kuttert találtak, majd a kimentettekkel befutottak Helgolandra.

#### Német észrevételek a brit rombolóflottillák hadműveletével kapcsolatban
A német történetírás kifogásolja, hogy bár a britek két cirkálóval és 31 rombolóval hajtották végre a rajtaütést, ennek ellenére Tyrwhitt beszámolójában úgy adja elő, mintha a németek számbeli fölényben lettek volna. Német részről valójában csak az V. rombolóflottilla és a Stettin vett részt ezekben a harcokban. Tyrwhitt szerint az Arethusa 08:57 és 09:15 között két német cirkáló (egy négy- és egy kétkéményes) valamint számos romboló tüze alatt volt. A német jelentések alapján azonban a Stettin egyáltalán nem lőtt az Arethusára és csak rövid időre pillantotta meg 09:05-őt követően a rombolói mögött a távolban. Az Arethusa még a Stettin beérkezése előtt 08:40-kor az elől haladó rombolókkal a D 8 üldözésére indult és csak egy német cirkálóval került harcérintkezésbe, mégpedig a Frauenlobbal 09:08-kor, mikor az feltűnt a színen és 09:25-ig kis távolságból folytatott vele tűzharcot. Az Arethusa csaknem 1000 tonnával volt nehezebb és 9 csomóval volt gyorsabb a 11 évvel öregebb német cirkálónál, így a rombolókíséretével elméletileg hamar végeznie kellett volna ellenfelével. Ezzel szemben 10 perc alatt nem kevesebb, mint 35 találatot szenvedett el és Tyrwhitt jelentése szerint az összes torpedóvetője és egy kivételével az összes ágyúja használhatatlanná vált.
Tyrwhitt azon állítása sem állja meg a helyét a németek szerint, hogy a hajóhidat ért találat után a Frauenlob azonnal megfordult és Helgoland felé távozott volna – bár valóban találat érte a hidat. A brit parancsnok állításával szemben a hajójáról nem láthatták a sziget körvonalait a távolban, hacsak nem a Frauenlobbal való összecsapás után keletnek tért ki a szétszórt rombolóit összeszedni. (A brit leírás szerint a német könnyűcirkálókkal való harc után azért hajóztak keletnek, hogy Keyes hajóit, a Lurchert és a Firedrake-et megsegítsék, de ezek a rombolók valójában tőlük északnyugatra voltak.) A harcot újra felvenni mindenesetre nem igyekezett, ezt a tüzérségének állapota nem is tette volna lehetővé. Groos szerint jóval valószínűbb az, hogy a brit jelentésekben említett nyugati irányba való hajózásra felszólító utasítás szerint járt el. Ezt a sérülései miatt csak 12 csomós sebességgel tehette.
A német jelentések szerint a csata ezen része már 10:13-kor véget ért és az újabb szakasz csak 11:55-kor kezdődött el. A britek ezen időszak alatt jelentett harcérintkezései – a német adatok alapján – csak saját erőik között jöhetett létre. Az Arethusa pedig 11:37-kor nem tartózkodhatott Helgoland közelében, mivel már 11:55-kor észlelte a Straßburg 30 tmf-re nyugatra a szigettől. Ennyi idő alatt a távolságot pedig még teljes sebesség melletti haladással sem tudta volna megtenni, nemhogy sérülten.

#### A német parancsnokság megfontolásai
A flottaparancsnok és a felderítőerők parancsnoka az események eddigi alakulását kifejezetten kedvezőnek ítélték meg. Eddig főként ellenséges rombolókról és csak kevés számú könnyűcirkálóról érkezett jelentés, melyek könnyű egységekkel való üldözése sikerrel kecsegtetett, annál is inkább, mert az Ems torkolata felől érkező Mainz nyugati irányból is elvághatta az ellenséges rombolókat. Ehhez azonban legalább akkora számú erőre lett volna szükség, mint amivel a britek is rendelkeztek és biztosra kellett venni, hogy az ellenség nem rendelkezik nagyobb egységekkel. Ehhez megfelelő látótávolság volt az egyik előfeltétel, ami lehetővé tette volna a nagyobb ellenséges hadihajók előli kitérést.
A német flottaparancsnokság azonban egyáltalán nem volt tisztában azzal, hogy a harctéren a látótávolság erősen korlátozott, helyenként kimondottan ködös volt. Wilhelmshavenben ekkor ugyanis tiszta idő volt és abból indultak ki, hogy a közeli Helgolandnál is hasonló körülmények uralkodnak. A német hivatalos történetírást szerkesztő Groos szerint figyelemreméltó, hogy egyetlen rádiójelentés sem érkezett, mely a látási viszonyokról adott volna tájékoztatást, főleg úgy, hogy a harcok Helgoland közvetlen közelében zajlottak és feltűnő lehetett, hogy a sziget lövegei nem kapcsolódtak be a harcba. Ennek egyik oka lehetett, hogy az erre az információra való rákérdezés tovább növelhette volna a már amúgy is jelentősen megnövekedett rádióforgalomból fakadó kommunikációs túlterheltséget. Csak 11:35-kor érkezett be Helgoland szigetéről egy távirat a flottaparancsnoksághoz, melyben röviden tájékoztattak a viszonyokról: „párás. látótávolság 4 tengeri mérföld” („diesig, Sichtweite 4 Seemeilen”). Ezek a körülmények nem feleltek meg azoknak, melyek feltételezésével 09:20-kor – bő két órával korábban – a felderítő erők parancsnoka a Helgolandnál felbukkant ellenséges rombolók mögé irányította a Mainzot.
Ezzel egyidőben a helgolandi légibázis utasítást kapott az ellenséges cirkálók típusának jelentésére és annak megállapítására, hogy milyen erők tartózkodnak e cirkálók mögött. Az ekkor véletlenül úton lévő L 3 jelű léghajó ugyanis a csekély látótávolság és az ellenség ráirányzott tüze miatt idő előtt vissza kellett forduljon és nem tudott használható információkkal szolgálni az ellenségről. Mindazonáltal azt közölte csak a rádiójelentésében, hogy a felderítőutat technikai okok miatt kellett megszakítani.
A német flottavezetés és a felderítőerők parancsnokának – a tényleges időjárási viszonyokkal nem számoló – utasításai vezettek a csata német tagolás szerinti második szakaszához.

#### Német könnyűcirkálók második hulláma

##### AStraßburgés aCölnharcai a rombolóflottillákkal

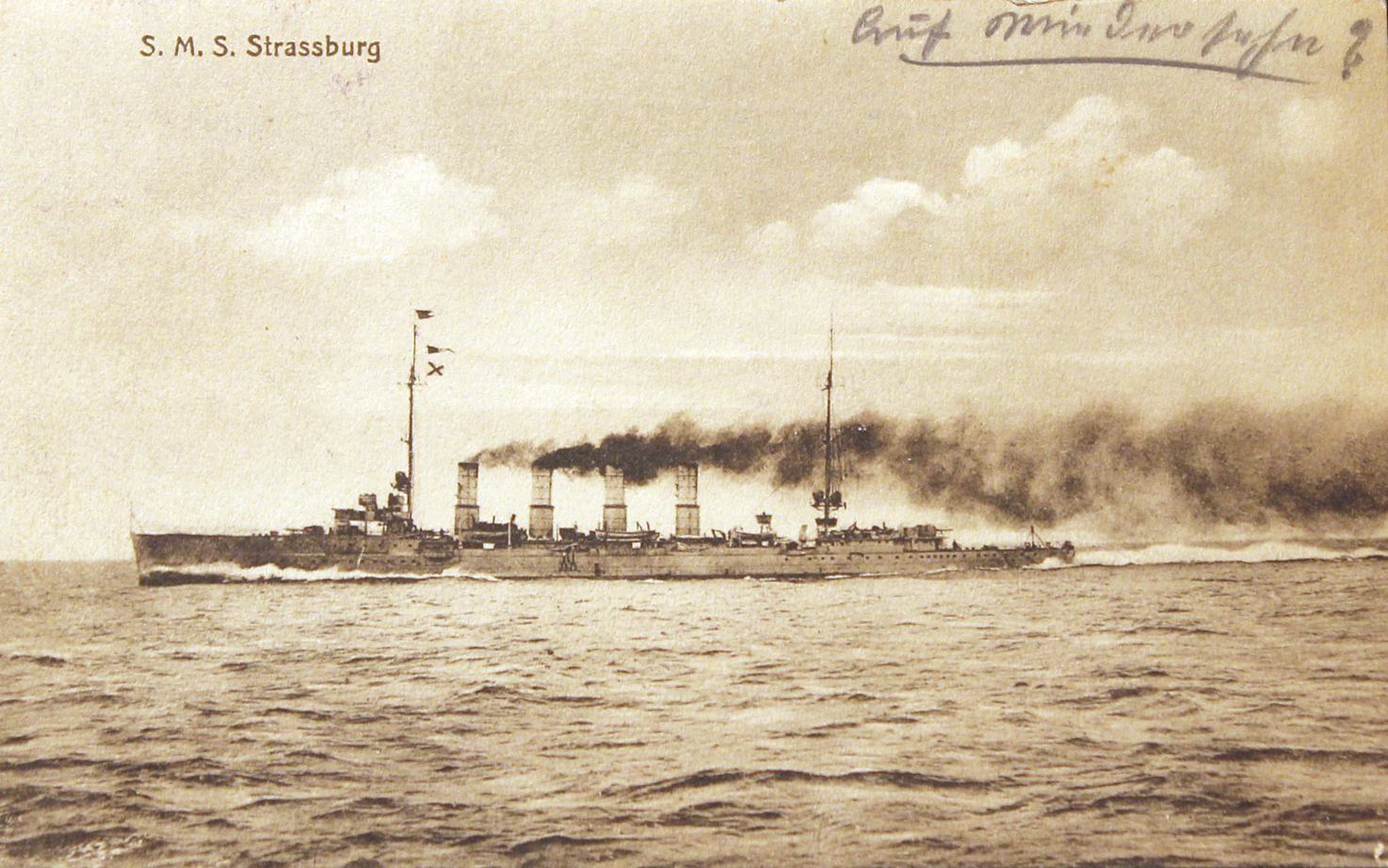
A Straßburg 1910-ben

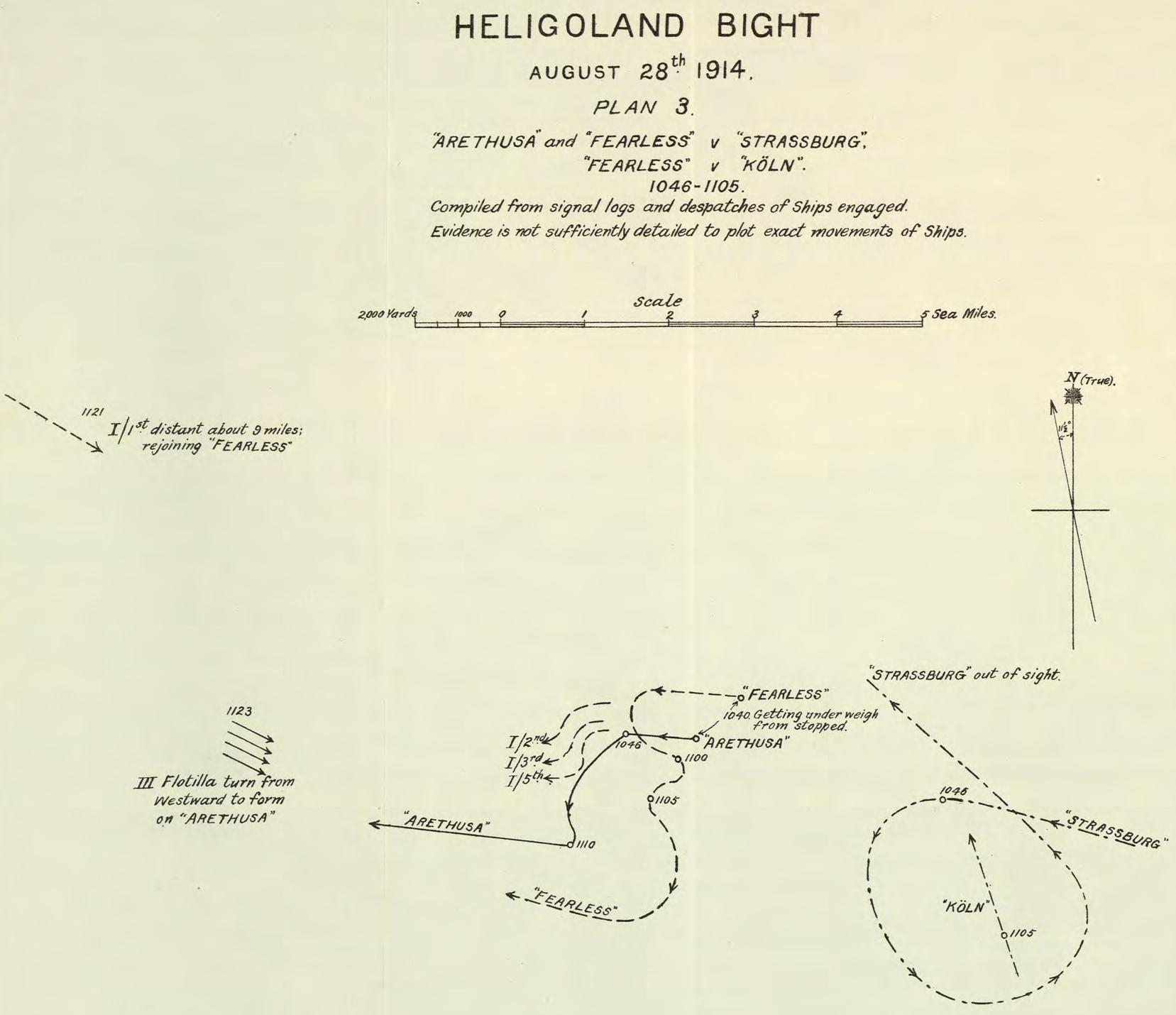
A Straßburg és a Cöln harcai a brit flottillákkal (11:46–12:05 KEI)

A Straßburg a Cölnnel együtt már 08:55-kor azt a parancsot kapta, hogy azonnal fusson ki rombolók támogatására. A Cöln Leberecht Maaß ellentengernaggyal, a rombolók első parancsnokával (Erster Führer der Torpedoboote) a fedélzetén 10:30-kor már elhagyta a Jade torkolatát és a nyugatnak tartó, visszavonuló ellenség felé közeledett, míg a Mainz egy fél órával később ugyanezzel a céllal hagyta el az Emst.

Eddigre már minden cirkálóhoz eljutott a hír, hogy az ellenség nagy számú könnyű egységgel betört a Német-öböl belsejébe és hogy a Stettin és a Frauenlob megvívott velük, ami után az ellenség északnyugati irányba visszavonulóban volt. (A németek számára legalábbis így tűnt, a nyugati irányú kitérés eredetileg is a brit terv részét képezte, bár az összecsapásokat valóban egészen máshogyan képzelték.) Ez volt az első alkalom, hogy a britek elérhető közelségbe hajóztak a németek számára, és a német hivatalos történetírást szerkesztő Groos szerint emiatt a német cirkálókon magas volt a harci morál és nagy volt a belső késztetés arra, hogy a visszavonuló ellenség üldözésére induljanak, csakúgy mint a szárazföldön a hadsereg tette a háború ezen napjaiban. Ezt táplálta az is, hogy a külső védelmi vonal rombolóiról nem érkeztek hírek és ezért minél előbb fel akarták menteni őket. Az újonnan kifutott cirkálók nem akarván időveszteséget elszenvedni, nem várták be a később induló társaikat és magányosan indultak az üldözésre. A német értékelés szerint hasonlóak lehettek Leberecht Maaß ellentengernagy megfontolásai, azonban a váltakozó időjárásról nem kapott értesítést egyik hajója sem.
A 10:34-kor a Jade-torkolat külső részénél lévő Straßburg előbb megkerült egy területet, ahol előzőleg tengeralattjárót észleltek, majd 11:55-kor 60°-ra jobbra elől két ellenséges cirkálót és 10-12 rombolót észlelt előtörni a ködből 9000 méteres látótávolságra. (Lásd: Német térképvázlat a Straßburg harcairól) Ezek az Arethusa és a Fearless voltak az 1. torpedóflottillával és alig indultak el az Arethusa hajtóműveinek rendbehozatala után, mikor nekik bal oldalon hátul – a németek által észlelésként megadott időpontnál 9 perccel korábban, 11:46-kor – felbukkant a Straßburg.
Az Arethusa azonnal tüzet nyitott rá, miközben nagyjából délnyugatnak fordult, hogy teljes sortüzeket lőhessen. A német cirkáló heves tűzzel reagált. Az Arethusa túloldalán lévő Fearless a harcba való beavatkozáshoz manőverezett, miközben a „disregard” zászlójelzést vonta fel a rombolóknak üzenve. A 3. flottilla, mely nyugatabbra volt már ekkor a két cirkálótól, az ágyúdörejt hallva visszafordult. Tyrwhitt a Fearless-t és az 1. flottillát torpedótámadás végrehajtására utasította, mire a flottilla három divíziója, a 2., 3. és 5. divíziók délnyugatnak fordultak, hogy kövessék a Fearlesst. A Straßburg azonban nem kívánt közelebb hajózni hozzájuk, hanem balra kanyarodott, majd ismét északi irányra állt és az Arethusával ellentétes irányra állva eltűnt a ködben anélkül, hogy azon a (6000–7000 yardos (5500–6400 m) távolságon belülre került volna, amelyben észlelték. A Fearless és a flottillája teljes sebességgel a Straßburg felé tartott és az Arethusa tatja mögött húzott el közben, de Tyrwhitt nem akart keleti irányba visszahajózni, sem a flottilláit megosztani, ezért visszarendelte a Fearless-t 12:00-kor.
A német leírások szerint a kitérő manőverre azért volt szükség, mert a brit rombolók közül négy azonnal támadásba ment át és a 9000 méteres látótávolságot kihasználva torpedókat lőttek ki. Az elkanyarodás közben nyitott tüzet a Straßburg az elől haladó brit cirkálóra, az Arethusára, és már a harmadik sortüzével befogta az ellenfelet, melynek hátsó részéből több magas, barna füstfelhőt véltek felszállni látni, amit elért találatoknak véltek. (A brit beszámolók konkrétan nem tesznek említést ekkor ténylegesen végrehajtott torpedótámadásról vagy az Arethusa által elszenvedett találatokról.)

A brit cirkáló a német leírás szerint északnak tért ki, míg a britek szerint rövid délnek tartás után visszaállt nyugati irányra. A német megállapítás szerint 8400–6800 m távolságból megvívott tűzharcnak az ellenség szem elől vesztése vetett véget. A Straßburg a torpedók kikerülése miatt megkezdett balra kanyarodást folytatva egy teljes kört írt le, amiből egyenesen északnak tartva jött ki.
Alig ért véget ez az összecsapás, mikor egy újabb német könnyűcirkáló, a Cöln tűnt fel délkeleten, a briteknek a bal oldalán hátul és 12:05-kor délnek kanyarodtak, hogy tűz alá vehessék. A Cöln szinte összes sortüze a sérült brit cirkáló közvetlen közelében csapódott be 10-30 yardnyi távolságra (9–27 m) és a kilőtt két torpedója is csak kevéssel vétette el a célt. Négy brit romboló torpedói és a segítségül hívott Fearless viszont ezt a cirkálót is meghátrálásra késztették. A brit kommentár szerint amennyiben a német cirkálók nem egyenként, hanem együttesen léptek volna fel és olyan hevességgel harcoltak volna, mint korábban a Frauenlob, akkor jelentős gondot okozhattak volna, így viszont kerülték a jelentős túlerővel való összecsapást és pár sortűz leadása után visszavonultak. A Cöln szem elől vesztése után 12:10-kor a Fearless ismét nyugatnak fordult, az Arethusa pedig a következő üzenetet küldte neki: „A legnagyobb sebességemmel haladok most, kérem maradjon hozzám látótávolságon belül.”

##### Segélykérés Beatty csatacirkálóitól

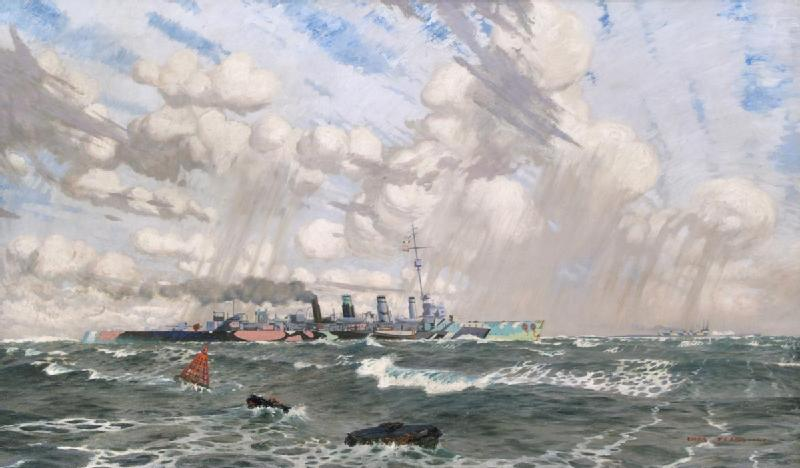
A Fearlesst a háború későbbi szakaszában álcafestéssel ábrázoló alkotás

Amint a Cöln első ízben feltűnt 12:05-kor, Tyrwhitt először egy Roon-osztályú páncélos cirkálónak vélte és azonnal jelezte Beattynek, hogy egy nagycirkáló (large cruiser – a páncélos cirkálók illetve csatacirkálók korabeli hivatalos német megnevezése) és pár perccel később megismételte a segélykérést.

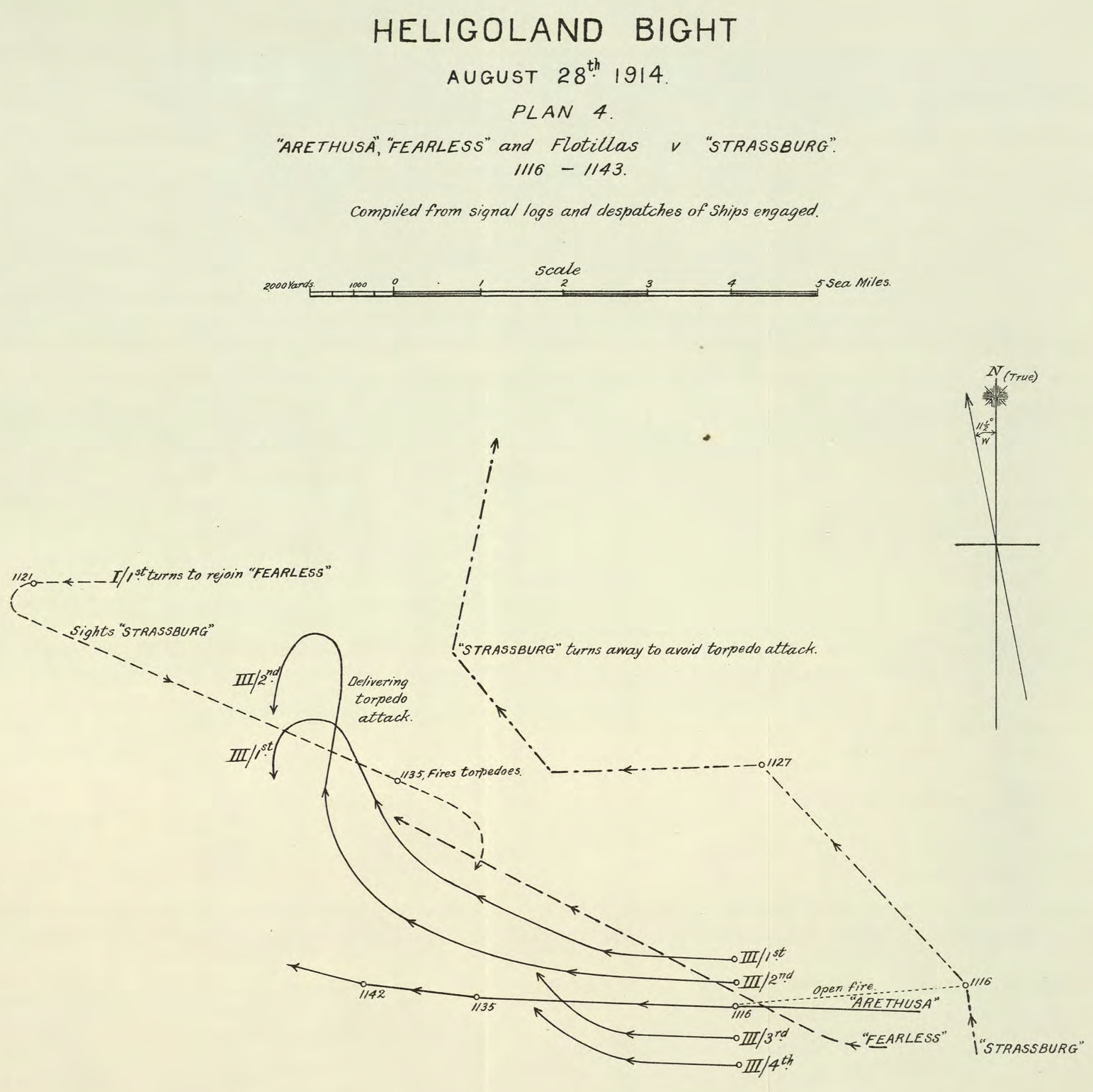
A Straßburg harca a brit flottillákkal
(12:16–12:43 KEI)

Közben Retzmann fregattkapitány, a Straßburg parancsnoka, aki továbbra is tartani akarta a kontaktust, a visszavonulást fedező rombolók után eredt. A német leírás szerint ehhez az északi irányba kitért ellenség után indult, ellenben a brit leírás szerint a flottilláik nyugati-északnyugati irányba haladtak. Ezek 10 perccel később, 12:16-kor tűntek elő ismét a Straßburg bal oldalán (nyugatra) 8000 méterre.
A Straßburg keleti irányból 12:16-kor való újbóli felbukkanásakor a Fearless és a flottillája heves harcba keveredett vele. Blunt kapitány, a Fearless parancsnoka ekkor attól tartva, hogy egy újabb német cirkáló feltűnése súlyos következményekkel járna, a csatacirkálóknak a segélykérést „sürgősen szükségesként” („Assistance urgently required”) adta le. A Cöln nem csatlakozott a Straßburghoz, de a velük vívott két összecsapás három Beattynek küldött segélykérő üzenetet váltott ki 12:00 és 12:30 között (11:00 ill. 11:30 GMT).
A brit és német források némileg eltérően számolnak be az összecsapásról. A britek szerint a Straßburg és az Arethusa tűzharcot vívott egymással miközben nyugati irányban haladtak. Ehhez az Arethusa kissé jobbra kanyarodott és így a 152 mm-es ágyúit is bevethette. A német sortüzek többnyire az Arethusa és a tőle jobbra elől helyezkedő 3. flottilla 1. és 2. divíziója között csapódtak be a vízbe. Ez a két, Lookout vezette divízió hirtelen bontakozott szét jobbra és 12:35-kor (11:35 GMT), mikor a flottillaparancsnok a rombolóknak általános torpedótámadásra adott parancsot, a Lookout az 1. divízióval (Lookout, Leonidas, Legion, Lennox) teljes sebességgel indult meg északnak, hogy megközelítse a Straßburgot. A 2. divízió (Lark, Lance, Linnet, Landrail) követte az 1. divíziót pár perccel később.
A nyolc romboló 4500 yardra (4100 m) közelítette meg a Straßburgot és ekkor lassan balra kanyarodtak, hogy a torpedóvető csöveikkel célba vehessék, majd kilőtték torpedóikat. Ez után élesen délnek kanyarodtak, hogy az Arethusához csatlakozva újrarendeződjenek. A 2. divízió mögött a Fearless haladt, mely az Arethusa mögött balra helyezkedett a Cölnnel vívott harc után és a jobb oldalára kerülve heves tüzet nyitott a Straßburgra, melyet a britek nagyon hatékonynak értékeltek. A Fearless után a 3. flottilla 3. és 4. divíziója haladt, mely két egység az Arethusa bal oldaláról érkezett előtte elhaladva a torpedótámadásra felszólító parancs kiadásakor. Ezek a rombolók nem tudtak már időben kedvező pozíciót felvenni a torpedók kilövéséhez és ezért a támadás végrehajtása nélkül visszatértek az Arethusához.
Eközben az 1. flottilla 1. divíziója, mely ki lett különítve és több mérfölddel járt a többi hajó előtt, keleti irányra állva igyekezett visszatérni a Fearless-hez és eközben bal oldalán elől észlelte a Straßburgot. Az Acheron romboló vezette divízió egységei a német cirkálóhoz közeledve a bal oldaluk felől torpedókat lőttek ki rá miközben elhaladtak mellette, majd jobbra kanyarodva az Arethusa felé vették az irányt. Ezek a rombolók nem szenvedtek jelentősebb károkat a német cirkáló tüzében. A Straßburg a torpedótámadások hatására 12:35-kor a távolság növelésére kényszerült, majd 12:40-12:45 között megszakította a küzdelmet és északnak kanyarodva eltűnt a ködben. Még az irányváltása előtt két torpedót kilőtt az Arethusára. Ezek ugyanúgy nem találtak célba, mint a rombolók által rá kilőtt torpedók, melyeket az északi irányra állással került ki és haladtak így el előtte. Az összecsapás 12:25-től 12:40-ig tartott. 12.45-kor a Fearless és az összes romboló ismét visszatért az Arethusához és cirkáló formációba rendeződtek.
A német értékelés szerint az újabb összecsapás hasonlóan zajlott mint az előző: rövid tűzharc után a Straßburg a rá kilőtt torpedók elől kitért. A német verzió ugyanakkor azt állítja, hogy a 5400-7800 m közötti távolságban lévő roombolókat vették célba, nem pedig az Arethusát, mivel ezúttal a brit cirkálók a rombolók mögött maradva alig voltak kivehetők a párában. A két felé tartó torpedó kikerülése miatti manőverek után ismét megszakadt a harcérintkezés. Retzmann ekkor úgy határozott, hogy a nyugati irányban sejtett Mainz irányába tereli a köteléket, 12:27-kor azonban újabb ellenséges erők tűntek fel a jobb oldalon és az újabb harcok miatt egyre inkább északnak szorult. A brit feljegyzések szerint azonban a Straßburg által említett utóbbi egységek nem beazonosíthatók, mivel a jelzett helyen nem tartózkodtak hadihajóik és ebben az időpontban vívott harcról egyik hajójuk sem számolt be. Csaknem egyidőben a Straßburg távozásával botlott a nyugatról érkező Mainz az Arethusába, mely röviddel ezelőtt még a Straßburggal harcolt.

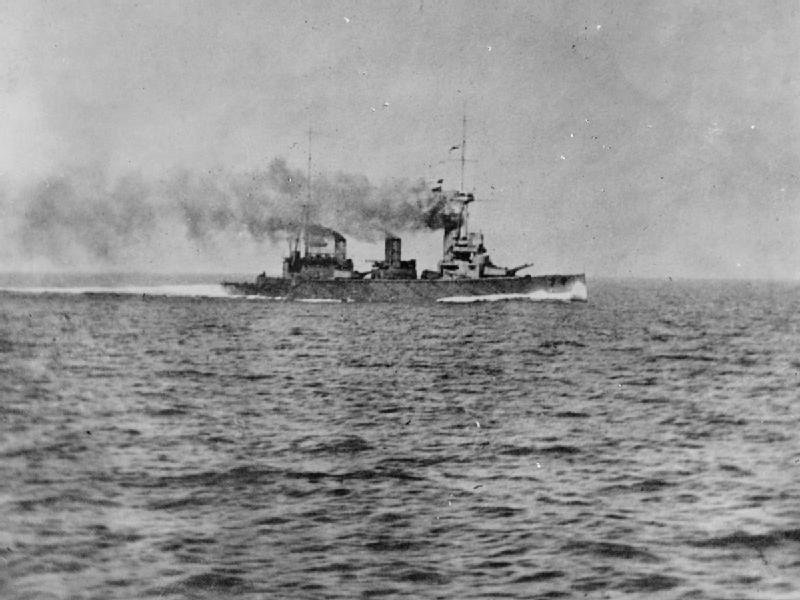
A New Zealand csatacirkáló a Helgolandi-öböl felé tart a csata napján

A 40 mérföldre (65 km) északnyugati irányban lévő Beatty a beérkező üzenetek alapján követte az eseményeket. Jelentése szerint 12:00-kor (11:00 GMT) a kötelékét három tengeralattjáró is megtámadni készült, de a kísérő négy romboló közbeavatkozása megakadályozta őket ebben. Valójában csak téves észlelésekről volt szó, mivel a közelében nem volt egyetlen német tengeralattjáró sem. 12:35-re Tyrwhitt erői még mindig nem teljesítették az előre eltervezett feladatukat és visszavonultak attól tartva, hogy a dagály miatt a nagyobb német hajók is kihajózhatnak már és bekapcsolódhatnak a küzdelmekbe. Beatty bizonytalan volt, mert nem tudta pontosan milyen német hadihajók vesznek részt az ütközetben. Csak annyit tudott, hogy a segélykérő üzenetekben egy nagy cirkálót is említettek és ő nem akarta kockáztatni értékes csatacirkálóit. Zászlóstisztjéhez (Flag officer) a Lion parancsnokához fordulva állítólag így szólt: „Támogatnom kellene Tyrwhittet, de az ország nem bocsátja meg nekem, ha elvesztek egy ilyen értékes hajót”. A zászlóstiszt, Chatfield sorhajókapitány amellett érvelt, hogy mindenképp segíteniük kell és sikerült meggyőznie Beattyt. Az öt csatacirkáló kelet-délkeletnek indult teljes gőzzel abban az előre meghatározott sávban, melyet a hajnali órákban a kapitális hajók bevetése számára a Lurcher és Firedrake rombolók átvizsgáltak aknák után kutatva. Ekkor egy órányi hajóútra voltak az összecsapás helyszínétől. Bár a németekénél jóval erősebb hajói nyilvánvalóan segíthettek kimenteni a bajból a könnyű erőket, Beatty számára fennállt annak lehetősége is, hogy torpedótalálat érheti valamelyik csatacirkálóját vagy német csatahajókkal futnak össze és emiatt veszhet oda egyik vagy másik a fontos hajótípusból.

##### AMainzharca

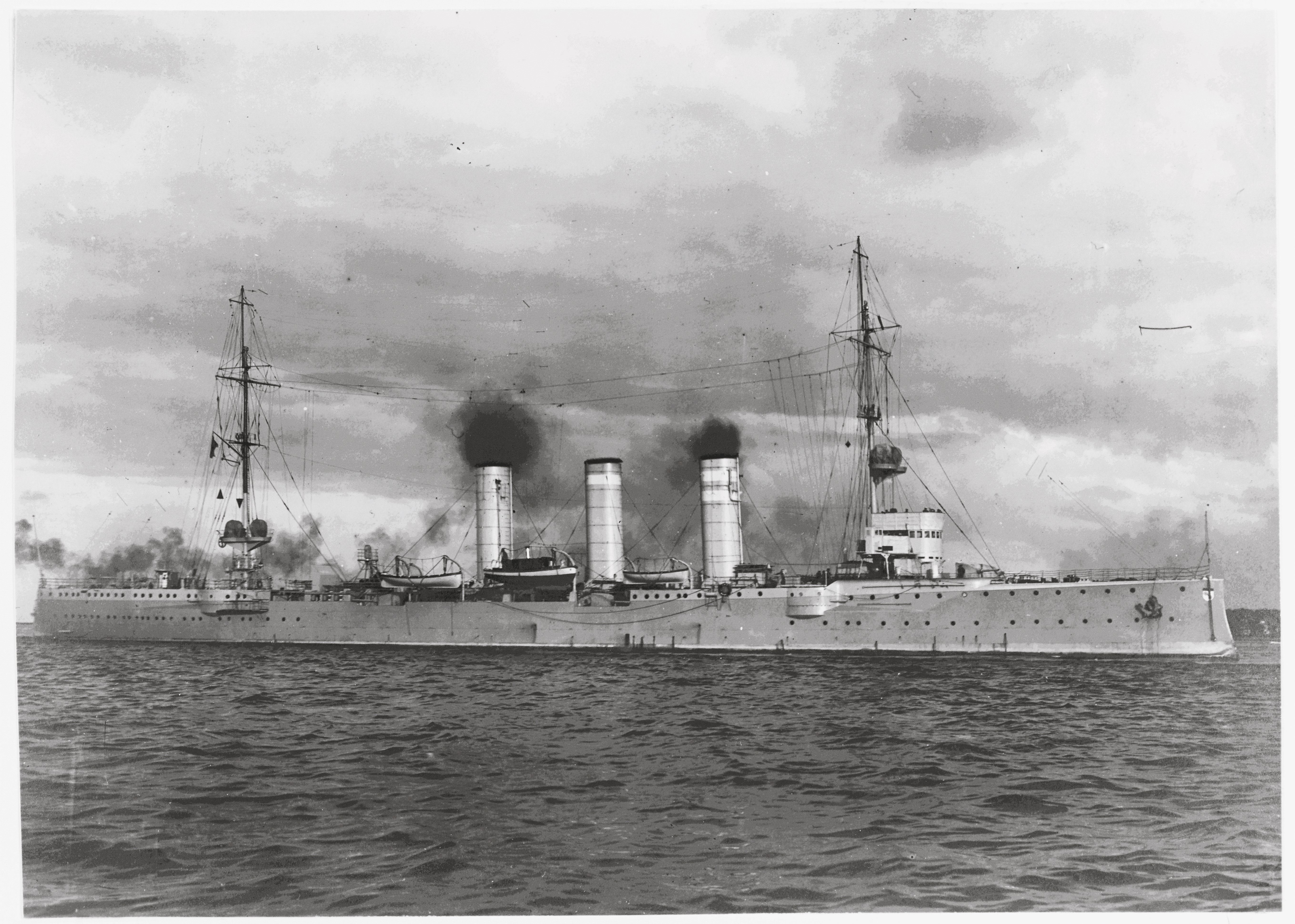
A Mainz 1910-ben

A 10:00-kor érkező kifutásra felszólító parancs a Mainzot már felfűtött kazánokkal érte, mivel ezeket már az őrhajóktól érkező első riasztáskor gőz alá helyezték. A Mainz így azonnal felvonhatta a horgonyt és útnak indulhatott.
Az Ems torkolatánál tartózkodott ekkor még a III. rombolóflottilla is, melynek egységei közül hat tartózkodott a borkumi révnél, míg a másik négy egység – köztük a flottilla vezérhajója – szénfeltöltés végett Emdenbe hajózott. Az itt maradt hat romboló parancsnoka, Theodor Riedel sorhajóhadnagy már 08:40-kor elrendelte a kazánok felfűtését és a turbinák készenlétbe helyezését. A Mainz útnak indulásakor Riedel megkérdezte a cirkálót, hogy vele tartson-e a rombolóival, mire azt a választ kapta, hogy a flottillának az Ems torkolatának védelmezése a feladata, ezért nem tarthat vele. Erre a G 169 és a G 172 azonnal a torkolat külső részéhez hajózott ki, hogy a bejáratot felügyeljék.
A Mainz kifutásakor tiszta volt az idő az Emsnél. Eleinte északi irányba haladt, hogy minél nagyobb esélye legyen az ellenséges hadihajók visszavonulási útvonalának elvágására. Borkumról egy repülőgépet is útnak indítottak ebbe az irányba, hogy felderítse előtte a terepet, de ez már rövid idő múlva visszatért. A többi könnyűcirkáló jelentése alapján úgy tűnt, hogy legnagyobb sebességgel az északi irányt tartva képes lesz bekapcsolódni a küzdelmekbe 12:30 körül. A levegő azonban egyre párásabb lett, ami a tisztek megállapítása szerint is növelte az ellenség által végrehajtható meglepetésszerű, túlerővel végrehajtott támadás kockázatát, de emiatt nem állt szándékukban változtatni az eredeti elhatározáson. A német értékelés szerint a cirkáló parancsnoka ezzel együtt is helyesen járt el, mivel a visszavonulási útvonala biztosítottnak látszott.

###### Harc az 1. rombolóflottillával

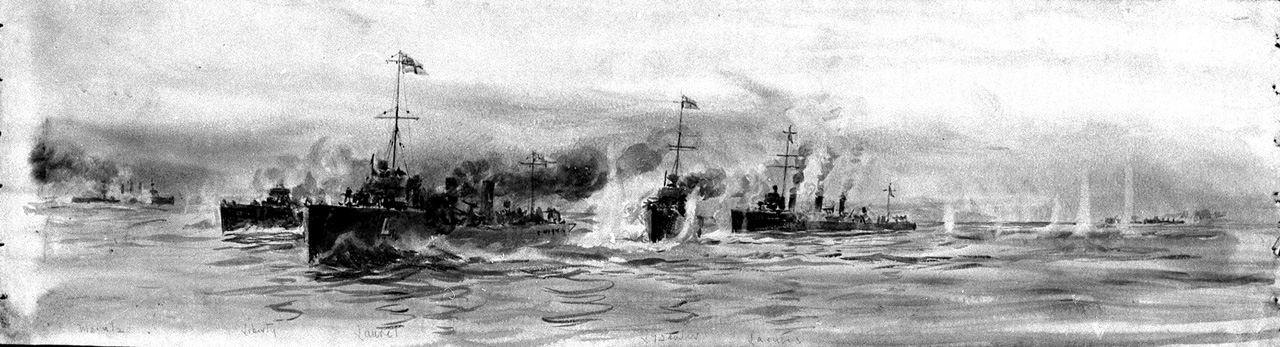
L-osztályú brit rombolók a Mainz tüzében a helgolandi csata során
(William Lionel Wyllie alkotása)

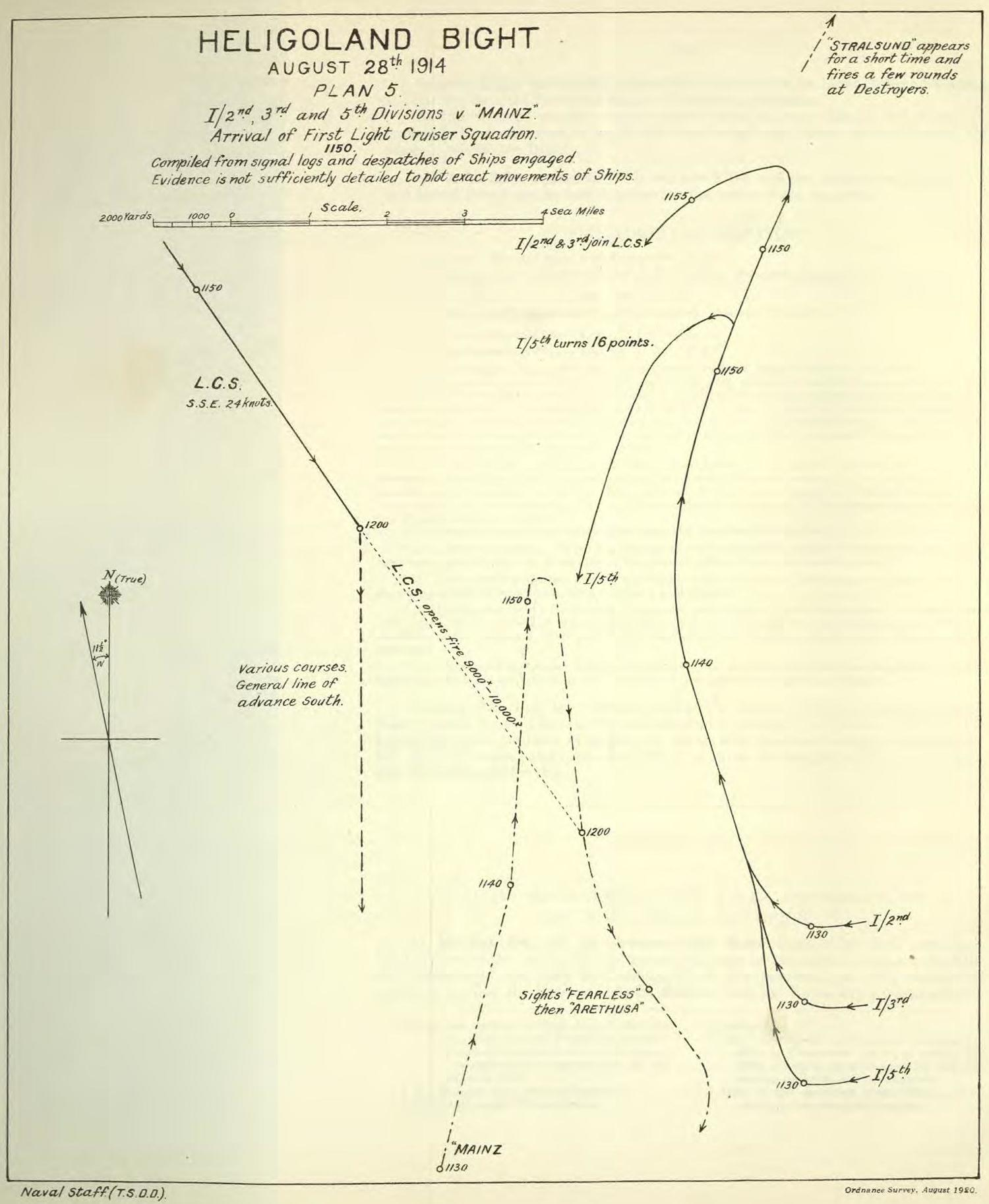
A Mainz harca brit vázlat alapján
első rész (kb. 12:30–13:05 KEI)

12:30-kor északkeleti irányban, 7000 m távolságra feltűnt az Arethusa nyolc romboló társaságában és ugyanekkor a britek is észlelték a Mainzot. (Lásd: Német térképvázlat a Mainz elvesztéséről) E brit kötelék harca a Straßburggal alig negyed órával ezelőtt hat tmf-re innen szakadt meg. A 2., 3. és 5. divíziók 11 rombolója 4-5 mérfölddel az Arethusa előtt járt, mivel a Straßburg elleni első összecsapás után, 12:05-kor előrehajóztak nyugati irányba és ők észlelték elsőként a Mainzot. A teljes jobb oldali tüzérség bevethetőségének érdekében a Mainz kissé balra, észak-északnyugatnak kanyarodott.
A brit rombolók is hasonló megfontolásból sorba rendeződtek és északi irányt vettek fel. A formációt a 2. divízió vezette az Ariellel az élen, majd a 3. és 5. divíziók következtek. Mind a 11 romboló tüzet nyitott rá, amire a Mainz is válaszolt gyorsan belőve magának a helyes távolságot. A brit rombolók ezzel szemben a nagy lőtávolság és a lövedékek leérkezésének nehéz kivehetősége miatt nem tudtak hatékonyan tüzelni. Az Ariel jobbra kanyarodva előbb északnak, majd északkeletnek vezette a divíziókat. A britek folytatták a Mainz hatástalan lövetését, míg ellenben annak lövedékei folyamatosan körülöttük csapódtak be.
12:35 és 12:50 között a Ferret, a Defender és a Phoenix torpedókat lőttek ki, de nem találtak célt. A brit kommentár szerint erre kevés esély is volt, mivel egyetlen hajóra lőtték ki őket és nyilvánvalóan nagyobb lett volna a találati esély, ha egy sorban haladó raj lett volna a célpont. A jelentős számbeli fölényük ellenére (11 az 1 ellen) a rombolók a fegyverzetük korlátait túl erősnek érezték ahhoz, hogy felvegyék a harcot egy könnyűcirkálóval, ezért kitértek a harc elől és növelni igyekeztek a Mainztól való távolságot, hogy az ágyúinak hatókörén kívülre kerüljenek.
12:40-től 12:50-ig a Mainz – a brit leírás szerint – lényegében üldözte (sic!) az 1. flottillát északi irányba, mely időnként kis mértékben jobbra kanyarodott a távolság növelése érdekében. A brit rombolók számára nagy veszélyt jelentett volna, ha a kazánjaik vagy a hajtóműveik megrongálódtak volna, de szerencséjükre nem érte őket ilyen sérülés a nagy mennyiségű közvetlen mellettük becsapódó lövedék ellenére sem. Az üldözés közben a Mainz egyre inkább eltávolodott a fő flottillák nyugati irányú visszavonulási útjától, ami nagy jelentőséggel bírt, mivel ha találkozott volna a többi német cirkálóval (Stralsund, Stettin, Ariadne, Cöln és a 12:50-kor az 1. divízióval harcban álló Straßburggal), akkor ezek egyesült erővel léphettek volna fel és ez megpecsételhette volna az Arethusa sorsát.

###### Goodenough cirkálóinak bekapcsolódása a küzdelembe

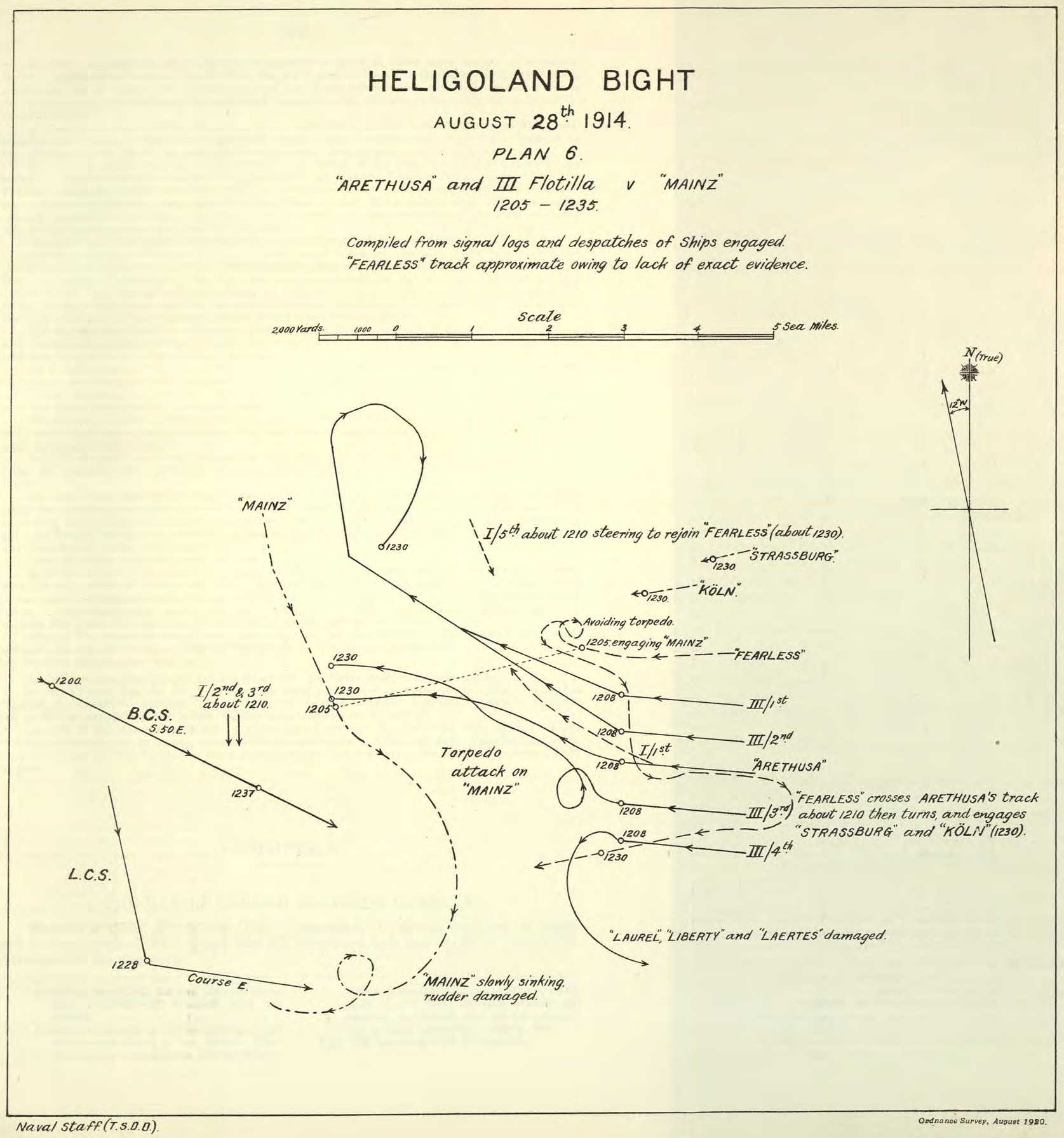
A Mainz harca brit vázlat alapján
második rész (kb. 13:05–13:35 KEI)

12:45-kor a Mainzról hirtelen sűrű füsttömeget észleltek északnyugaton és ezt percekkel később három Town-osztályú cirkálótól eredőként azonosították. A Mainz azonnal éles jobbfordulóba kezdett és délnyugati irányba igyekezett kitérni a túlerő elől. A brit rombolókról csak 5 perccel később, 12:50-kor észlelték az előttük balra a ködből előbukkanó cirkálókat rombolókísérettel, melyek dél-délnyugati irányba tartottak nagy sebességgel negyedvonalban (? – quarter line). Ezek Goodenough cirkálói (valójában négyen: Southampton, Birmingham, Falmouth, Liverpool) voltak Keyes hozzájuk csatlakozott két rombolójával (Lurcher, Firedrake) és a Beatty által küldött azon parancs értelmében tartottak ebbe az irányba, hogy nyújtsanak támogatást Tyrwhittnek. A brit flottilla hajóin először nem tudták, hogy ellenséges vagy saját cirkálókkal futottak-e össze, miután azonban britekként azonosították őket előbb 12:55-kor a sorban utolsó, 5. divízió indult a Mainz után éles bal fordulóval, annak bal oldalára helyezkedve, majd röviddel rá a két élen haladó divízió (2. és 3.) nagyobb ívben szintén balra kanyarodott és sorolt be a németek jobb oldalán helyezkedő cirkálók mögé.
A Mainz csaknem egyenesen Goodenough cirkálóraja előtt bukkant fel és ezek 10 000 yard (9200 m) távolságról tüzet nyitottak rá az orrlövegeikkel. A lövedékek már a kitérő manővere közben záporozni kezdtek a német cirkáló közelében. A brit cirkálók pár percen át közelíteni tudtak hozzá és a Mainz hamarosan elszenvedte az első találatokat, melyek a hátsó felépítményén és a középfedélzetén érték. A teljes sebességre gyorsító Mainz ezután délkeleti irányba eltávolodott Goodenough cirkálóitól és látótávolságukon kívülre került. Egyedül az éles fordulót végrehajtó 5. divízió maradt a nyomában. A német cirkálóról egy ideig még látták az ellenséges cirkálók torkolattüzeinek felvillanását, de röviddel ezután már a torkolattüzek sem voltak láthatók és a Mainz 25 csomós sebességgel haladt nagyjából délnyugati irányba az Ems torkolata felé, erős füstöt húzva maga után. Míg ebbe az irányba haladt, 13:05-kor tüzet nyitott rá a kelet felől felbukkanó Fearless könnyűcirkáló. A Mainz közben leadott egy rádióüzenetet, melyben ellenséges páncélos cirkálók által való üldözéséről számolt be és ennek hatására riadóztatták a német csatacirkálókat.

###### A 3. rombolóflottilla bekapcsolódása a küzdelembe

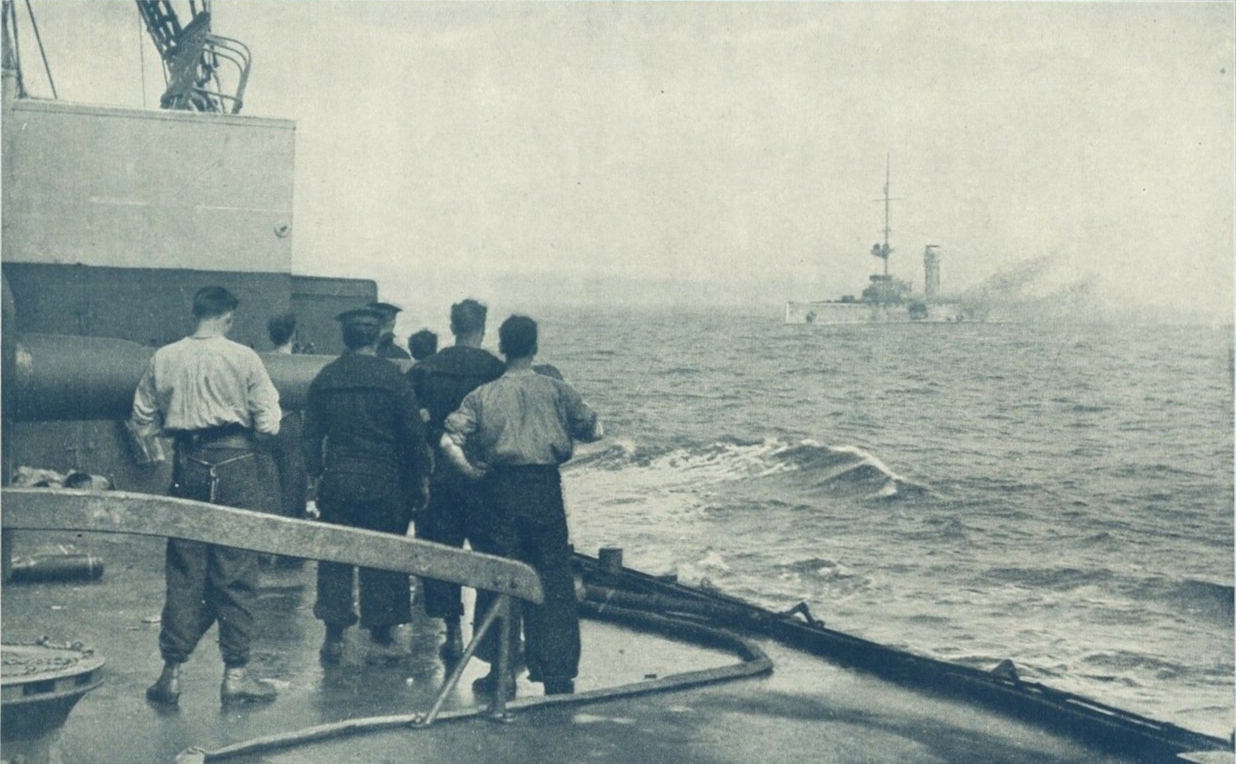
A lángokban álló Mainz egy brit hadihajóról fényképezve…

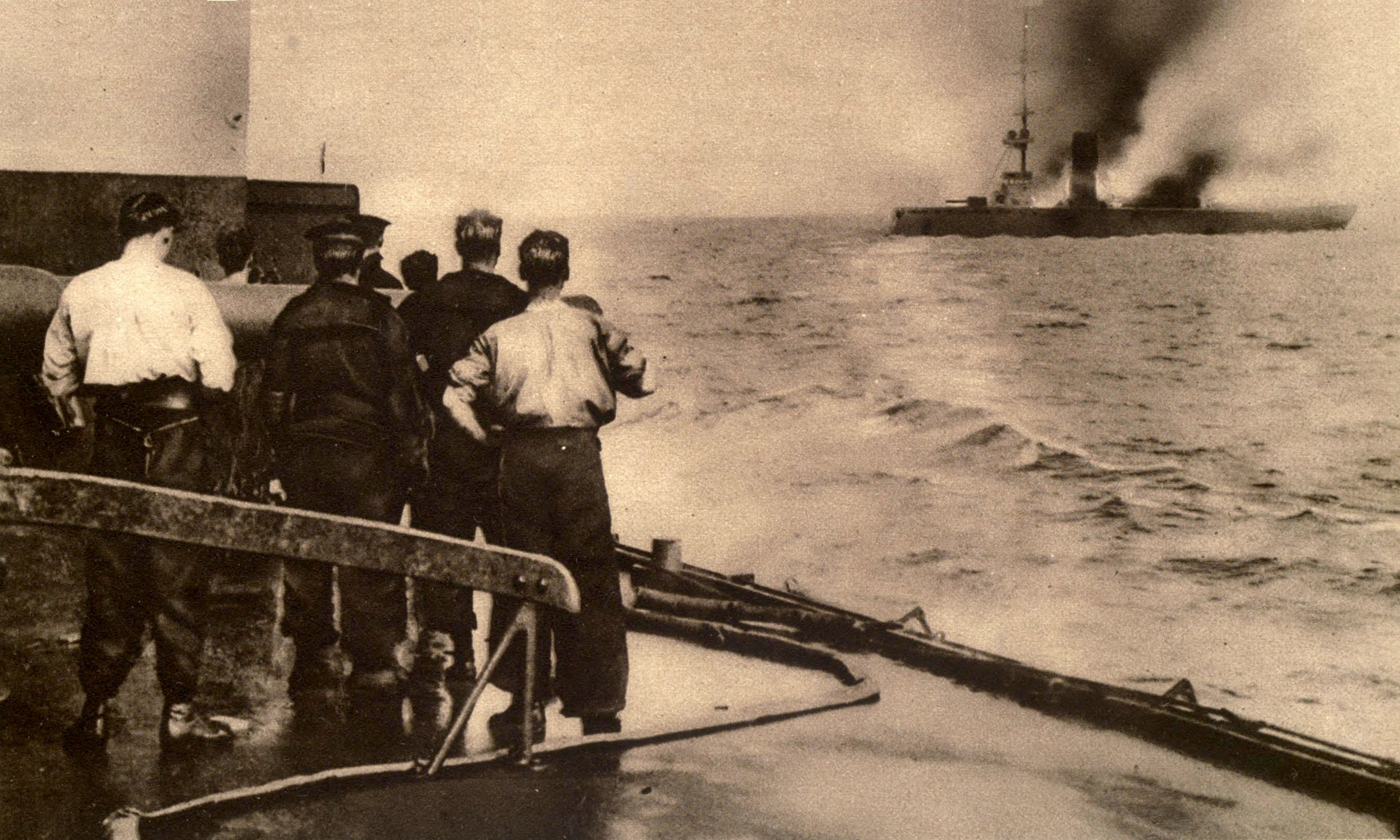
… és ugyanaz a kép, nyilvánvalóan propaganda célokból retusálva

A nyomasztó túlerő elől déli irányba kitérni és az Ems torkolatát elérni igyekvő Mainztól balra egyvonalban felbukkant ekkor a 3. rombolóflottilla, mely a Fearless előtt, attól délebbre haladt és tűzharcba keveredett a német cirkálóval. Ez az egység miután 12:40-kor (11:40 GMT) a Straßburg északnak tért ki, újrarendeződhetett az Arethusa védelmére és ezt követően folytatta nyugati irányú útját.
A csapdába került Mainz kormánylapátja a német beszámolók szerint 13:00-kor hirtelen beragadt, feltételezhetően egy a Fearless-től elszenvedett találat következtében. A kormányművek átvizsgálása során mindent rendben találtak, ennek ellenére a kormánylapátot továbbra sem lehetett kimozdítani jobb oldali 10°-os állásából vélhetően azért, mert elgörbült. Kompenzálandó a kormányállást leállították a bal oldali hajtóműveket, hátha így egyenes irányban tudnak haladni, de a Mainz ennek ellenére is lassan jobbra kanyarodva haladt. Ezzel egyidőben érkezett a jelentés a hajóhídra, miszerint három löveg a teljes kezelőszemélyzetével együtt harcképtelenné vált. A Mainz manőverképtelensége miatt Goodenough cirkálói valamint az Arethusa és a kísérő rombolói is meg tudták közelíteni és lövéshez jutottak, így a Mainz már 6 cirkálóval és 16 rombolóval állt szemben.
A 3. flottilla Arethusától jobbra helyezkedő 1. és 2. divíziói északnak kanyarodva közelítették meg és az Arethusával együtt tüzet nyitottak a manőverképtelen német cirkálóra. A 3. flottilla 3. divíziója és az 1. flottilla 1. divíziója, mely egységek az Arethusától balra illetve mögött haladtak, amennyire csak tudtak szétbontakoztak annak érdekében, hogy ne gátolják az Arethusát és egymást a tüzelésben. A 3. flottilla 4. divíziója a bal szélen balra kanyarodott és déli irányra állva közelített a Mainz felé, hogy torpedótámadást kíséreljen meg ellene. A tűzharc többnyire 4000–5000 yard (kb. 3600–4500 m) távolságból folyt. és a britek ezúttal hamar elkezdtek találatokat elérni a német cirkálón.
A németek úgy ítélték meg, hogy már csak a rombolók ellen tudnak sikereket felmutatni és ezért a tüzüket rájuk összpontosították. A 3. flottilla 4. divíziójának rombolói merészkedtek hozzá ekkor a legközelebb, 5000 yardnyira (4500 m) torpedótámadás végrehajtás céljából  és csak 15 csomóval haladtak, így a Mainz őket vette célba. Az élen haladó Laurelt már az első sortüzével eltalálta és a negyedik sortüzével lángra lobbantotta a 2. számú lövegénél előkészített lyddite-lövedékeket. Az ezt követő robbanás a löveget és összes kezelőjét kiiktatta, a hátsó kéményének felét letépte és több más súlyos kár okozása mellett súlyosan megsebesítette a hajó parancsnokát. A hátsó kémény csonkjából és a gépteremből előtörő füst teljesen elborította a rombolót és ezzel meg is mentette, mivel a németek így nem tudták tovább célozni rá.
A Mainz ezután a Laurelről a mögötte haladó Liberty-re helyezte át a tüzét és számos találatot ért el rajta. A lövedékek főleg az elejét érték, ellőtték az árbócát, a hídja súlyosan megsérült és a parancsnoka életét vesztette.
Ezt a két rombolót akkor érték a találatok, miután 2-2 torpedót lőttek ki és ezt követően épp elkanyarodtak a Mainztól. A sorban harmadik Lysandernek balra kellett kitérnie, hogy össze ne ütközzön az előtte megálló Liberty-vel, és ennek következtében épp elkerülte a Mainz egyik sortüze. A divízió sorban utolsó rombolója, a Laertes egy torpedó kilövése után pont belefutott ugyanebbe a sortűzbe és találatokat szenvedett el. A távolság ekkor mindössze 4000 yard (3600 m) volt, a német ágyúk pedig olyannyira pontosan voltak kalibrálva, hogy a Laertes négy külön találatot kapott a Mainztól: egy a vízen megpattanó lövedék érte az orrát, a második a 2. számú kazántermét, a harmadik a középső kéményének tövét és a negyedik hátul a parancsnok kabinját. A kazánjából az összes víz elfolyt és a romboló megállt, elvágva a szétszóródott divíziójának többi egységétől.
Ugyanakkor a Mainz ágyúi egymás után némultak el és 13:20-ra már a legtöbb használhatatlan lett, a felső fedélzet romhalmazzá vált, a lőszerellátás akadozott és különböző helyiségeket kellett kiüríteni a füst miatt. A jobb oldali hajtómű már csak félgőzzel működött. Ekkor (13:15) érte egy torpedótalálat a bal oldalán középen, nagyjából a négyes számú fűtőterem magasságában. A találat következtében használhatatlanná vált a kommunikációs berendezések nagy része. Paschen fregattkapitány ekkor adta ki a parancsot a hajó elsüllyesztésére és elhagyására való felkészülésre, majd elhagyta a parancsnoki állást. Pár pillanattal később az őt kísérő báró Friedrich Karl von Maltzahn sorhajóhadnaggyal, a navigációs tiszttel együtt elesett az ellenséges tűzben. Az utolsó kiadott parancsok csak a legközelebbi harcállásokig jutottak el és emiatt csak részben hajthatták őket végre.

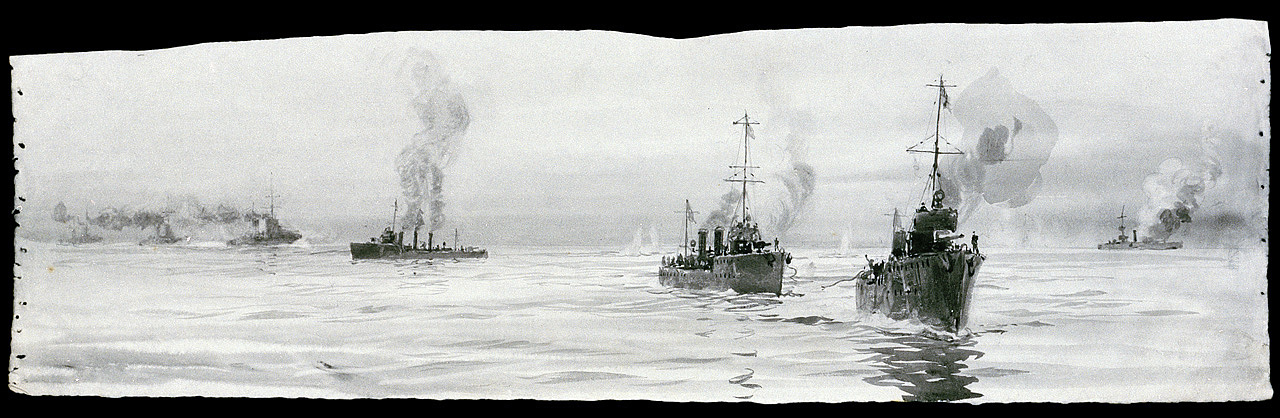
L-osztályú rombolók és a 'Lion', 'Queen Mary', és a 'Princess Royal' csatacirkálók a 'Mainz'-cal a helgolandi csatában, 1914. augusztus 28-án
(William Lionel Wyllie alkotása)

Közben beérték Goodenough cirkálói és a hozzá csatlakozott rombolók is. A Southamptonon lévő egyik szemtanú, Stephen King-Hall így emlékezett az immár egyoldalúvá vált harcra:
„Lefelé [délnek] tartva közelítettünk hozzá, miközben minden egyes sortüzünkkel célba találtunk. Sárga lángok és füst borította el, amint a lyddite egész hosszában robbant. A két hátsó kéménye megroskadt és összedőlt. A belső tüzekre utaló vörös izzás volt látható az oldalán tátongó sebeken át.”
A hajóhídon később megjelenő első tiszt a parancsnokságot átvéve – és nem tudva az elhunyt parancsnok utolsó utasításairól – a maradék két ágyúnak a harc folytatására adott utasítást és megpróbált torpedók bevetésével eredményeket elérni. Összesen három torpedót lőtt ki, egyet a bal oldali vetőcsővel az egyik cirkálóra, kettőt a jobb oldali vetőcsővel a rombolókra, de célt egyik sem talált. Miután a Mainz ágyúi korábban elnémultak, a britek is felhagytak a tüzeléssel. Azonban mikor a német lövegek az első tiszt parancsára ismét működésbe léptek, ők is folytatták a Mainz lövetését.
Végül a Mainznak már csak a jobb oldali ötödik lövege adott le lövéseket, azokat is csak nagy időközönként, mert egyetlen megmaradt lövegkezelője működtette. A német beszámolók szerint brit oldalon ekkor tűnt fel két csatacirkáló, melyek szintén tüzet nyitottak és egy 343 mm-es lövedékük a középső fedélzetet érte, de fel nem robbant. A brit feljegyzések szerint azonban a Mainztól északra keleti irányba elhaladó csatacirkálóik látva, hogy a Mainz már menthetetlen, nem nyitottak rá tüzet. Időközben az első tiszt értesült a korábban kiadott parancsról a hajó elsüllyesztésére és elhagyására való felkészülést illetően, amit 13:35-kor ő maga is kiadott. Habár ezúttal az egész hajón végigfutott a parancs, az nem jutott el az alsóbb termekbe, így az itt tartózkodók csak akkor jöttek fel a fedélzetre, mikor 10 perccel később az ellenség már beszüntette a tüzelést. A bal oldali gépteremben és a torpedókamrában még ez előtt megnyitották a fenékszelepeket.

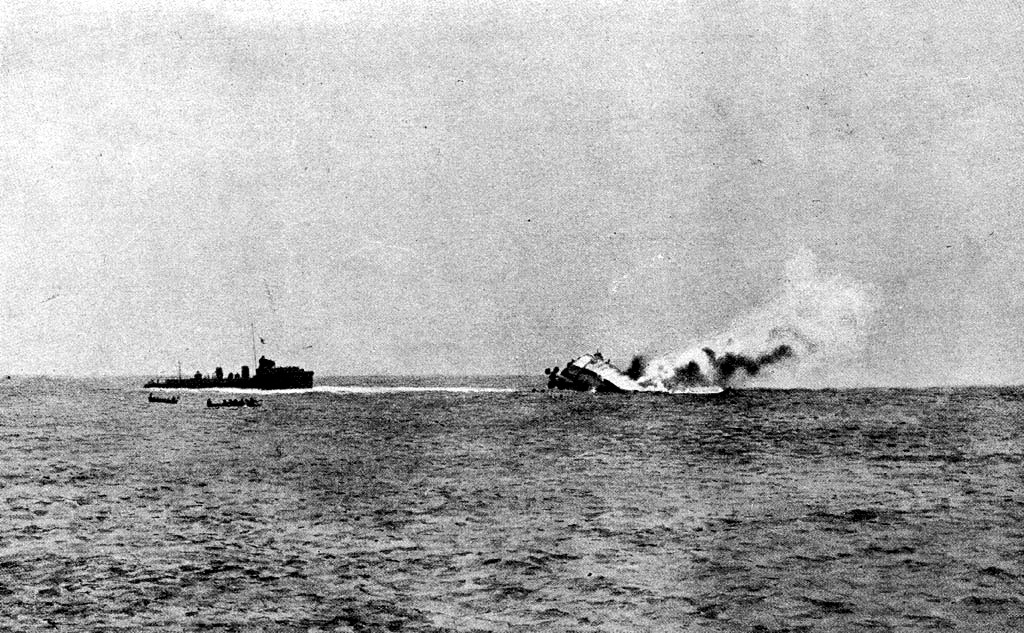
A süllyedő Mainz, mellette a mentést végző egyik brit romboló

Goodenough 13:25-kor a lövetés beszüntetésére adott parancsot, amit követően a Liverpool valamint a Firedrake és Lurcher rombolók közelíteni kezdtek a Mainzhoz, hogy a túlélőit kimenekítsék. A német cirkálóhoz elsőként odaérő Lurcher a tatjához manőverezett és nagy erőkkel látott hozzá a túlélők kimentésének. A hajó az elszenvedett kb. 200-300 találat ellenére sem dőlt még meg eddig, ami elsősorban a teli szénraktárainak volt köszönhető. Mindössze az orra süllyedt meg valamennyire. A hajó fedélzet feletti, teljesen szétlőtt részei szörnyű állapotban voltak, mindenütt holttestek és emberi maradványok hevertek. Számos sebesültet sikerült az alsó termekből feljövők segítségével kimenekíteni és a rombolóra átjuttatni. A túlélők azon része, akik a hajó elülső felén voltak, nem tudták megközelíteni a brit rombolót a középen tomboló nagy tüzek miatt. Az egyik német tiszt, aki a sebesültek átszállítását felügyelte mozdulatlanul a hátsó fedélzeten maradt. Keyes átkiáltott neki, hogy nagyszerű munkát végzett, de már át kellene szállnia neki is. A német erre vigyázzba vágta magát, tisztelgett és a következőképpen felelt: „Köszönöm, nem.”
Még volt a fedélzetén pár túlélő, mikor 14:08-kor az orra még jobban megsüllyedt, a bal oldalára dőlt és egy pillanatra a hajócsavarja előtűnt a vízből, kis híján eltalálva a brit rombolót, majd 14:10-kor felvont hadilobogóval orral előre elmerült. A túlélői háromszoros hurrával búcsúztatták hajójukat. A vízbe esetteket a Liverpool és a Firedrake mentették ki, köztük a fiatal német tisztet is, akit Keyes a hajójára invitált. A Liverpool 87, a Lurcher 224, a Firedrake 33 főt mentett ki.
Mikor a Liverpool fedélzetén a Mainz hajótörötteinek egy csoportjával, köztük a tisztekkel csatlakozott Beatty kötelékéhez, az altengernagy a következő jelzéssel fogadta a hadifoglyokat: 
„Büszke vagyok, hogy ilyen bátor embereket üdvözölhetek a rajom [hajóinak] fedélzetén.”
A Mainz csatájának harci zaját hallották a III. flottilla rombolói is az Emsnél és a parancsnokuk felkészítette őket arra, hogy a látási viszonyok rosszabbodása esetén azonnal támadó szándékkal kihajóznak. Az időjárás azonban egyre tisztább lett. A G 169-re egy brit tengeralattjáró lőtt ki egy torpedót, de az nem talált. Három német romboló igyekezett elkapni a brit tengeralattjárót, de nem jártak sikerrel. A flottilla egyik egysége ezután 14:50-kor észlelt észak-északnyugati irányban egy cirkálót és két rombolót, melyek délnyugatnak tartottak nagy sebességgel. Mivel nem állt rendelkezésükre támogató cirkáló, a brit kötelék elleni fellépésről le kellett mondjanak.

##### Tyrwhitt flottilláinak újrarendeződése
Tyrwhitt látva a süllyedő, lángokban álló Mainzot visszarendelte magához a Fearlesst és a szétszóródott rombolóflottillákat, hogy velük együtt folytassa a nyugati irányú visszavonulását. Tyrwhitt és a 3. flottilla 3. divíziója között déli irányban voltak a súlyos sérüléseket szenvedett Laurel és Liberty rombolók, a közelükben volt a mozgásképtelen Laertes. Az Arethusától északra voltak a 3. flottilla 1. és 2. divíziói. A Fearless az 1. flottilla 5. divíziójával innen északra volt, ahol a Mainz-cal vívott 5-10 perces tűzharcot, majd a 3. flottilla délnek tartó 4. divíziója az Arethusa mögött haladt el 12:10 körül, mikor feltűnt Goodenough 1. könnyűcirkálóraja és biztosította a Laertest, melyet a Lapwing próbált vontába venni.

##### A német reakció aMainzellenséges páncélos cirkálókról szóló jelentésére
A Mainz 13:03-kor még jelenteni tudta, hogy ellenséges páncélos cirkálókkal került harcba (vagy legalábbis észlelte ilyen ellenséges egységek jelenlétét, melyek valójában csatacirkálók voltak). Ez az – amúgy téves – információ tette világossá a német flottavezetés számára, hogy nem egy egyszerű előőrsök közötti összetűzés zajlik, hanem egy nagy hadihajók közreműködésével végrehajtott hadművelet. Emiatt a von der Tann és Moltke csatacirkálók parancsot kaptak a Wilhelmshaven előtti Schillig-rév mellől való kifutásra. Ezzel egyidejűleg Hipper zászlóshajója, a Seydlitz is felvonta a horgonyt a wilhelmshaveni révnél, a Blücher páncélos cirkáló pedig parancsot kapott a hozzá való csatlakozásra.
A páncélos cirkálókról szóló jelentés Hermann Bauer korvettkapitányt, az I. tengeralattjáró-flottilla (I. U-Flottille) parancsnokát is arra sarkallta, hogy fellépjen. Eddig Wilhelmshavenben várakozott és a Stettin fedélzetén tartózkodó Otto Feldmann korvettkapitánynak, a II. tengeralattjáró-flottilla parancsnokának meglátásaira hagyatkozott. A páncélos cirkálók felbukkanásáról szóló hírek azonban meggyőzték a közbeavatkozás szükségességéről, de ehhez számára már túl késő volt. Tengeralattjáróinak az ellenséggel való találkozáshoz nyugatnak kellett volna egyből haladniuk, nem pedig a Helgoland és Weser közötti szakaszon felállni, mint ahogy az előzetes tervek egy brit betörés esetén tartalmazták és ahogy Bauer is eljárt.
A Stettin 14:00-kor észlelte a Lion-osztályú csatcirkálókat és ezek elől visszavonult Helgolandra. A tengeralattjárók ellenük való bevetése nem volt kivitelezhető a 35 tmf-es távolság miatt.
Az Ariadne 11:25-kor kapott utasítást a felderítő erők parancsnokától a Jade melletti előretolt pozíciójából útnak indulni a harcban álló erők támogatására.
13:30-kor a német könnyűcirkálók mozgása a következőképpen alakult: Legtávolabb a partoktól a Straßburg volt a 117 ε négyzetben, 30 tmf távolságra Helgolandtól, ahol cirkálókkal és rombolókkal vívott küzdelmet. A Cöln a szomszédos délebbre lévő négyzetben vívott harcot rombolókkal, ami alapján a hadvezetés feltételezte, hogy mindkettő ugyanazzal a brit kötelékkel csapott össze. Tőlük 20 tmf-re lemaradva volt az Ariadne, mely jelezte a Cölnnek, hogy segítségére érkezik, míg a Stralsund ugyanebben a négyzetben nyugati irányba tört előre. A Stettin (151 ε), a Kolberg (138 ε) és a Danzig (137 ε) mind nyugati irányba tartottak ekkor.

##### AStralsundharca az 1. cirkálórajjal

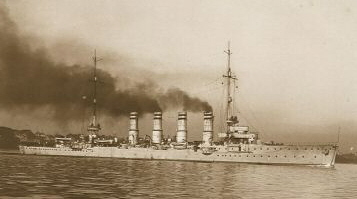
A Stralsund 1913-ban

A Stralsund 11:00-kor hagyta el a wilhelmshaveni zsilipet és a Seydlitz mellett való elhaladáskor a Cöln támogatására kapott parancsot. A Cölntől ekkor érkezett az a téves információ, miszerint a 132 ε és 133 ε négyzetek aknák által szennyezettek lehetnek. A felvonuló cirkálók kikerülték a jelzett területet, ami hozzájárult ahhoz, hogy nem tudtak egyesülni az ellenséggel való találkozás előtt.
A Straßburg által jelentett ütközet hírére a Stralsund feléje vette az irányt. A Jade torkolata előtt észlelt egy alámerült ellenséges tengeralattjárót, melyet tűz alá vett, de nem tudott benne kárt okozni. Előrehaladása közben a Cölnt nem tudta elérni, ellenben a Straßburgtól kellő információkat kapott ahhoz, hogy megpróbálkozhasson a rombolók mögé jutni délről és így a két könnyűcirkáló két tűz közé szoríthatta volna őket. Eközben elmulasztotta a jobbján lévő, de lassabb Stettin számára a hozzá való felzárkózást lehetővé tenni, így mikor hamarosan összetalálkozott az ellenséggel, ki kellett térnie annak túlereje elől. Előbb a jobb oldalán két vonásnyira észlelt ágyúdörejt, ami lassan áttevődött a bal oldalára, majd hamarosan megpillantották a torkolattüzeket. Ezek három, előtte sorban jobbra haladó brit cirkálótól (Goodenough rajától) származtak, de az általuk lövetett célpont a bal oldalukon volt és nem volt látható. A Stralsund azonnal kelet-északkeleti irányra állt, hogy bekapcsolódjon a küzdelembe és 14:06-kor 7200 m távolságból tüzet nyitott a hozzá viszonyítottan 280°-ra helyezkedő élen haladó brit cirkálóra, de a lövedékek leérkezését a pára miatt még nem lehetett megfigyelni. A brit cirkáló azonnal viszonozta a tüzet és az egyik első sortüzével elvágta a szikratávíró egyik kábelét, majd egy másik lövedéke a hajó oldalát érte, de nem robbant fel és semmilyen kárt nem okozott. A további találatokat ezután manőverezéssel sikerült elkerülnie. A három brit cirkáló ezután az addig támadott célpont lövetésével felhagyott és a Stralsund felé fordította figyelmét. A Stralsund ennek hatására kitérni kényszerült, de – a németek meglepetésére – a britek nem követték őket. A rövid tűzharc mindössze hat percig tartott.
A brit leírás szerint Goodenough cirkálóraja 14:10-kor (13:10 GMT) észlelte a négykéményes német cirkálót – a Stralsundot – délre a felszakadozott ködben, a német partok közelében. Ekkor az Invincible mögött volt ez a raj, a Liontól 4 mérföldre lemaradva. A brit könnyűcirkálók rövid tűzharcot vívtak vele, de a csatacirkálók nem adtak le lövéseket. Az üldözés elmaradását a britek azzal indokolták, hogy a német cirkáló pár perc után ismét eltűnt a ködben, ők pedig parancsot kaptak a visszavonulásra.
Ezekkel az eseményekkel csaknem egyidőben egy nyolc mérföldes körzetben három másik egymástól független összecsapás bontakozott ki, mely az Ariadne és a Cöln elvesztésével járt.

### Harmadik fázis – A brit csatacirkálók közbelépése

#### AzAriadneelvesztése

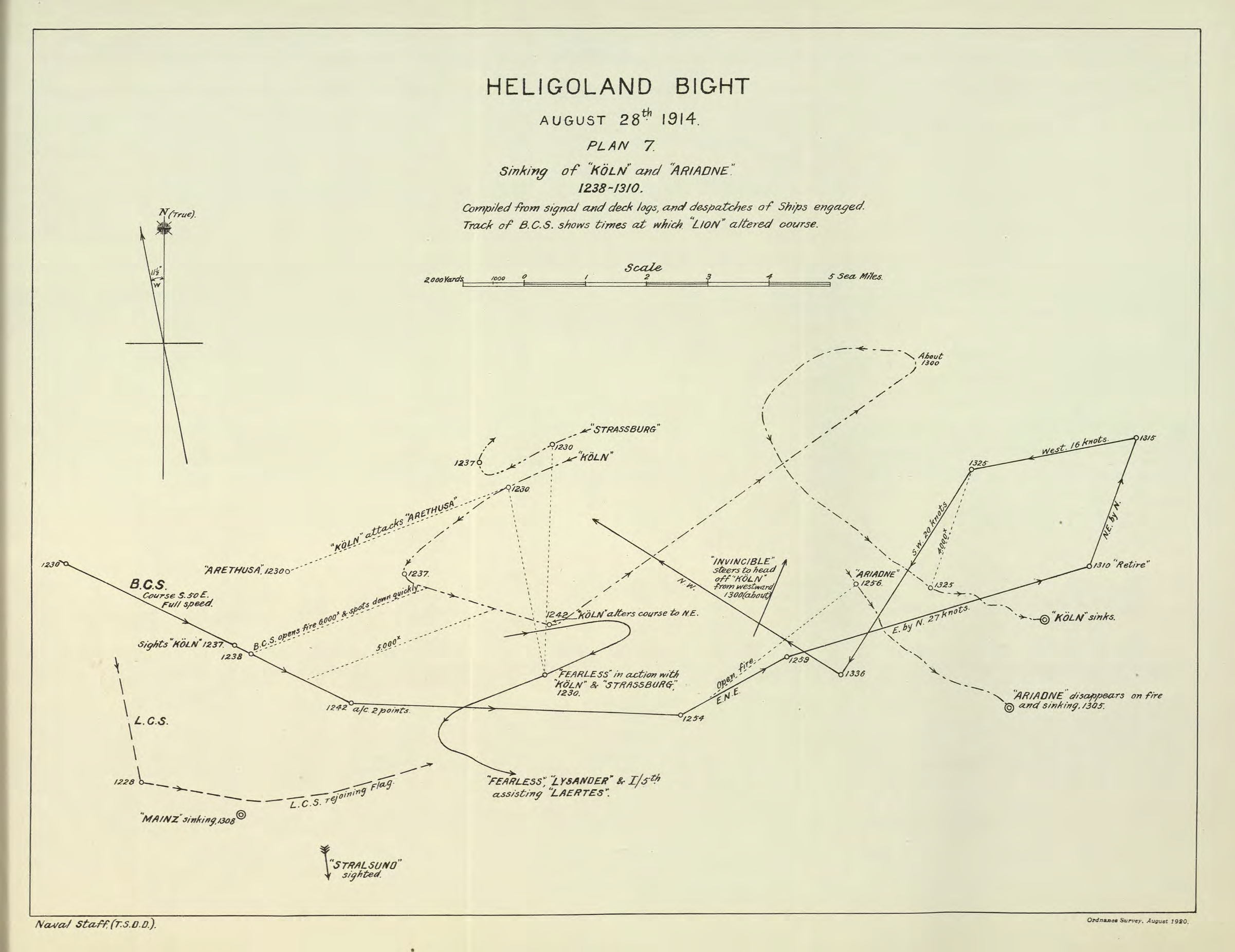
A Cöln és az Ariadne elvesztése (13:38–14:10 KEI)

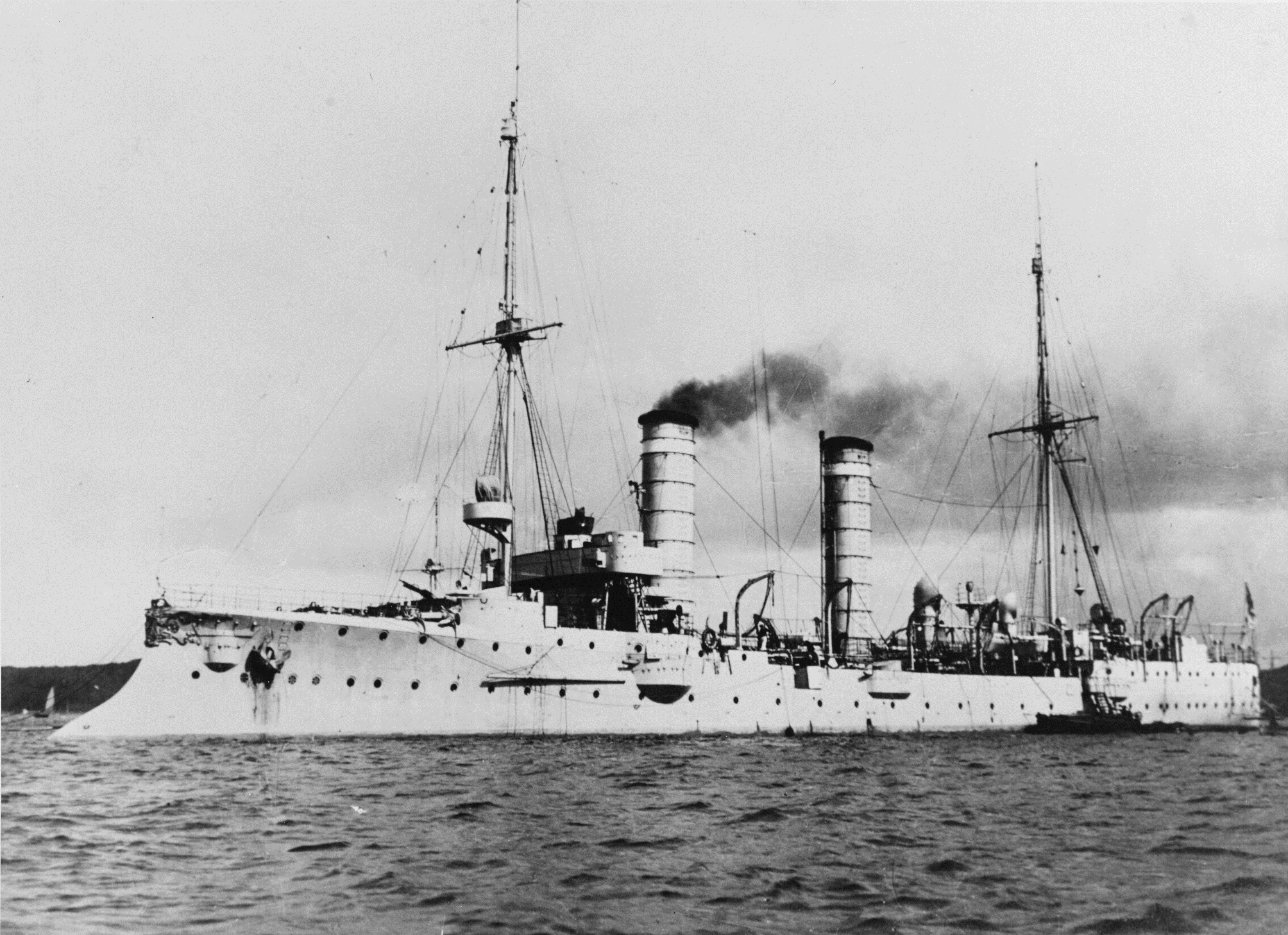
SMS Ariadne

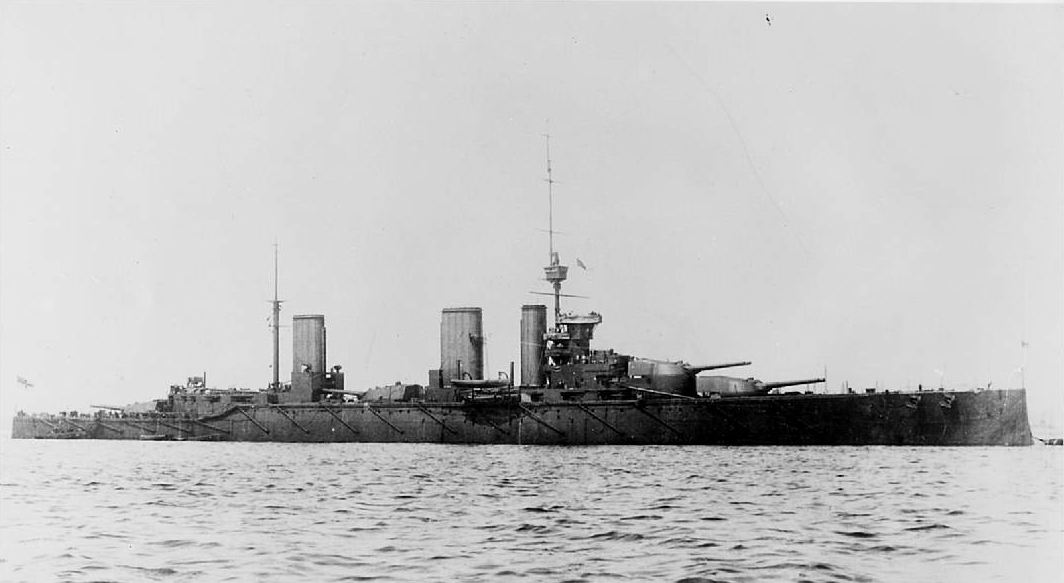
A Lion csatacirkáló, Beatty zászlóshajója

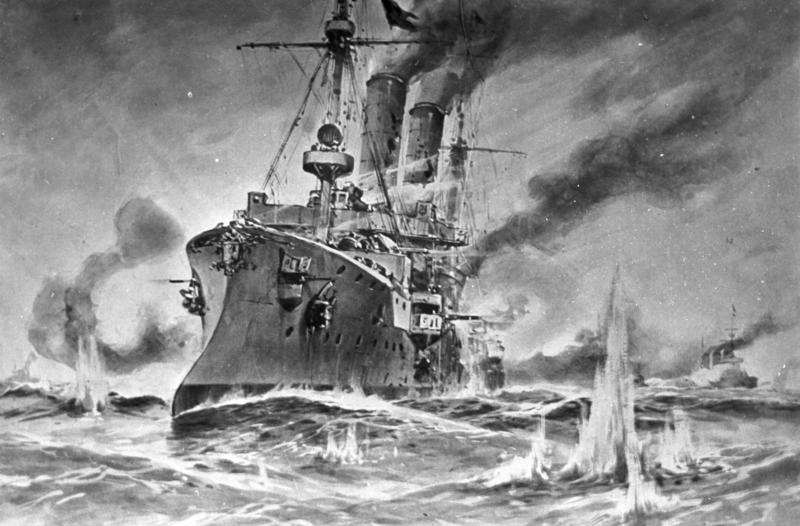
Az Ariadne cirkáló harcban
Willy Stöwer festménye

Az Ariadne augusztus 28-án reggel a Jade és a Weser kikötőflottillájának vezérhajójaként a Jade külső részénél horgonyzott. Amikor reggel meghallotta az ágyúdörejt (amit egy Helgolandtól délre folyó harcból eredőnek vélt) és a Stettin segélykérő üzenetét vételezte, kifutott, de visszafordult, miután a fegyverek zaja elnémult és a britek a rádiójelentések alapján nyugati irányba visszavonultak.
Amint visszaért a Jadéhoz, összetalálkozott a nagy sebességgel nyugati irányba kifutó Cölnnel, mely az Ariadnét és testvérhajóját, a Niobét támogatásul hívta. A Niobe ekkor Wilhelmshavenben volt szenet vételezni, így egyedül az Ariadne tarthatott vele. A jóval gyorsabb Cöln azonban hamar látótávolságon kívül került tőle. Hamarosan a Mainz és a Straßburg jeleit vételezte, miszerint ellenséges rombolókkal állnak harcban és feléjük vette az irányt. A rádiójelei alapján a Cöln is így tett. Útközben észlelt egy ellenséges tengeralattjárót – az E4-et –, mely azonban nem tudott lövési pozícióba kerülni. Röviddel ezután baloldalt elől ágyúdörejt hallottak és ebbe az irányba álltak. (Lásd: Német térképvázlat az Ariadne elvesztéséről) Röviddel 14:00 előtt két hajó bukkant elő a ködből, közülük az elől haladó nem válaszolt az azonosító jelre. Ezt a hajót csatacirkálóként [páncélos cirkálóként] azonosították és az Ariadne kitért előle.
Az észlelt csatacirkáló a Lion volt, mely eddig a Cölnt lőtte (lásd lejjebb) és már úgy ítélték meg, hogy ezt a célpontot láthatóan megbénították a rajta elért találatok, mikor a közvetlen előtte balról jobbra haladó, délkeletnek igyekvő Ariadne feltűnt. A csatacirkáló célpontot váltott és 12:56-kor nyitott rá tüzet, épp mikor szem elől veszítette a ködbe vesző Cölnt. Már az első két sortűzzel találatokat ért el rajta és erősen megdőlve tűnt el a ködben. Mivel nyilvánvaló volt, hogy süllyedőben van, Beatty nem követte, hanem visszatért a Cölnhöz.
Az Ariadnét ért első lövedék az elülső kazántermében robbant és begyújtotta a szénkészlet egy részét. A kazántermet a füst miatt ki kellett üríteni. Ezzel öt kazánja vált használhatatlanná és ezután már csak 15 csomós sebességgel tudott haladni.
A Lion mögött felbukkanó másik csatacirkáló fél órán át lövette az Ariadnét 5500, 4000, majd kb. 3000 m távolságokról.
Az Ariadne számos találatot kapott nagy kaliberű lövegektől. Több lövedék találta el a tatját, mely teljesen lángba borult. Az itt tartózkodók egy részét csak nagy szerencsével sikerült kimenteni. A hajó orra is számos találatot kapott, melyek közül az egyik a páncélfedélzetet átütve kiiktatta a torpedókamrát, míg egy másik a kötözőhelyiséget érte és az ott tartózkodók nagy részével végzett. Ellenben a hajó középső részét és a parancsnoki hidat szinte teljesen megkímélték a lövedékek. Ezek erős gyújtó hatása miatt a lakrészek hamar lángokban álltak és oltani nem lehetett őket, ráadásul a páncélfedélzet feletti vízvezetékek hamar használhatatlanná váltak.
14:30-kor a britek hirtelen nyugatnak tértek ki. Seebohm fregattkapitány meglátása szerint ennek oka az lehetett, hogy a lángokban álló tat nagy füstje miatt nem tudták kivenni a célpontot. Az Ariadne mindezidáig a még használható lövegeivel viszonozta a tüzet, a lövegek önállóan lőttek, miután mindenféle parancsközvetítés megszakadt. A harc során a gépterem, a hátsó kazánterem és a kormánymű ép maradt. Miután a tüzet nem lehetett megfékezni, a legénység a hajóorr mögötti részen gyülekezett és a sebesülteket is ide szállították. Seebohm fregattkapitány háromszoros hurrát vezényelt Őfelsége a császár személyére, ami után a túlélők elénekelték a Flaggenliedet és a Deutschlandliedet. Röviddel 15:00 előtt érkezett a helyszínre a Danzig majd a Stralsund és láttak hozzá a túlélők kimentésének. Még az Ariadne is vízre tudta tenni két kutterét, mivel a hajó középső részét, ahol tárolták őket, megkímélték a találatok.
Seebohm vontába akarta vetetni a hajóját, de az 16:25-kor hirtelen oldalára dőlt és felvont lobogóval átfordult. A hajógerinc még egy ideig ezután látható volt.

#### AStettintalálkozása a brit csatacirkálókkal

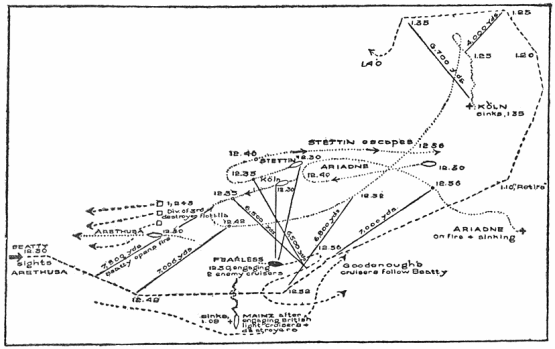
A csata utolsó fázisa
13:30 – 14:40 KEI (12:30–13:40 GMT)

A Stettin az első összecsapásokban való részvétele után Helgolandtól délre foglalt állást és osztotta ki az utasításokat a tengeralattjárók számára, majd 12:00 körül, mikorra a rádiója ismét használható állapotba került és az üzeneteket már tudta olvasni, ő is megindult a többi könnyűcirkáló által megcélzott terület felé. Az Ariadnét 13:40-kor pillantották meg a fedélzetéről elől, bár először brit aknarakó cirkálónak vélték és csak hosszabb idő elteltével tudták egymás azonosító fényjelzéseit leolvasni, mikor valamelyest jobbak lettek a látási viszonyok. 13:45-kor észlelték az első ágyúdörejeket, majd 13:58-kor pillantották meg a nehézlövegek torkolattüzét és egyből jobbra kanyarodva tértek ki a jóval nagyobb tűzerejű ellenség elől. Még eközben megfigyelhetők voltak az Ariadne közelében becsapódó első lövedékek és hamarosan az első találatok is.
A Stettinen úgy vélték, hogy 14:05-kor az elől haladó csatacirkáló rájuk nyitott tüzet, amit nem viszonoztak, mert kedvezőtlen volt ehhez a helyezkedése és attól tartottak, hogy a saját ágyúk torkolattüze segítheti a bemérésüket. A britek lövedékei oldalirányban 500 méteren belül érkeztek le, de jelentősen rövidek voltak avagy túllőttek rajta. A rossz látási viszonyok miatt 10 lövés leadása után be is szüntették a tüzelést, majd rövid szünet után újból lőni kezdtek. A brit feljegyzések alapján azonban a Cölnt üldözték, a Stettint nem és nem is vették őt célba.
14.20-kor a Stettinről megpillantották a nyugati irányba haladó Danzigot, ezért fényjelzésekkel közölték vele, hogy vélhetően üldözik őket, így a Danzig is visszaforult. Ekkorra azonban a britek már felhagytak az üldözéssel. Az ágyúdörej elhalásával a Danzig az Ariadne megsegítésére indult, a Stettin pedig visszatért Helgolandra, hogy a tengeralattjáró-flottillával ismét felvegye a kapcsolatot. A cirkálót nem érte semmilyen sérülés a lövetése során.

#### ACölnelvesztése

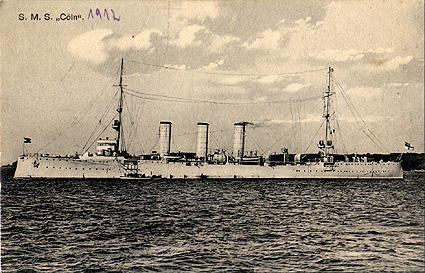
Maaß ellentengernagy zászlóshajója, a Cöln

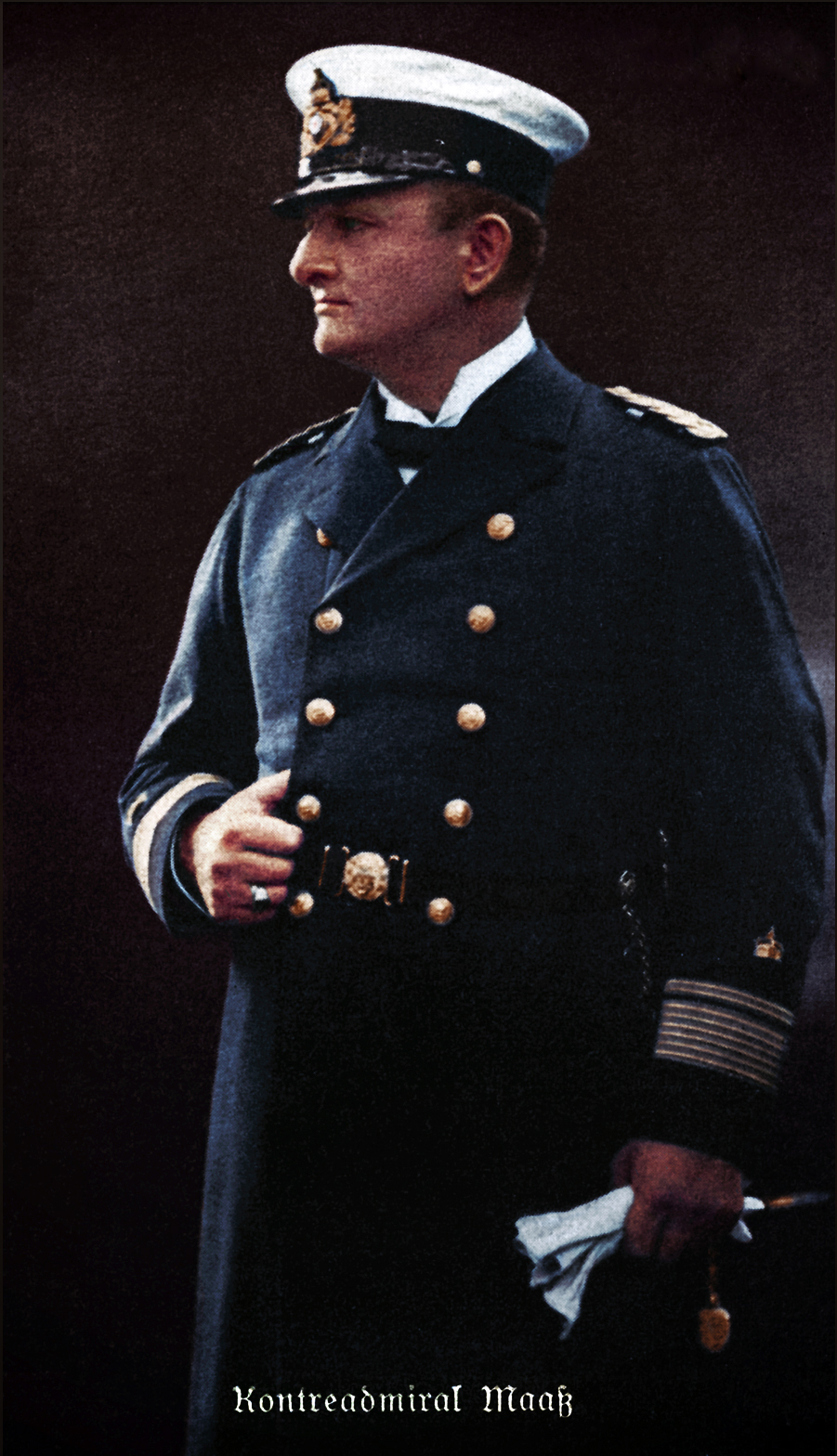
Leberecht Maaß ellentengernagy

A Cöln legnagyobb sebességre kapcsolva hagyta el a Jadét és a Straßburg útvonalát követte, bár ezt a cirkálót nem észlelte vizuálisan. A Straßburg első ízben 11:55-kor csapott össze a brit rombolókkal és ennek során egy kört tett meg, ami miatt a Cölntől való távolsága jelentősen csökkent. (Lásd: Német térképvázlat a Cöln elsüllyesztéséről) Így mikor a Straßburg második alkalommal csapott össze a rombolókkal, a két cirkáló közötti távolság már csak 7 tmf volt és a Cölnön a Mainz rádiójeleiből tudhatták, hogy az 20 tmf-nyire innen nyugatra van. A német történetírást szerkesztő Otto Groos figyelemre méltó megfogalmazása szerint a három cirkáló által körbevett ellenség „megsemmisítéséhez így adottak voltak a feltételek”.
A már negyed órája rombolókkal harcban álló Mainz 12:50 körül üzenetet küldött ellenséges cirkálók jelenlétéről, amit a Cöln továbbított a felderítőerők parancsnokának. A Cöln ekkor dél-délnyugati irányba kellett kitérjen, hogy 13:10-re azon a pozíción legyen ahol Beatty észlelte. Ez a manőver azzal magyarázható, hogy a Mainz mindössze 9 tmf-re volt tőle ebben az irányban, az Arethusa és a rombolói közöttük helyezkedtek el és ő ebbe az ütközetbe kívánt becsatlakozni.
13:30-kor a Cöln azt jelentette, hogy rombolókkal áll harcban, de a jelzés hirtelen megszakadt és a helyet már nem tartalmazta. Elvesztésének körülményeiről lényegében csak brit források vannak, mivel a német cirkáló egyetlen életben maradt hajótöröttje a fedélzet alatt teljesített szolgálatot és így az eseményekre nem volt rálátása. A britek szerint 13:35 körül, mikor az Arethusa újrarendezte a flottilláját, előbb a Straßburg, majd röviddel rá a Cöln tűnt fel északkeleti irányban. A Cöln a Fearless felé közelített és heves, de hatástalan tüzet nyitott rá. Mivel az Arethusa továbbra is sérülékeny célpontnak számított, a Fearless könnyűcirkáló a Goshawk, Lizard és Phoenix rombolókkal (1/4. divízió) sorba rendeződött és harcba bocsátkozott a két cirkálóval. A Lapwinget eközben hátrahagyták a sérült Laertes biztosítására. A német könnyűcirkálók úgy látszott az északi irányba koncentrálódtak és a britek számára kritikussá válónak tűnt a szituáció, mikor hirtelen a ködből egy teljes sebességgel közeledő nagy cirkáló bukkant elő. Ez azonban a Lion volt, Beatty zászlóshajója, mely a többi csatacirkáló élén haladt. A beérkezésük fordította meg a harc menetét és döntötte el a britek javára.
A csatacirkálók a Mainztól északra haladtak el (a németek állítása szerint tüzet is nyitottak rá, de a britek szerint a már nyilvánvalóan megpecsételt sorsú hajóval nem foglalkoztak), azonosításra szólították fel az Arethusát, majd északkeleti irányra álltak. Goodenough könnyűcirkálói közül a Southampton, a Birmingham és a Falmouth a nyomukba szegődött, míg a Liverpoolt hátrahagyták, hogy a Mainz túlélőiről gondoskodjon. Egy perccel később a Lionról jobb oldalt elől észleltek egy cirkálót, a Fearlessre tüzelő Cölnt és 13:37-kor a Lion 7800 yard távolságból tüzet nyitott rá. A Cöln észlelve a teljesen váratlanul felbukkanó csatacirkálót balra kanyarodva tért ki előle és északkeleti irányba igyekezett elmenekülni.
A Fearless látva, hogy a csatacirkálók fellépése miatt a Cölnnel való harc kimenetele eldőlt, délnek kanyarodott és 14:00 körül vontába vette a Laertest, mivel a Lapwing által használt sodrony elszakadt. 5-10 mérföldre nyugatra innen az Arethusa gyűjtötte össze a flottillákat és 6 csomóra csökkentett sebességgel, 23 romboló kíséretében folytatta útját a brit partok felé. Öt romboló a Fearless-szel és a Laertes-szel tartott. A Laurel gépészeinek sikerült megfeszített munkával kijavítani a súlyos sérüléseket és 10 csomóval követte a flottillákat.
A Cöln 12:42-kor kezdődött teljes sebességgel való üldözése széthúzta a csatacirkálók sorát és a régebbi építésű és 2 csomóval lassabb Invincible és New Zealand hamar lemaradt a három modernebb egységtől. A Cöln egy ideig a köd peremén tartotta magát és emiatt nem volt tisztán kivehető célpont. Számos sortüzet le kellett a briteknek adniuk a távolság meghatározásához, de az első találatok a német cirkáló hajtóműveit érték, amitől veszített sebességéből. Az egyik sérült kazánja felrobbant és a robbanás nagy lyukat ütött a hajó oldalán. Az egyik lövedék a parancsnoki tornyot találta el és végzett minden ott tartózkodóval.
Hamarosan a Lionról egy újabb német cirkálót észleltek, az Ariadnét, mely ekkor már teljes sebességgel haladt délkeleti irányban, közvetlenül a Lion orra előtt keresztben, balról jobbra elhaladva. Ez a cirkáló Wilhelmshavenbe próbált visszatérni. Már az első két sortűzzel találatokat értek el rajta és lángokban állva, látszólag erősen megdőlve tűnt el a ködben. Mivel nyilvánvaló volt, hogy süllyedőben van, Beatty nem követte, hanem visszatért a Cölnhöz.
A Cölnt a Lionról épp akkor veszítették szem elől, midőn az Ariadnére tüzet nyitottak 13:56-kor (12:56 GMT). A lemaradt Invincible balra kanyarodva északi irányra állt, hogy a Cöln ne tudjon nyugati irányba elmenekülni. 14:10-kor a Lion északnak fordult és balra kanyarodó kört leírva talált rá a Cölnre 14:25-kor délkeleti irányban. Ismét tüzet nyitottak rá és egyből eltalálták a távolságot. A német cirkáló bátran védekezett és a britek szerint mintegy 200 lövést adott le, 5 találatot elérve, de ezek nem okoztak jelentős kárt, csak néhány áramkört szakítottak meg. A Lion nehézágyúival leadott két sortüzének találatai után a Cöln felvont lobogókkal süllyedt el 14:35-kor.
A brit állítások szerint négy brit romboló haladt át az elsüllyedésének helyén, de túlélőknek nem látták nyomát. Egy német túlélőt, Adolf Neumann fűtőt 72 órával később mentette ki egy német romboló. A hajótörött elmondása szerint a Cöln elsüllyedése után mintegy 200 hajótörött került a vízbe, de a britek nem jöttek a segítségükre és mire a romboló megérkezett, már csak ő egyedül volt életben. A hajón szolgálatot teljesítő 507 bajtársa mind odaveszett.

#### AStraßburgújabb harca a brit rombolókkal

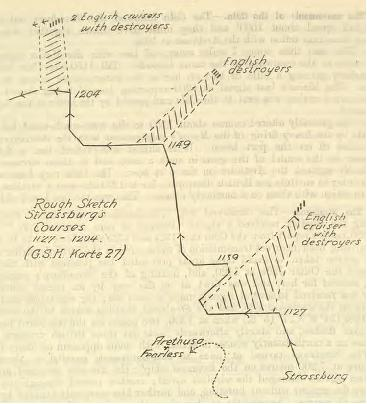
A Straßburg harcai (kb. 12:27–13:04 között)
(német vázlat alapján)

A Straßburg 12:27 után az őt üldözőbe vevő (brit leírások szerint be nem azonosítható) könnyű erők miatt egyre inkább északnak és nyugatnak szorult, majd mikor átmenetileg sikerült elszakadnia tőlük, a déli irányból hallatszó ágyúdörej felé vette az irányt és az Ariadnétól csak 5 tmf-re volt nyugatra mikor az harcra kényszerült. A Straßburg több kisebb tűzharcot vívott az üldözőivel, melyek rendre úgy zajlottak le, hogy a rátaláló rombolók egyenesen feléje megiramodva intéztek támadást, de a Straßburg lassan kitérve előlük addig lőtte őket, míg a látótávolság csökkenése miatt szem elől nem vesztették. Groos szerint e taktika eredményességét a német tüzérek magas színvonalú kiképzése tette lehetővé, mely nagy hangsúlyt fektetett a gyorsan változó célpontok gyors bemérésére és hatékony tűz alá vételére. A britek ezzel szemben jelentős lőszermennyiség felhasználásával is csak jelentéktelen eredményeket tudtak felmutatni. A Straßburgot csak egyetlen 15 cm-es lövedék találta el a tatjának fedélzetén a páncélöv mögött. A fel nem robbant lövedék mindössze csekély vízbetörést eredményezett.
A német leírások szerint 13:00-ig a Straßburg három rombolótámadást hárított el. 13:04-kor a rombolók támadását két könnyűcirkáló is támogatta. Ennek során az egyik romboló közepét találat érte, ami erős gőzképződéssel járt a német megfigyelések szerint. Ugyanakkor e három összecsapás közül kettő (a 12:49-kor és 13:04-kor kezdődők) esetében a brit feljegyzések alapján nem beazonosíthatóak erőik.
Ebben az időben déli és délnyugati irányban a Straßburgtól ágyúdörej volt kivehető, amit a Mainz harcának tudtak be. A cirkáló parancsnoka ekkor a rádión megadta a helyzetét és azt, hogy nyugatnak tart, míg az ellenség déli irányban található („Standort 117 ε, Kurs West. Feind steht im Süden.”), majd a délnyugatnak tartó rombolók nyomába szegődött, hogy ezeket a délnyugati illetve délkeleti irányból közeledni vélt Cöln és Mainz felé szorítsa és ezzel csatlakozzon is hozzájuk. Ennek során a rombolók egy újabb sikertelen támadást intéztek ellene, 13:40-kor pedig egy újabb, immár két külön irányból érkező rombolócsoport részéről került támadás alá. 13:30-kor a Cöln állt a Straßburgtól délkeletre harcban, melybe hallhatóan már nehézágyúk is becsatlakoztak. Ez után már hiába kereste a rádiókapcsolatot a két cirkálóval. A Mainz páncélos cirkálókat említő üzenetét ekkor még nem dekódolták a Straßburgon.
Az első tévesen Shannon-osztályú páncélos cirkálóként azonosított csatacirkáló 14:00-kor tűnt fel hirtelen előtte és számtalan romboló volt a kíséretében. Retzmann fregattkapitány azonnal megfordulva északi irányra állt, hogy elkerülje a jóval erősebb ellenféllel való összecsapást, mivel még a vélt ellenfélnek is 23,4 cm-es és 19 cm-es űrméretű ágyúi voltak, amikkel szemben nem lett volna esélye a hajójának. Nyolc perc után azonban ismét feltűnt az a kötelék, mellyel korábban is harcolt, ráadásul baloldalon elől 8000 méterre is feltűnt két Town-osztályú cirkáló. Utóbbiaktól egy jobbra tett, egy vonásnyi iránymódosítással még időben el tudott távolodni és ezek negyed óra elteltével már nem voltak láthatóak. Mivel déli irányban ilyen erős volt az ellenséges jelenlét, erre nem törhetett át a többi cirkálóhoz és ezért csak nagy ívben északi és keleti irányban haladva próbálkozhatott a hazatéréssel.
Alig kezdtek neki ennek a manővernek, mikor 14:30-kor (a 104 ε négyzet jobb közepén) jobb oldalt négy vonásnyira (45°-ra) négy, sorban haladó csatacirkáló tűnt fel velük szemben haladva. A távolság 8000 m volt, így a Straßburg már csak úgy menekülhetett meg, ha sikerül megtévesztenie a briteket a kilétét illetően. Ehhez Retzmann az irányát továbbra is megtartotta, mivel bármilyen hirtelen manőver azonnal elárulta volna és könnyen a Town-osztályú cirkálókba futhatott volna általa. A Straßburg előbb lassan balra kanyarodott egy vonással (11,25°), de így is mindössze 7500 m távolságra kerülte el a csatacirkálókat. A csel sikerrel járt és a brit zászlóshajó már csak akkor adott le irányába egy három betűből álló fényjelzést (U. A. R.), mikor már elkerülték egymást. A Lion jelzésére a Straßburg nem válaszolt és 14:42-kor a csatacirkáló a látótávolságán kívülre került, így sikerült elkerülnie a Cöln és a Mainz sorsát.
Habár a Mainz már 13:03-kor, a Straßburg 14.00-kor és a Stettin 14:10-kor jelentést tettek ellenséges csatacirkálók és páncélos cirkálók felbukkanásáról, ezt a flottavezetés számára olyannyira bizonytalan módon tették, hogy az információt kétségesnek vélték. A helyzetet csak a Straßburg 14:35-kor küldött jelentése tisztázta, mely így szólt: „117 ε, I. csatacirkálóraj, útirány délnyugat.”

#### A német vezetés reakciója a csatacirkálók felbukkanására
A német flottaparancsnok 14:25-kor rendelte el, hogy a modern dreadnoughtokból álló I. és III. csatahajóraj gyorsított ütemben fűtse fel a kazánjait. Az utolsó Straßburg által küldött jelentéssel csaknem egyidőben döntés született arról, hogy az összes könnyűcirkálót visszarendelik és a sötétedésig számos rombolóflottillát készenlétben tartanak a kifutáshoz. Amint a Straßburg egyértelmű jelentése a csatacirkálókról beérkezett, a felderítőerők parancsnoka, Hipper tengernagy a következő parancsot kapta: „A nagycirkálók ne keveredjenek harcba a páncélos cirkáló rajjal.” („Große Kreuzer sich nicht einsetzen gegen Panzerkreuzergeschwader.”) A jelentésekből az is világossá vált, hogy a Hipper hajói kifutásuk esetén túlerővel kerültek volna szembe mindaddig, míg a csatahajórajok be nem érkeznek. A felderítőhajók parancsnoka az utasítást azzal egészítette ki, hogy a könnyűcirkálókat zászlóshajójához, a Seydlitzhez rendelte vissza. Hasonló parancsok német részről azért nem kerültek kiadásra, mert a páncélos cirkálókról érkező jelentésekig az volt a flottaparancsnok benyomása, hogy a német erők vannak fölényben és brit részről kettő, maximum négy könnyűcirkáló által kísért két rombolóflottilla hajtott végre mindössze előretörést, amit sikerült is elhárítani. Csak amint 13:00-tól nagyobb erejű brit egységek jelenlétéről érkeztek hírek, avatkozott be a flottaparancsnok a felderítőerők parancsnokának hatáskörébe az egységek visszarendelésével. Hasonló tartalmú parancs kiadását Hipper is fontolóra vette, azonban ettől eltekintett abból a megfontolásból, hogy a páncélos cirkálók jelenlétének hírére a könnyűcirkálóknak a taktikai irányelvek és a flottavezetés utasításai értelmében automatikusan vissza kellett vonulniuk.
A német történetírást szerkesztő Otto Groos észrevétele szerint ez kétségkívül így volt, azonban a közelharcba keveredett könnyűcirkálókon a rádióadások vételezése, dekódolása és parancsnoki híd felé továbbítása nem volt zökkenőmentes és hibák léphettek fel. Egy idejében kiadott parancs kétségkívül támogatást biztosíthatott volna a könnyűcirkálók számára és levette volna a felelősséget a parancsnokaik válláról, amit a visszavonulás során a túlerőben lévő ellenséggel küzdő bajtársaik hátrahagyása miatt érezhettek.
A visszavonási parancs azonban csak abban az esetben vezetett volna célra, ha legkésőbb 12:30-ig kiadták volna. Ebben az esetben viszont az ellenség nehéz egységeinek jelenlétére nem derült volna fény, ami Groos értékelése szerint azt is eredményezhette volna, hogy a flottavezetést túlzott visszafogottsággal és a támadószellem hiányával vádolják meg a rámenősségben hiányt nem szenvedő flotta berkein belül. A flottavezetés alapvető hibája az volt, hogy nem feltételezte annak lehetőségét, hogy az ellenség támadó könnyű erőit nehéz egységek fedezhetik.
A visszavonulásra felszólító parancsot követően Retzmann a többi cirkálóval való találkozást a véletlenre bízta és előbb keleti, majd déli irányban haladva szándékozott a kifutó csatacirkálókkal kapcsolatba lépni. 
Közben a Danzig és a Stralsund a lángokban álló Ariadnéhez érkeztek. A Danzig a Münchennel együtt még 12:25-kor kapta azt a parancsot, hogy a Straßburghoz menjen. A nyugati irányú előretörésük során a Danzig 14:09-kor érkezett az Ariadne harcának színhelyének közelébe és hallották még az ágyúdörejt, mire azonnal északnyugati irányra állt, hogy támogatást nyújtson. Hamarosan az északkelet felé nagy sebességgel eltávolodó Stettin és Ariadne tűnt fel előtte. A Danzig azonnal a Stettinnel párhuzamos irányra állt és optikai jelzések révén értesült tőle a harc alakulásáról. Mikor 14:20-kor a Stralsund jelentette az általa vívott harcot, a Danzig azonnal a jelzett koordináta felé, dél-délnyugatnak vette az irányt, hogy neki nyújtson segítséget. Az Ariadne azonban hamarosan zászlójelzésekkel segítséget kért, így visszafordult a jelzett páncélos cirkálók ellenére is. Olyan közel ment a lángoló hajóhoz, amennyire csak lehetett és két kutterét a vízre tette a mentéshez. Hamarosan a Stralsund is segédkezett a mentésben.
A szintén kiküldött Kolberg kifutása után a Straßburghoz igyekezett csatlakozni, de csak 22 csomós sebességet tudott elérni, így mikor az tűzharcba került az ellenséggel, még messze le volt maradva tőle. 14:05-kor bal oldalt elől ágyúdörejt észleltek a fedélzetéről, mely a Stralsund és három brit cirkáló harcából származott. A keletnek tartó Stralsundot 14:40-kor pillantották meg és a Kolberg felvette az irányát, mivel a Straßburg és a Stettin nyugatabbra már jelentették a páncélos cirkálók jelenlétét. A Straßburggal való egyesülés szándékát ennek ellenére még nem adták fel és a Kolberg észak-északkeleti irányba kanyarodott remélve, hogy esetleg ily módon közelíthetik meg. Előbb az Ariadnét pillantották meg a többi segítségére érkezett hajóval. Mivel a segítségnyújtáshoz elegendőnek tűntek, a Kolberg északnyugatnak haladt tovább, hogy átvegye a mentési munkálatok biztosításának irányítását. Ez amiatt is szükségszerű volt, mert innen 14 tmf távolságra észleltek egy páncélos cirkáló rajt. Ez az eljárás ugyan ellentmondott a felderítőerők parancsnokának utasításaival és kockáztatta a hajó elvesztését, a mentési akció biztosítása szempontjából azonban elkerülhetetlen volt és erről rádión értesítették Hippert is. 15:45-kor északi irányból felbukkant a Straßburg is, mely arról számolt be, hogy a csatacirkálókat legutóbb a 117 ε négyzetben látta. Ezután hamarosan feltűntek a saját csatacirkálók, a von der Tann, a Moltke és a Seydlitz.

#### A német csatacirkálók megkésett kifutása
A von der Tann és a Moltke Tapken ellentengernagynak, a felderítőhajók 3. tengernagyának (3. Führer der Aufklärungsschiffe) vezetésével futott ki és 15:00-kor haladt el a Jade külső világítótornya mellett, két órával az első páncélos cirkálókról érkező jelentéseket követően. A Seydlitz, Hipper zászlóshajója a kondenzátorainál fellépett meghibásodások miatt indult később, míg a Blüchernek előbb a zsilipeken át ki kellett jutnia a kikötőből. Megelőzendő, hogy ellenséges erők északi irányból törjenek be a Német-öbölbe, a München már 14:06-kor parancsot kapott az Amrum szigetének irányába való felderítésre és e célból a Hela is a helyén maradt.
Mivel a Cölntől és a Mainztól már két órája nem érkezett rádióüzenet, így hozzávetőlegesen sem tudta megbecsülni a pozíciójukat. A Stettintől az Ariadne helyzetéről érkezett üzenet vételezésekor döntött úgy, hogy előbb ezt a helyet keresi fel és nyújt védelmet a mentést végző hajóknak. Hipper sem engedélyezte volna tovább az elsőként kifutott csatacirkálóit, míg ő be nem érkezik a Seydlitz-cel, mivel nem akarta, hogy azok egy nagyobb brit kötelékbe ütközzenek és csak az egyesülés után tervezte, hogy messzebbre tör előre.
A csatacirkálók 25 csomós sebességgel, a VIII. rombolóflottilla kíséretében haladva 15:25-kor érkeztek meg az Ariadnéhoz. Itt Tapken a 16. romboló-félflottillát nyugati irányba küldte, hogy a Kolberget támogassák a terület biztosításában. 16:25-kor az Ariadne az egyik kazánjának felrobbanása után átfordult és elsüllyedt.
16:10-re már Hipper is a helyszínre ért a Seydlitz-cel és a csatacirkálókkal észak-északnyugati irányba indult meg 15 csomóval, szétbontakoztatva őket, 8000 méteres távközt hagyva köztük. A kapitális hajók előtt a Kolberg, a Stralsund és a Straßburg valamint a VIII. rombolóflottilla haladt. Ezzel egyidőben az Ems torkolatánál tartózkodó III. rombolóflottilla utasítást kapott az éjszakai bevetésre való felkészülésre.
A flottaparancsnok utasítása értelmében a csatacirkálókat nem vethették be (támadólag), így ennek az előretörésnek a célja a Cöln és a Mainz felkutatása volt. Az előretörés északi végpontja a Cöln elsüllyedésének helyétől mindössze 8 tmf-re volt, az egyik könnyűcirkáló egészen 4 tmf-re megközelítette ezt a helyet mielőtt visszafordult. A Cöln tengerben sodródó túlélőit e szerencsétlen véletlen miatt nem sikerült fellelni és kimenteni. A németek emellett úgy vélték, hogy amennyiben a könnyűcirkálók harcban vesztek volna oda, úgy a britek mindent megtettek a hajótöröttek kimentése érdekében, mivel ebben további összecsapások nem hátráltathatták őket.
Ebből a megfontolásból nem is hagytak hátra rombolókat a csata színhelyén való további kutatás végett vagy küldtek ki kórházhajót. 17:00-kor, mikor a Blücher is beérkezett Hipperhez, a tengernagy a sikertelen kutatást megszakította, hogy még a sötétség beállta előtt visszaérhessen a Jadéhoz. Ez azért is fontos volt, mert így nem tette ki a hajóit az éjszaka felszínen is támadni képes tengeralattjáróknak és még át tudott haladni a torkolat előtti homokpadok felett a magas vízállásnak köszönhetően.
A Német-öböl védelmét ezt követően helyreállították és az éjszakai megfigyelőhelyeken az őrhajók elfoglalták pozíciójukat. A védelem külső ívét a VIII. rombolóflottilla, a belső védelmi vonalat az őrhajók alkották. A biztosításukat a Kolberg, a Hela és a München látta el. A tengerészeti repülők közben – a javuló időjárási körülményeknek köszönhetően – Helgolandtól északnyugatra 100 tmf távolságig felderítve tengeralattjárókon kívül más ellenséges egységeket nem észleltek, ezért a flottaparancsnok nem adott utasítást a rombolóknak a visszavonuló ellenség üldözésére. A Seydlitz 21:23-kor ért vissza a wilhelmshaveni révhez és Hipper személyesen tett jelentést von Ingenohlnak az történtekről.

## Veszteségek

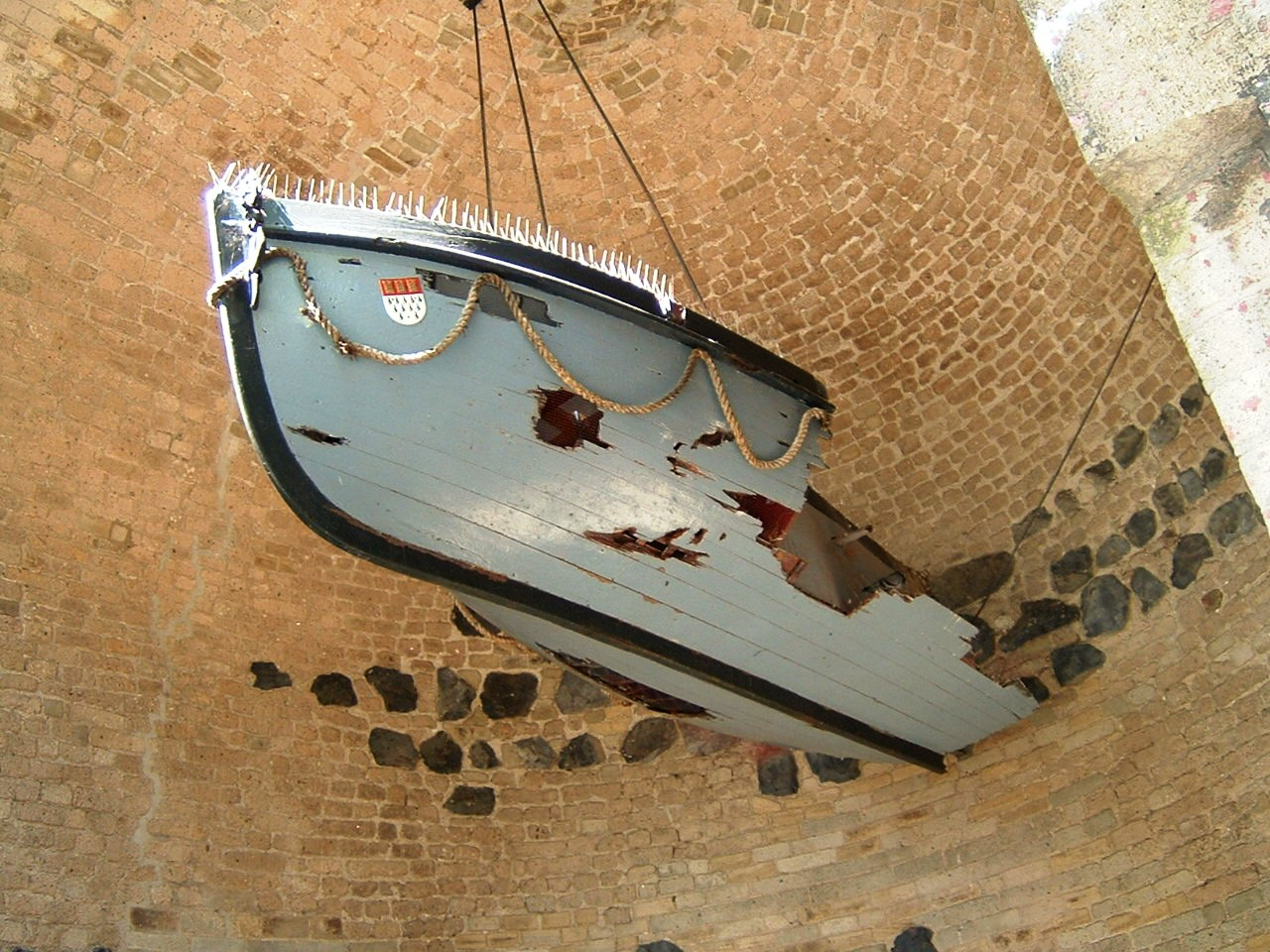
A Cöln partra sodródott sérült kuttere a kölni Eigelstein-kaputoronyban

Az összecsapásban a németek három könnyűcirkálót (Mainz, Cöln, Ariadne) és egy rombolót (V 187) veszítettek. A Frauenlob súlyos, a Straßburg és a Stettin könnyűcirkálók könnyebb sérüléseket szereztek. A V 1 és S 13 rombolók valamint a D 8 és a T 33 jelű aknaszedők megrongálódtak, közülük az T 33-at a V 3 illetve a Frauenlob vontatta el.
A Cöln 509 (más források szerint 485) főnyi legénységéből csupán egy embert találtak élve napokkal a hajó elsüllyedése után. A Mainz-cal 89 ember veszett oda. Az Ariadne elsüllyedése a személyzet 64 tagjának halálával járt, 170 embert a Danzig, 59 főt a Stralsund mentett ki róla. A németek összvesztesége 1242 fő, ebből a halottak száma 712, a sebesülteké 149 volt. Az elesettek között volt a II. felderítőcsoport parancsnoka, Leberecht Maaß ellentengernagy is. A britek 336 hadifoglyot ejtettek (közülük 224-et Keyes sorhajókapitány a Lurcherrel). A foglyok között volt Wolfgang von Tirpitz fregatthadnagy, a tengernagy egyik fia is.
A britek nem veszítettek el hajót, de az új Arethusa könnyűcirkáló és három romboló (Liberty, Laurel, Laertes) súlyosan megrongálódott, egy további rombolót kisebb károk értek. Két hajójuk is vontatásra szorult: a súlyosan sérült Arethusát a Hogue, a Laurelt az Amethyst vette vontába. A britek halottainak száma 35 fő, a sebesültjeiké 40 volt.

## Következmények
A csata legfontosabb eredménye talán a császárra tett hatása volt. Hajói épségének megőrzése érdekében úgy határozott, hogy a flottának "vissza kell tartania magát és kerülnie kell az olyan akciókat, melyek nagyobb veszteségekhez vezethetnek". Hugo von Pohl tengernagy, a haditengerészet vezérkari főnöke Friedrich von Ingenohl tengernagynak, a Hochseeflotte parancsnokának küldött rádióüzenetében közölte, hogy Vilmos császár "a flotta megőrzéséért aggódva (…) azt kéri Öntől, hogy kérje ki a hozzájárulását mielőtt megkezdene egy jelentős hadműveletet." Tirpitzet felháborította ez a döntés. A háború után ehhez kapcsolódóan a következőket írta:
„A császár nem akart ilyen veszteségeket (…) A császár utasításokat adott ki (…) az egyik Pohllal tartott meghallgatás után – ahova engem szokás szerint nem idéztek be –, melyek szerint az északi-tengeri flotta parancsnokának korlátozzák a kezdeményezési lehetőségeit. A hajók elvesztését el kellett kerülni; a flottával való hirtelen kitöréseket kerülni kellett és minden nagyobb vállalkozást engedélyeztetni kellett Őfelségével. Az első adódó alkalmat megragadtam, hogy kifejtsem az ilyen lefojtott stratégia alapvető helytelenségét. E lépésem nem járt sikerrel, sőt ellenkezőleg, ettől a naptól kezdődően a császár és köztem egyre jobban elhidegült a viszony.”
A másik oldalon Churchill a háború utáni írásában így emlékezett vissza a győztes csata következményeire és kellemetlen tapasztalataira:
„Mindaz amit [a németek a csatából] láttak az volt, hogy a britek nem hezitálnak kockára tenni a legnagyobb hajóikat és a könnyű hajóikat a legvakmerőbb támadó hadműveletben, majd sértetlenül térnek vissza. Úgy éreztek, mint ahogy mi éreztünk volna, ha német rombolók törtek volna be a Solent-szorosba és a csatacirkálóik Nabig törtek volna előre. Ennek az akciónak messzemenő következményei voltak. Ezt követően a brit haditengerészet tekintélye nehezedett minden német tengeri hadműveletre … A német haditengerészetre valóban "szájkosár" került. Egyes tengeralattjárók és aknarakók titkos mozgásán kívül egy kutya sem moccant augusztustól novemberig. (…) A németek semmit nem tudtak a törzskarunk munkájának hibáiról vagy a kockázatról, amit felvállaltunk.”
A Southampton fedélzetén lévő egyik szemtanú, Stephen King-Hall hadnagy a következőképpen emlékezett vissza a csata tapasztalataira és a brit vezetés tevékenységének hibáira:
„(…) Amit e kivonatokból ki lehetett következtetni, aszerint a törzskar munkája majdhogynem kriminálisnak volt nevezhető és csaknem csoda kellett ahhoz, hogy ne süllyesszük el egy vagy több tengeralattjárónkat vagy azok egyike-másika ne süllyesszen el minket. Ezenfelül, ha valaki mondjuk 1917-ben felvetette volna, hogy a csatacirkálóink tengeralattjárók elleni kíséret nélkül rohangáljanak a csatahajóflottától több száz mérföldnyi távolságra egy aknákkal telerakott térségben a német csatahajóflottától néhány mérföldnyire, akkor azonnal betegszabadságra küldik.
Éppen azért, mert papíron a (kíséret nélküli) csatacirkálók jelenlétéből abszurd feltételezés volt azt hinni, hogy a logikusan gondolkodó németek mozdulatlanul időznek majd Wilhelmshavenben a Jade-torkolat homokpadján lévő túl alacsony apály miatt!
Szeretném azt írni, hogy ez a fontos hidrográfiai jelenség a terv része volt, de ezt csak jóval később fedezték fel. Mindazonáltal az ütközet nagy stratégiai és politikai következményekkel járt. A német haditengerészet állományának tagjai éppoly bátrak és legalább olyan képzettek voltak, mint a mieink; a hajóik erősebbek voltak a mi hasonló kategóriájú hajóinknál; a tüzérségük sokkal pontosabban lőtt. Mégis minden német tengerész tudatában ott volt, hogy azzal a haditengerészettel állnak szemben, amely nagyjából már négy évszázada uralja a tengereket. A német tengerész tisztelettel és már-már hagyományos hódolattal érzett a brit haditengerészet iránt és kisebbségi komplexussal vonult hadba a háború elején, éles ellentétben a német szárazföldi hadsereggel, mely felsőbbrendűségi tudatot érzett a többi hadsereggel szemben. Ezért erős sokként hatott a német haditengerészetre … a merész hadművelet kivitelezése és az ütközet sikeres megvívása szó szerint a fő német flottatámaszpont látótávolságán belül.”
Az ütközetből mindkét fél vonhatott le tanulságokat. A németek úgy vélték, hogy a kikötőt külön-külön elhagyó cirkálóik nem ütköznek majd nagyobb ellenséges egységekbe vagy nagyobb kötelékekbe, mivel nem értesültek a bevetési területen uralkodó korlátozott látási viszonyokról. Nem tartották egyben a hajóikat, amivel jobb esélyeik lettek volna bármelyik összecsapásban. Mikor Beattynek választania kellett, hogy hátra hagyja-e az egyik egységét a mozgásképtelenné vált hajók elsüllyesztésére, akkor inkább úgy döntött, hogy egyben tartja a raját és csak később tért vissza végezni velük. Goodenough ellenben elveszítette két kiküldött cirkálóját a rajából, melyek aztán már nem is játszottak szerepet az ütközetben.
A több, de kisebb kaliberű (10,5 cm) ágyúkkal felszerelt német könnyűcirkálók gyorsabban tudtak sortüzeket leadni. A brit könnyűcirkálók kevesebb számú, viszont nagyobb űrméretű (152 mm) lövedékei hatékonyabbnak számítottak, de a német feljegyzések szerint feltűnően nagy arányban nem robbantak fel becsapódáskor. A német cirkálókat az okozott súlyos károk ellenére is nehezen lehetett elsüllyeszteni és tüzérségi teljesítményük nagy hatással volt a britekre. A brit és a német források is megemlítették a pusztulásra ítélt német hajók végső küzdelmük során tanúsított elszántságát és bátorságát.
A német oldal veszteségeihez a kommunikációs hibák is hozzájárultak, mivel senki nem jelentette a brit cirkálók jelenlétét Hippernek egészen 14:35-ig és a látási viszonyokról sem számoltak be a harcban álló erők. Ha tudott volna a brit cirkálókról, akkor csatacirkálóival előbb kihajózik és egyesíti a flottáját. Ezzel akár megelőzhette volna a német veszteségeket és ehelyett ő okozhatott volna súlyos veszteségeket a visszavonuló briteknek. A brit hadművelet a vártnál hosszabb ideig elhúzódott, így a nagyobb német hajók kihajózhattak volna a magasabb vízállás idején. Maaß a cirkálóival egyedül indult felderítésre és a korábban visszavonult rombolókat nem hívta segítségül, holott nagy segítségükre lehettek volna az ütközetben és megkönnyíthették volna számukra az elszakadást az ellenségtől.
A brit oldal kommunikációja is gyenge volt és számos félreértéshez vezetett. Jellicoe be nem vonása a hadművelet megtervezésébe kis híján katasztrófát eredményezett számukra. Ezt az erősítések útnak indításával sikerült megelőzni, habár az ezt követő kommunikációs hibák következtében a brit hajók nem voltak tudatában az újonnan érkezőkről, ami miatt a kötelékek egymásra is támadhattak volna, arra pedig nem volt mód, hogy a tengeralattjáróikat is értesítsék az új egységek felbukkanásáról, melyek így szintén támadást indíthattak ellenük. A harc hevében a brit hajók elmulasztották értesíteni egymást az összecsapásokról. Sturdee tengernagynak, az admiralitás vezérkari főnökének a döntése volt, hogy ne értesítsék Jellicoe-t az akcióról és ne küldjenek további nagyobb hajókat az eredeti kérésnek megfelelően. Keyes csalódottságot érzett afelett, hogy a hadművelethez kért további cirkálók támogatása nélkül nem lesz lehetősége nagyobb sikereket elérni, de szerencséjére Jellicoe amint tudomást szerzett a tervezett rajtaütésről, erősítést indított útnak a Grand Fleet kötelékéből. Jellicoe-t felháborította, hogy az admiralitás nem kívánta megvitatni a rajtaütést vele.
A németek az események értékelése során arra jutottak, hogy a rombolókkal végrehajtott őrjáratozás idő- és energiapocsékolás csupán, melynek során a hajóik támadásnak is ki vannak téve. Ezzel felhagyva védelmi aknamezők telepítésébe kezdtek, hogy ezek segítségével tartsák távol az ellenséges hajókat. A rombolóik így mentesültek a folytonos őrjáratozás alól és ehelyett a nagyobb hajók biztosításában vehettek részt. A csatát követően a cirkálóikat többet már nem küldték ki egyesével és néhány kapitális hadihajót folyamatos készültségben tartottak a Jade-öböl előtti Schillig-révnél, ahonnan az árapálytól függetlenül szükség esetén bármikor kihajózhattak a nyílt tengerre.
A britek belátták, hogy nem szabadott volna az Arethusát csatába küldeni hiányosan kiképzett személyzettel és meghibásodásra hajlamos lövegekkel. Kifogás érte a hajóik gyenge tüzérségi teljesítményét, mivel jelentős mennyiségű lövedéket és torpedót lőttek ki nagyon alacsony találati aránnyal. Ez a kritika később kontraproduktívnak bizonyult a doggerbanki csata során, ahol túlságosan igyekeztek a lőszer pazarlását elkerülni és emiatt több lehetőséget elszalasztottak a német hajók megrongálására.
A Magdeburg könnyűcirkáló két nappal korábbi Balti-tengeren való elvesztése után újabb veszteségek érték a Kaiserliche Marinét. Pár héttel később azonban jelentős sikert könyvelhettek el a németek is három brit páncélos cirkáló holland partok előtti elsüllyesztésével. A haditettet – melyben kétszer annyi brit tengerész veszett oda, mint német Helgolandnál – az Otto Weddigen sorhajóhadnagy parancsnokolta U 9 tengeralattjáró rövid idő alatt egymaga vitte végbe.

## Emlékezete
- A Cöln egyik kutterét az ütközet után pár nappal Norderney szigetének partjára sodorta ki a tenger. A sérült állapotában meghagyott csónak ma Köln egyik várkapujában, az Eigelsteintorburgban van kiállítva.
- A Kriegsmarine egyik rombolóját, a Z 1 Leberecht Maasst a csatában elesett német ellentengernagy után nevezték el.
- Az odaveszett hajók régészeti feltárását 2017 nyarán kezdték meg és várhatóan évekig el fog tartani a vállalkozás. Elsőként az Ariadne roncsát vizsgálták meg. A kutatási eredményekből tárlatot terveznek nyitni a Museum Helgolandban.[120]

## Hadrendek
8. ’nagy hatótávolságú’ tengeralattjáró-flottilla (8th ’Oversea’ Submarine Flotilla)
Rombolók: Lurcher (Keyes vezérhajója), Firedrake
Tengeralattjárók: D2, D3, E4, E5, E6, E7, E8, E9
1. rombolóflottilla (1st Destroyer Flotilla)
Könnyűcirkáló: Fearless  (Blunt kapitány)
Rombolók:
1. divízió: Acheron, Attack, Hind, Archer
2. divízió: Ariel, Lucifer, Llewellyn
3. divízió: Ferret, Forester, Druid, Defender
4. divízió: Badger, Beaver, Jackal, Sandfly (a csatacirkálóraj mellé rendelve)
5. divízió: Goshawk, Lizard, Lapwing, Phoenix
Mind Acheron-osztályú – avagy más megjelöléssel I-osztályú – rombolók az L-osztályú Lucifer és a Llewellyn kivételével.
3. rombolóflottilla (3rd Destroyer Flotilla)
Könnyűcirkáló: Arethusa (Tyrwhitt vezérhajója)
Rombolók:
1. divízió: Lookout, Leonidas, Legion, Lennox
2. divízió: Lark, Lance, Linnet, Landrail
3. divízió: Laforey, Lawford, Louise, Lydiard
4. divízió: Laurel, Liberty, Lysander, Laertes
Mind L-osztályú rombolók.
Könnyűcirkálóraj (Light Cruiser Squadron)
1. divízió: Southampton (Goodenough zászlóshajója), Birmingham
2. divízió: Falmouth, Liverpool
3. divízió: Nottingham, Lowestoft
C cirkálócsoport (Cruiser Force C)
Páncélos cirkálók: Euryalus (Christian tengernagy zászlóshajója), Bacchante, Cressy, Hogue, Aboukir
Könnyűcirkáló: Amethyst
1. csatacirkálóraj (1st Battle Cruiser Squadron)
Lion (Beatty altengernagy zászlóshajója), Queen Mary, Princess Royal
Invincible (Moore ellentengernagy zászlóshajója), New Zealand (Cruiser Force K)
I. rombolóflottilla (Torpedoboot-Flottille I) – külső védelmi öv
V 187 (Wallis korvettkapitány vezérhajója), V 188, V 189, V 190, V 191, G 197, G 196, G 193, G 194, V 189
III. aknamentesítő divízió (Minensuchdivision III) – belső védelmi öv
D 8 (Wolfram sorhajóhadnagy vezérhajója), T 25, T 29, T 31, T 33, T 34, T 35, T 36, T 37, T 49, T 71, S 73
V. rombolóflottilla (Torpedoboot-Flottille V)
G 12 (von dem Knesebeck korvettkapitány), V 1, V 2, V 3, V 6, S 13, G 7, G 9, G 10, G 11
II. felderítőcsoport (Aufklärungsgruppe II)
Cöln (Leberecht Maaß ellentengernagy zászlóshajója, Jade-torkolat); Mainz (Ems-torkolat), Stralsund, Kolberg, Straßburg,
III. felderítőcsoport (Aufklärungsgruppe III)
München, Danzig, Hela, Frauenlob,
Ariadne (partvédő rombolóflottillák vezérhajója)
I. tengeralattjáró-flottilla (Unterseebootsflottille I)
Könnyűcirkáló: Hamburg (Hermann Bauer korvettkapitány vezérhajója)
Tengeralattjárók: U 5, U 10, U 16
II. tengeralattjáró-flottilla (Unterseebootsflottille II)
Könnyűcirkáló: Stettin (Otto Feldmann korvettkapitány vezérhajója)
Tengeralattjárók: U 25, U 24, U 28

## Fordítás
- Ez a szócikk részben vagy egészben  a   Battle of Heligoland Bight (1914) című angol Wikipédia-szócikk ezen változatának fordításán alapul.  Az eredeti cikk szerkesztőit annak laptörténete sorolja fel. Ez a jelzés csupán a megfogalmazás eredetét és a szerzői jogokat jelzi, nem szolgál a cikkben szereplő információk forrásmegjelöléseként.
- Ez a szócikk részben vagy egészben  a   Seegefecht bei Helgoland (1914) című német Wikipédia-szócikk ezen változatának fordításán alapul.  Az eredeti cikk szerkesztőit annak laptörténete sorolja fel. Ez a jelzés csupán a megfogalmazás eredetét és a szerzői jogokat jelzi, nem szolgál a cikkben szereplő információk forrásmegjelöléseként.

### Újságcikk
- „Contemporary Report of Battle of Heligoland Bite”, The Times , 1914. augusztus 29., 8. oldal
- „Forscher untersuchen Wracks von 1914”, Kieler Nachrichten, 2018. január 28.. [2018. február 2-i dátummal az eredetiből archiválva] (Hozzáférés: 2018. február 1.)

### Ajánlott olvasmány
- Marder, Arthur J.. From the Dreadnought to Scapa Flow: The Royal Navy in the Fisher era 1904–1919: The Road to War, 1904–1914. London: Oxford University Press (1961). OCLC 873365257

### Linkek
- Battle of Heligoland Bight. (Hozzáférés: 2021. október 15.)(angol)
- Battle of Heligoland Bight, Despatches, Killed, Awards. (Hozzáférés: 2021. október 15.) – Hivatalos brit jelentések a csatáról, listák az elesettekről, kitüntetettekről (angol)
- 'Das Seegefecht bei Helgoland'. (Hozzáférés: 2021. október 15.) (német) – egy tengeri hadszíntér régészeti feltárása és története a Seegefecht-Helgoland.de oldalon (német)
- 'Das Seegefecht bei Helgoland – Archäologie und Geschichte eines maritimen Schlachtfelds von 1914'. (Hozzáférés: 2021. október 15.) (német)
- 'Seegefecht vor Helgoland'. (Hozzáférés: 2021. október 15.), Frankfurter Allgemeine Zeitung, 1914. 08. 31., (német)
- Battle of Heligoland Bight. (Hozzáférés: 2021. október 15.)(angol)

### Lásd még
- Második helgolandi csata (1917)
- Helgolandi csata